# Tokio
Tokio (東京 Tōkyōⓘ?), oficialmente Metrópolis de Tokio (東京都, Tōkyō-to), es la capital de facto de Japón, ubicada en el centro este de la isla de Honshu, concretamente en la región de Kantō. Es la ciudad más poblada del mundo, en conjunto es una de las 47 prefecturas de Japón. Es el centro de la política, economía, educación, comunicación y cultura del país. Cuenta también con la mayor concentración de sedes corporativas, instituciones financieras, universidades y colegios, museos, teatros, establecimientos comerciales y de entretenimiento de todo Japón.
Con una población de unos 40 millones de habitantes, se subdivide en 23 barrios (区 -ku); 26 ciudades (市 -shi); un distrito (郡 -gun) subdividido en tres pueblos (町 -chō o -machi) y una villa (村 -son o -mura); y cuatro subprefecturas (支庁 -shichō) subdivididas en dos pueblos y siete villas, que representan a varias pequeñas islas al sur de Honshu que se extienden más allá de 1800 km de Shinjuku, capital de la metrópoli y sede de la gobernación. El centro de Tokio, con sus 23 barrios, ocupa un tercio de la metrópoli, con una población cercana a los 13,23 millones de habitantes; esta área es lo que se conoce internacionalmente como la ciudad de Tokio. En su área metropolitana viven más de 40 millones de habitantes, lo que la convierte en la mayor aglomeración urbana del mundo. En 2015 y 2019 fue elegida como la ciudad más segura del mundo por el periódico The Economist.
A pesar de que Tokyo es la romanización más común del nombre en japonés, el nombre de la ciudad es Tokio en español y otros idiomas —entre ellos el alemán y el neerlandés—. En inglés y otros idiomas se escribe Tokyo, aunque antiguamente también se escribía Tokio. En el pasado, la ciudad se denominaba como Tokei, Edo o Yedo. El gentilicio de Tokio es tokiota.
La ciudad fue sede de los Juegos Olímpicos de 1964 y los Juegos Olímpicos de 2020 (que originalmente estaban programados para realizarse del 24 de julio al 9 de agosto del 2020, pero debido a la pandemia de COVID-19 tuvieron que ser pospuestos al año siguiente y fueron celebrados del 23 de julio al 8 de agosto de 2021).

## Definiciones de Tokio
El término Tokio puede referirse a varias realidades diferentes a nivel geográfico, urbano y administrativo. 

### Veintitrés barrios especiales

Los 23 barrios especiales

Los 23 barrios especiales reemplazaron a la antigua ciudad de Tokio, disuelta en 1943. Administrativamente, cada uno forma municipios separados, comparables a otro tipo de comuna urbana en la organización administrativa de Japón, las «ciudades», salvo que tienen un ámbito de jurisdicción restringido en comparación con estas últimas, como los distritos de París. 
El gobierno prefectural es responsable de ciertos servicios públicos tradicionalmente pertenecientes al nivel municipal, como el suministro de agua, el tratamiento de aguas residuales y los servicios públicos, mientras que los distritos no tienen ingresos propios y viven únicamente de transferencias financieras otorgadas por la prefectura. Sin embargo, al igual que otros municipios japoneses, cada uno tiene una asamblea deliberativa y un alcalde elegido por sufragio universal directo cada cuatro años. Estos barrios especiales agrupaban 9 793 163 habitantes a 1 de marzo de 2024 sobre 617 km2, aproximadamente 15 000 hab./km².

### Centro de Tokio

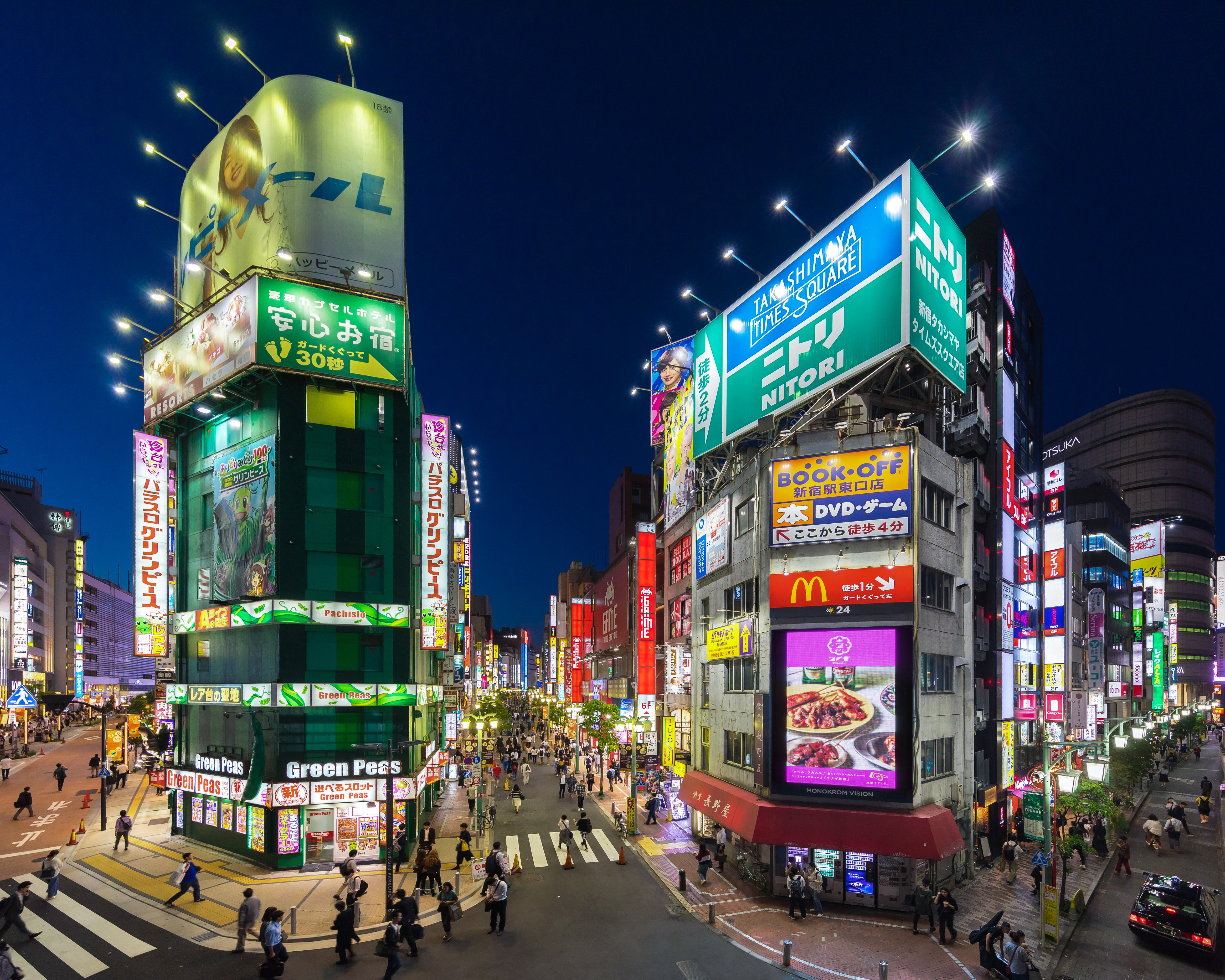
Una calle iluminada con letreros de neón multicolores en Shinjuku.

Por centro de Tokio, se puede entender a los 23 barrios especiales. En un sentido más restrictivo, la expresión puede referirse a los diez barrios rodeados por la línea Yamanote, una importante línea ferroviaria circular: Minato, Shinagawa, Shibuya, Shinjuku, Toshima, Kita, Arakawa, Taitō, Chiyoda y Bunkyō (el único al que no llega directamente la línea). De manera más restringida aún, el centro puede referirse a los tres barrios más centrales que constituyen el corazón histórico de la antigua Edo, a saber, Chūō (cuyo nombre significa literalmente «centro» en japonés), Minato (el «puerto» histórico, como sugiere su nombre) y Chiyoda, y los barrios a lo largo del río Sumida (Nihonbashi, Kanda, Ueno, Asakusa, Honjo, Fukagawa). El centro de Tokio se divide tradicionalmente en dos partes: Yamanote y Shitamachi. 
En el suroeste, «Yamanote» agrupaba en el periodo Edo las residencias de la aristocracia en torno a la residencia de los shogunes en el castillo de Edo y que corresponde a los distritos de Shinjuku, Bunkyō, Minato y en parte a los de Chiyoda (alrededor del actual palacio imperial, es decir, el sur del barrio) y Chūō («el límite occidental del barrio»)·.
En el noreste, «Shitamachi» se refiere a los antiguos barrios de la clase trabajadora y los centros comerciales y artesanales del antiguo Tokio, e incluye los barrios a lo largo del río Sumida, a saber, los de Kanda (norte de Chiyoda), Nihonbashi y Kyōbashi (este de Chūō), Shitaya (actual distrito de Ueno) y Asakusa (distrito de Taitō), Honjo (oeste de Sumida) y Fukagawa (oeste de Kōtō) Aunque hoy en día la distinción histórica, social y funcional ya no existe, ambos términos se siguen utilizando en un sentido geográfico, incluso identitario, para los habitantes de ambas partes, para diferenciar el norte del sur del centro de la ciudad. 
La mayoría de los monumentos históricos de Tokio se encuentran en esta zona, especialmente en el barrio de Asakusa, que es particularmente rico en edificios religiosos, como el templo budista de Sensō-ji (dedicado al Bodhisattva Kannon, el templo más antiguo de Tokio, en 645, y antiguo templo tutelar de la dinastía de los shogunes Tokugawa; fue parcialmente destruido por los bombardeos estadounidenses en 1945, pero reconstruido de forma idéntica: sus puertas, llamadas Hōzōmon, son los únicos monumentos de la metrópoli clasificados como Tesoro Nacional, y los santuarios sintoístas de Asakusa (que datan de 1649, están dedicado a los fundadores del templo; es uno de los más frecuentados de la ciudad, y uno de los pocos que han sobrevivido íntegramente al terremoto de 1923 y a los bombardeos estadounidenses de 1945) y el Kume no Heinai-dō (dedicado a Kume no Heinai, un samurái del siglo XVII, destruido en 1945, pero reconstruido en 1978).
Otros monumentos históricos importantes de Tokio son el castillo de Edo y el actual Kōkyo (algunas murallas y fosos son restos de la fortaleza original del siglo XV), el Zōjō-ji (templo budista del buda Amida y antiguo mausoleo principal de los shogunes Tokugawa, en Shiba en el barrio de Minato), la pagoda de cinco pisos del Zoológico de Ueno y el Nihonbashi (un famoso puente del siglo XVII en el distrito del mismo nombre y el barrio de Chūō, que marca el punto de partida del Tōkaidō, la carretera principal que une Edo con Kioto, y que todavía hoy sirve como el punto 0 para el kilometraje de las carreteras japonesas).

### Metrópolis de Tokio
La Metrópolis de Tokio (東京都 Tōkyō-to?) comprende:

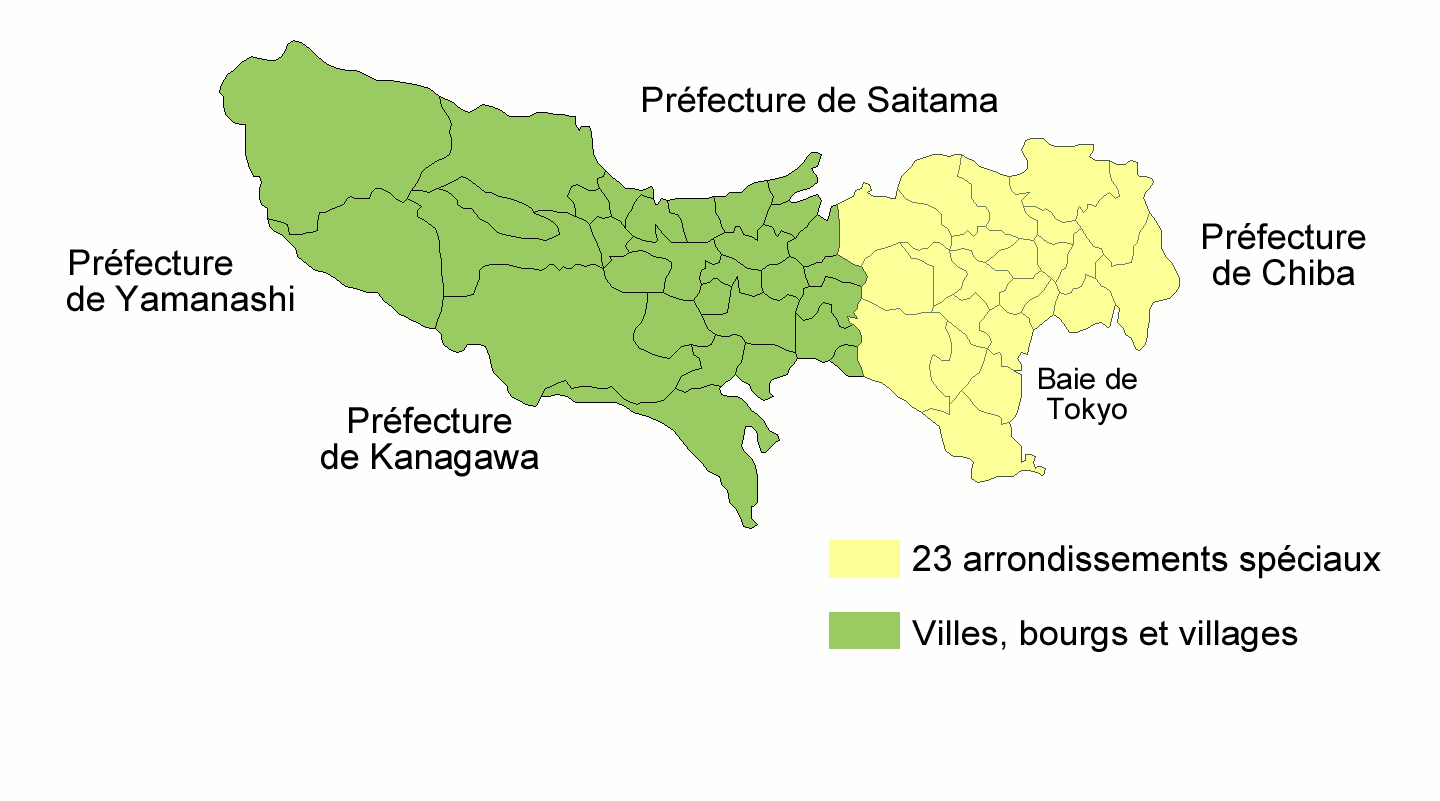
Mapa de la Metrópolis de Tokio (excluidas las islas del Pacífico)

- los 23 barrios especiales, que constituyen su mitad oriental;
- otros municipalidades al oeste:
  - 26 «ciudades» (市 shi?);
  - el distrito rural de Nishitama que incluye tres pueblos (町 chō, machi?) y una villa (村 son, mura?);
- cuatro subprefecturas en las islas del Pacífico de los archipiélagos de Izu y de Ogasawara, subdivididas a su vez en dos villas y siete aldeas, no agrupadas en distritos.

No se superpone con la aglomeración de Tokio: comprende las áreas rurales, en las colinas de Tama al oeste, mientras que la aglomeración se extiende ampliamente hacia las prefecturas vecinas. Además, ejerce su jurisdicción sobre territorios bastante dispersos en las islas del Pacífico. 

### Aglomeración de Tokio

Una imagen satélital de Tokio en 2018 tomada por la ESA Sentinel-2

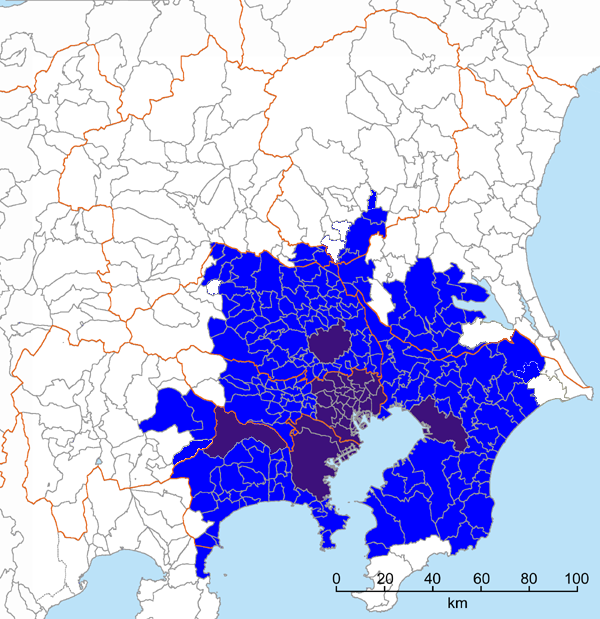
Área metropolitana de Kantō

Las autoridades archivísticas japonesas tienen varias formas de referirse a la aglomeración de Tokio o área metropolitana de Tokio:
- «Una Metrópolis, tres Prefecturas»,[l 3] definición más geográfica que estadística, comprende la Metrópolis de Tokio y las tres prefecturas vecinas de Chiba, Kanagawa y Saitama, casi la mitad sur de Kantō. Esta es la definición más utilizada, aunque es incompleta, ya que incluye en su periferia zonas rurales, especialmente en la mitad oriental de la prefectura de Chiba, mientras que los suburbios de la capital japonesa están presentes en otras prefecturas;

- la «Gran Área Metropolitana del Kantō»,[l 4] que es una de las dos definiciones oficiales utilizadas por la Oficina de Estadísticas de Japón, y que se acerca a la definición francesa de una área urbana: es el conjunto de municipios donde al menos el 1,5% de la población de 15 años o más se desplaza diariamente a una de las cuatro «ciudades designadas» en la región (Yokohama, Kawasaki, Chiba y Saitama) o a uno de los barrios especiales de Tokio. En el censo de 2000, tenía una población de 34,6 millones de habitantes;

- las «Áreas kilométricas de Tokio»,[l 5] es otra definición utilizada por la Oficina de Estadísticas, aunque menos extendida porque es menos fiable. Se trata de los municipios incluidos total o parcialmente dentro de círculos concéntricos de radio creciente en incrementos de 10 km, hasta un radio máximo de 70 km, desde la antigua sede del Gobierno Metropolitano de Tokio en Chiyoda. Los censos de población establecen dos cifras para Tokio: la de un radio de 70 km, llamada Área de 70 km de Tokio,[l 6] que es la cifra más grande que se supone que se acerca más a un Gran Tokio a nivel casi geométrico, y la de un radio de 50 km, llamada Área de 50 km de Tokio[l 7] o incluso «Área metropolitana mayor de Tokio».[l 8][17] Estos datos no incluyen, por tanto, las nuevas áreas periurbanas que se extienden más allá de ellas a lo largo de las principales vías de comunicación, e incluyen también muchas zonas enteramente rurales. Constituía un total de 31,714 millones de habitantes (para el radio de 50 km) en 2005[18] (30 724 311 en 2000) y 34,394 millones (para el radio de 70 km) en 2000;

- la «Gran Zona de empleo metropolitano de Tokio»,[l 9] cercana a la «Gran Área metropolitana de Kantō» excepto que define el área urbana de los distritos de Tokio y ya no de los otros centros urbanos de la conurbación de Kantō, esta definición es la desarrollada y utilizada por el Centro de servicios de información espacial de la Universidad de Tokio. Tenía una población de 31,7 millones en 2000;

- la «Región capital nacional» (Shuto-ken),[l 10] una definición más política y administrativa que estadística, definida por la Ley de planificación de la Región capital nacional de 1956, y que oficialmente incluye las siete prefecturas de Kantō (Chiba, Gunma, Ibaraki, Kanagawa, Saitama, Tochigi y Tokio) así como la prefectura de Yamanashi, mucho más allá de la real aglomeración de Tokio, legalmente es todo el espacio que puede acomodar las instituciones nacionales (aunque, de hecho, todas ellas están concentradas en los barrios especiales de Tokio). Sin embargo, el término Shuto-ken se utiliza de forma más general, en un contexto no oficial, para designar al Gran Tokio.

Según la ONU, el área urbana de Tokio-Yokohama, cercana al «Gran Área Metropolitana de Kantō» definida por la Oficina de Estadísticas de Japón, es la más poblada del mundo. Incluye la mayor parte de las prefecturas de Chiba, Kanagawa, Saitama y partes de otras prefecturas. En 2007, tenía 35,676 millones de habitantes repartidos en un área construida continua (la segunda más grande del mundo después del Gran Nueva York) de 7835 km², o aproximadamente 4553 hab./km², y más de una cuarta parte de la población total de Japón (27,9%) residía en poco más del 2% del territorio nacional. 
Por último, en un sentido estadístico más amplio, el área metropolitana de Tokio, siguiendo la definición utilizada para delimitar la de New York, engloba la casi la totalidad de las prefecturas de Chiba, Kanagawa y Saitama, pero también regiones circundantes menos urbanizadas, a saber, partes de las prefecturas de Gunma, Tochigi y Ibaraki, al norte, y la península de Izu, en la prefectura de Shizuoka, al suroeste. En febrero de 2008 tenía una población estimada de 39,2 millones de habitantes y una extensión de más de 16 400 km². Esta región urbana tiene una densidad de población de aproximadamente 2400 hab./km².
Constituye el hipercentro y el límite oriental del Taiheiyō Belt, Cinturón de Taiheiyō, la megalópolis japonesa que se extiende a lo largo de 1200 km desde Tokio en el noreste hasta Fukuoka en el suroeste, pasando por el triángulo Osaka-Kobe-Kioto (la conurbación Keihanshin) y siguiendo toda la costa sur de Honshū y extendiéndose hasta el norte de Kyūshū, y uniendo aproximadamente a 83 millones de personas.

## Historia

### La fundación de Edo
A pesar de que desde tiempos antiguos existían pequeñas poblaciones y templos en las colinas cercanas a la bahía de Tokio, se considera que la fundación formal de Tokio fue en 1457, cuando un vasallo del clan Uesugi, Ōta Dōkan construyó el castillo Edo (江戸城 Edo-jō); así el área que rodeaba el castillo se comenzó a llamar Edo (江戸, literalmente 'estuario'). El shogunato Tokugawa, que había tomado el castillo en 1590 y que tenía el control casi absoluto de Japón, estableció su gobierno en Edo en 1603, hecho que dio inicio al Período Edo en la historia japonesa. La nobleza, junto con el emperador de Japón, permanecieron en Kioto, que siguió siendo la capital oficial, aunque sólo de manera protocolar.
Edo sufrió innumerables desastres, entre los que se encuentran centenares de incendios, destacándose el Gran Incendio de Edo (Edo Taika) de 1657, donde murieron alrededor de cien mil personas. La razón de los constantes incendios era que todas las viviendas de Edo eran machiya o viviendas urbanas de madera. Otros desastres que sufrió Edo fueron la erupción del monte Fuji en 1707, el terremoto del Gran Edo en 1855 y otros terremotos menores en 1703, 1782 y 1812.

### DelsigloXIXalsigloXX
A fines de 1868, con el ocaso del shogunato en todo el Japón y el inicio de la Restauración Meiji, el emperador se mudó al Castillo Edo, convirtiéndolo en el gran Palacio Imperial de Japón y estableció allí mismo el cambio de nombre de Edo a Tokio, «la capital del este». Sin embargo, el emperador no dejó sentado de manera legal que Tokio era la nueva capital de Japón, por lo que se cree popularmente que Kioto sea aún la capital oficial o cocapital del país. En 1871 se abolieron los han o feudos, y formalmente se crearon las prefecturas, entre ellas la prefectura de Tokio; y al año siguiente la prefectura se expandió al área ocupada por los 23 Barrios Especiales que actualmente comprende.

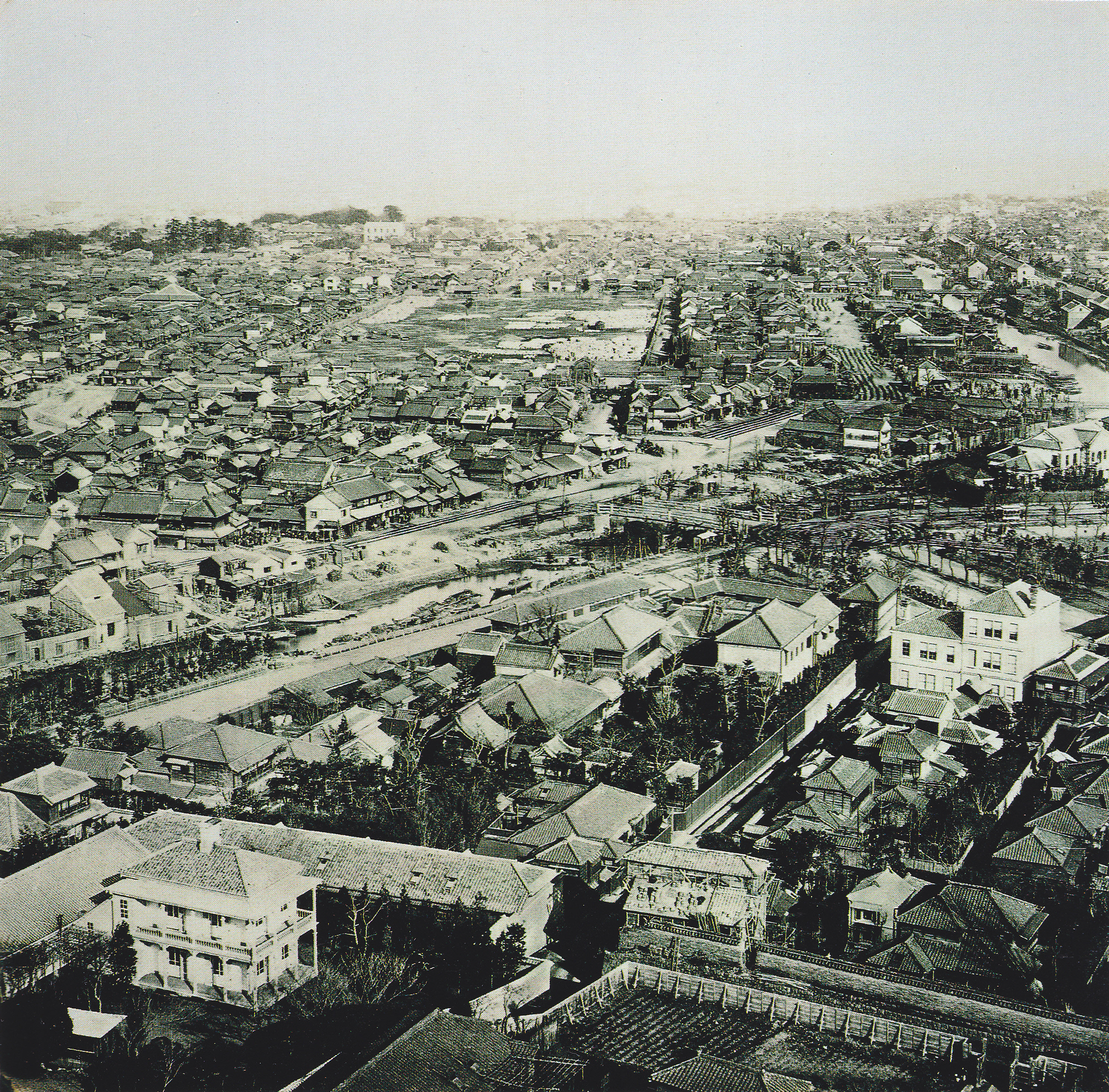
Akihabara a finales del

A partir de 1872, comenzó a construirse la primera línea de ferrocarril y entre 1885 y 1925 se construyó la línea Yamanote, línea de ferrocarril urbano que es la más importante de Tokio en la actualidad. En 1889 se estableció la Ciudad de Tokio (東京市 Tōkyō-shi) con 15 barrios, luego en 1893 los distritos de Tama se unieron a la prefectura. En 1914 se inauguró la estación de Tokio y en 1927 se inauguró el primer metro subterráneo en la línea Ginza.
El gran terremoto de Kantō golpeó Tokio en 1923, con un saldo de aproximadamente 143 000 personas fallecidas. Tras la tragedia se inició un plan de reconstrucción que no pudo ser completado debido a su alto coste. A pesar de esto, la ciudad continuó su desarrollo hasta el comienzo de la Segunda Guerra Mundial. En 1936 se inauguró el edificio de la Kokkai (Dieta de Japón); también en ese mismo año ocurrió el incidente del 26 de febrero, en el que 1500 oficiales del ejército japonés ocuparon el edificio de la Kokkai, el Kantei (residencia del primer ministro) y otros lugares de Tokio en un intento de golpe de Estado, que fue sofocado tres días después.
En 1943 la prefectura y la ciudad de Tokio se unieron para formar la Metrópolis de Tokio (Tōkyō-to), también conocida simplemente como Tokio, que en ese momento consistía en 35 barrios. A partir de esta fecha no existe ciudad en Japón que se llame Tokio.
Durante la Segunda Guerra Mundial, Tokio fue intensamente bombardeada a partir de 1942 hasta 1945. A causa de esto, en 1945 la población de Tokio era la mitad que en 1940. Al terminar la guerra, en septiembre de 1945, Tokio fue ocupada militarmente y pasó a ser gobernada por las Fuerzas Aliadas. El general Douglas MacArthur estableció los cuarteles de la ocupación en lo que ahora es el edificio DN Tower 21 (anteriormente conocido como Dai-Ichi Seimei), frente al Palacio Imperial. En la segunda mitad del siglo XX, Estados Unidos aprovechó a Tokio como un centro importante de logística durante las guerras de Corea y Vietnam. En la actualidad, aún permanecen bajo control estadounidense la base aérea de Yokota y algunas pocas instalaciones militares menores.
En 1947 Tokio fue reestructurado con la reducción de 35 a 23 barrios. En 1954 se creó la segunda línea de metro con la línea Marunouchi y en 1961 con la línea Hibiya. En 1958 se construyó la Torre de Tokio y en 1964 se inauguró la primera línea de Shinkansen (Tōkaidō Shinkansen), coincidiendo con la celebración de los Juegos Olímpicos de Tokio 1964. Esta prosperidad transformó a un país devastado por la guerra en la segunda economía del mundo en menos de veinte años. Durante este período, el gobierno japonés dio prioridad a la infraestructura e industrias de manufactura. Como resultado, Japón dominó un amplio rango de industrias como la del acero, la automotriz, de semiconductores y electrodomésticos.

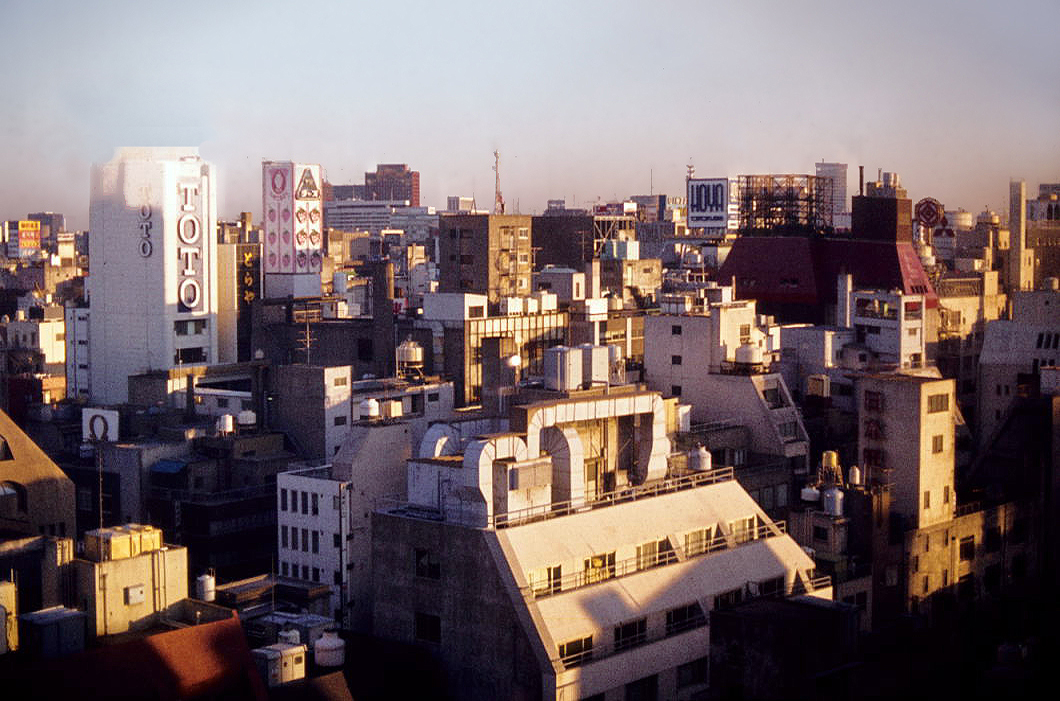
Tokio en 1978

En los años siguientes Tokio creció en extensión; fueron devueltas a Japón las islas Ogasawara en 1968 y la base aérea de Tachikawa en 1977. Durante la década de 1970 hubo una migración masiva hacia las ciudades, y hacia Tokio en especial. En 1978 se inauguró el Aeropuerto Internacional de Narita, que prestó apoyo para el Aeropuerto Internacional de Tokio, el cual serviría principalmente a vuelos nacionales. La gran población en Tokio (que se convirtió en la ciudad más poblada del mundo en 1965) derivó en una burbuja económica que se inició en 1986 y explotó en 1990, causando una recesión durante toda esa década, llamada también la década perdida (失われた10年 ushinawareta jūnen).
El 20 de marzo de 1995 la ciudad concentró la atención de los medios internacionales tras el atentado terrorista del culto Aum Shinrikyo en el sistema de trenes subterráneos de Tokio. En él murieron doce personas y miles resultaron afectadas por el gas nervioso sarín.

### Tokio contemporánea
A pesar de eso, Tokio continuó creciendo; en 1991 se construyó el Tōchō o Edificio de la Gobernación Metropolitana de Tokio y en 1993 se inauguró el Rainbow Bridge sobre la bahía de Tokio. Esto condujo a que Tokio sea una de las ciudades más dinámicas del planeta con una amplia gama de actividades sociales y económicas, en conjunto con el boom de inversiones a finales del siglo XX, probablemente el mayor que se haya conocido en la historia. Como resultado, la ciudad cuenta con una mayor cantidad de edificios modernos que Londres o Nueva York. También en Tokio se han ejecutado proyectos para ganar tierras al mar. Aunque esta práctica se realiza desde hace varios siglos, en la actualidad se ejecuta a gran escala; entre estas áreas sobresale Odaiba. Otros proyectos urbanos recientes incluyen el Jardín de Ebisu, la isla Tennozu, Shiodome, Roppongi Hills, Shinagawa y la Tokyo Sky Tree en Sumida, que es la estructura artificial más alta en Japón desde 2010, fue terminada el 29 de febrero de 2012 e inaugurada el 22 de mayo de 2012. Bajo la gobernadora Yuriko Koike, se llevaron a cabo la ampliación y repalación de unas instituciones deportivas para los Juegos Olímpicos de 2020.

## Geografía

### Localización geográfica y generalidades
Tokio está dividido en dos áreas principales: la continental y la insular. El área continental está localizada en el margen noroeste de la bahía de Tokio y está enclavada en el centro-oeste de la isla de Hondo o Honshu, formando parte de la región de Kanto. Las coordenadas del centro de Tokio son 35°41′ N, 139°46′ E. Limita con la prefectura de Chiba al este, Yamanashi al oeste, Kanagawa al sur y Saitama al norte.
El área insular de Tokio abarca dos cadenas de islas en el océano Pacífico, en dirección sur: las islas Izu, que recorren de manera paralela a la península de Izu, en la prefectura de Shizuoka, y las islas Ogasawara que se encuentran a más de mil kilómetros del área continental de Tokio. La más distante es Minami Torishima que está a 1850 kilómetros.
Tokio incluye lagos, ríos, presas, granjas y parques nacionales, además de las estructuras que han sido construidas por el hombre. Tokio es también parte del Área del Gran Tokio, que incluye las prefecturas de Kanagawa, Saitama y Chiba.

### Región metropolitana o continental

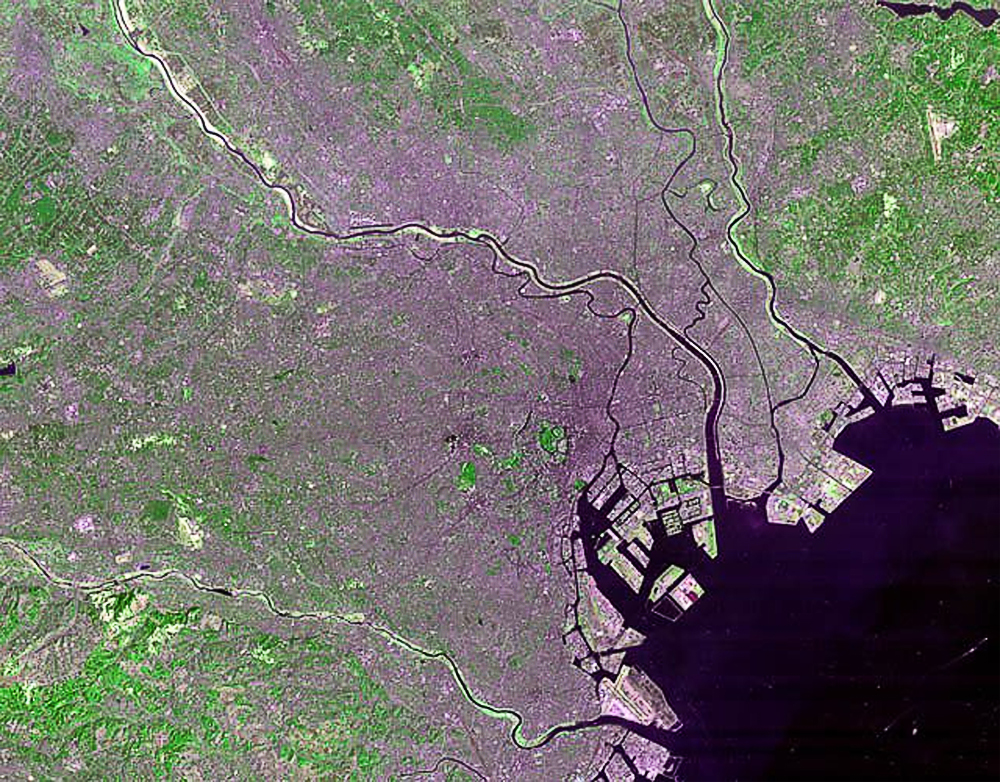
Imagen satelital del área continental de Tokio.

En la actualidad Tokio es uno de los centros urbanos más importantes del planeta. Es uno de los principales centros financieros y la capital política de Japón. La ciudad tiene un número menor de rascacielos en comparación con otras ciudades de su magnitud, debido principalmente al riesgo de terremotos. En Tokio se encuentra el sistema de trenes de mayor complejidad del mundo.
La ley japonesa designa a Tokio como un to (都, frecuentemente traducido como “metrópolis”). Su estructura administrativa es similar a la de otras prefecturas japonesas. La región metropolitana de Tokio incluye a 23 Barrios Especiales (特別区 -ku) que, hasta 1943, comprendían la Ciudad de Tokio propiamente dicha. Tokio también tiene 26 ciudades satélites (市 -shi), cinco pueblos (町 -chō o -machi), y ocho villas (村 -son o -mura), cada uno de los cuales tiene un gobierno propio.
Se puede resumir que Tokio tiene tres distinciones geográficas en su significado.
1. Prefectura de Tokio es el gobierno local con el nombre de Tokio. Su población es de 14 215 906 habitantes y su superficie de 2187,08  km².
2. A pesar de que no existe un municipio llamado Tokio, la ciudad de Tokio como se la conocía en 1943, es hoy la ciudad más grande de Japón, con una población de 8 336 611 habitantes y una superficie de 621,3 km².
3. El área metropolitana de la región sur de Kanto, formada por Tokio y otras tres prefecturas vecinas, es a menudo considerada el área metropolitana más grande del mundo, el Área del Gran Tokio. Las cuatro prefecturas en conjunto cuentan con una población de 40 274 890 habitantes y una superficie de 13 555,8 km² y conforman la conurbación de Kanto. Se trata de un continuo urbano que constituye la mayor conurbación de Japón y, como se ha dicho, una de las mayores del mundo si no la mayor, con un 35 % de su superficie ganada al mar a base de cúmulos de gomi. El gomi es un término japonés obtenido del acrónimo formado por las palabras Go, que significa 5, y Mi, que significa 3. Este material se obtiene de la basura seleccionada y prensada y se utiliza para la cimentación urbana. Se estima que un 40 % de Tokio se levanta sobre gomi.[cita requerida]

Las poblaciones y superficies son las señaladas en el censo realizado en el año 2000.

#### Los 23 Barrios Especiales

Los 23 Barrios Especiales.

Los llamados 23 Barrios Especiales (特別区 tokubetsu-ku?) forman el área conocida tradicionalmente como la Ciudad de Tokio y comprenden 621,49 km² (23,4 % de toda la prefectura). Esta área ha sido el corazón de Tokio y del país desde que Tokugawa Ieyasu construyó su castillo en el mismo sitio donde hoy se alza el Palacio Imperial. Geográficamente, los 23 Barrios Especiales están comprendidos aproximadamente dentro del área rodeada por la línea Yamanote, de Japan Railways. Cada uno de estos barrios es una entidad autónoma, con su propio alcalde y asamblea. No responden a una autoridad central, aunque algunos servicios públicos como alcantarillado, suministro de agua y cuerpo de bomberos están centralizados a través del Gobierno Metropolitano de Tokio. Este esquema de gobierno no existe en ninguna otra ciudad de Japón. Estos barrios comparten la distinción de pertenecer a Yamanote y Shitamachi dos zonas de la antigua Ciudad de Tokio.
- Adachi
- Arakawa
- Bunkyō
- Chiyoda
- Chūō
- Edogawa
- Itabashi
- Katsushika
- Kita
- Kōtō
- Meguro
- Minato
- Nakano
- Nerima
- Ōta
- Setagaya
- Shibuya
- Shinagawa
- Shinjuku
- Suginami
- Sumida
- Toshima
- Taitō

#### Tokio Occidental
Al oeste de los 23 Barrios Especiales, se encuentran las ciudades dormitorio que alojan a los trabajadores del centro de Tokio. Algunas de estas ciudades tienen una importante base comercial e industrial. De forma colectiva, estas 26 ciudades se conocen como Tokio Occidental:
- Akiruno
- Akishima
- Chōfu
- Fuchū
- Fussa
- Hachiōji
- Hamura
- Higashikurume
- Higashimurayama
- Higashiyamato
- Hino
- Inagi
- Kiyose
- Kodaira
- Koganei
- Kokubunji
- Komae
- Kunitachi
- Machida
- Mitaka
- Musashimurayama
- Musashino
- Nishitōkyō
- Ōme
- Tachikawa
- Tama

#### Distrito de Nishitama

Mapa político de Tokio Occidental.

En el extremo occidental de Tokio está el distrito de Nishitama (西多摩郡 Nishitama-gun?). Es una zona montañosa y densamente boscosa de 375,96 km² (17,2 % de la prefectura) y que consiste en tres sectores separados por Tokio Occidental. Gran parte de este distrito tiene zonas no urbanizadas, por lo tanto muchos residentes del centro visitan esta área para relajamiento y acampamiento. Dentro del distrito, se subdivide administrativamente en los siguientes pueblos y villas:
| Pueblos - Hinode - Mizuho - Okutama | Villas - Hinohara |

| - Tama - Hachioji - Musashino |

### Región insular

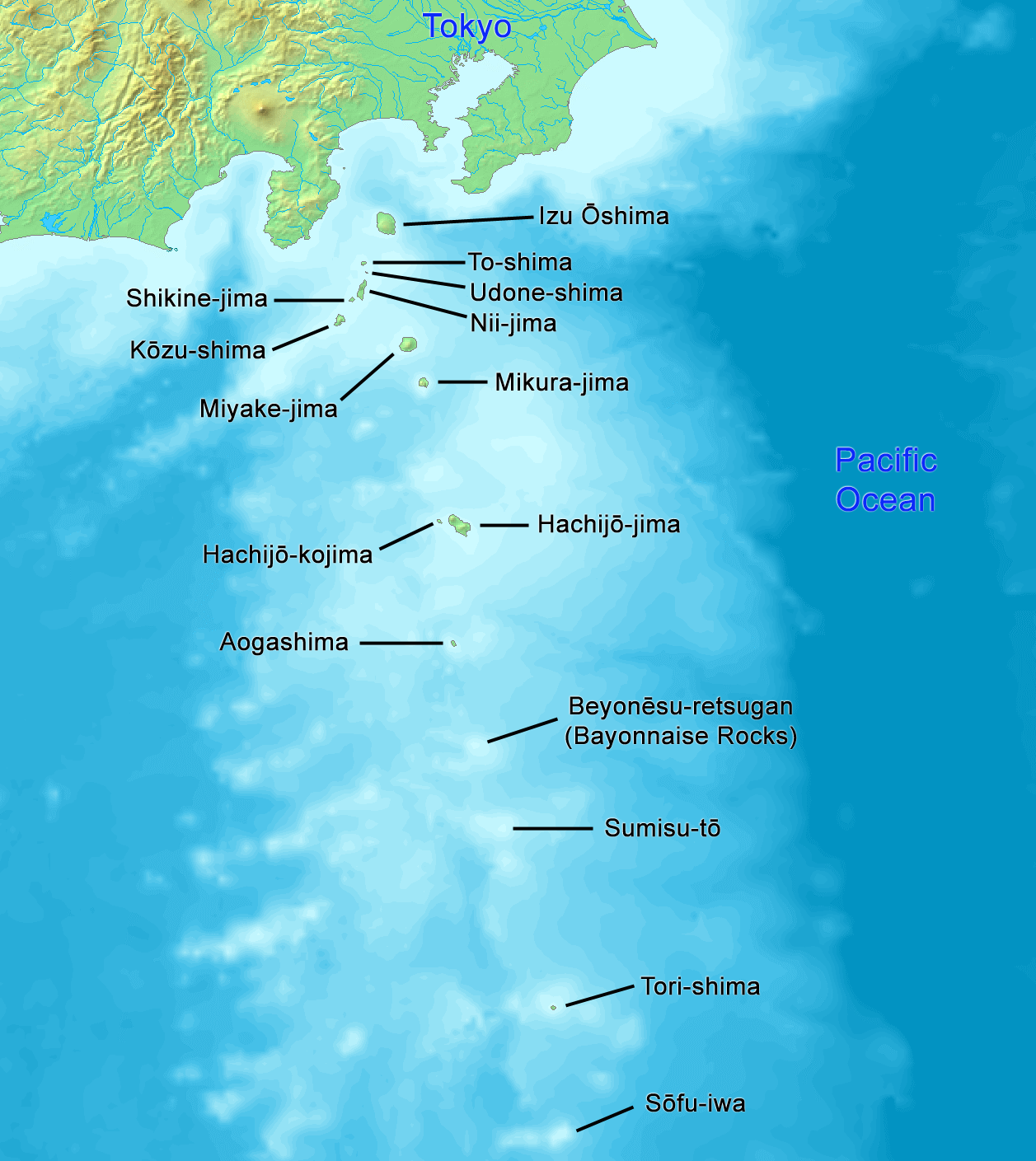
Localización de las islas Izu.

Las islas ubicadas al sur del área continental de la isla de Honshu (conocidas colectivamente como Islas Nanpō) también pertenecen a la Metrópolis de Tokio. Forman un área de 473,53 km² (el 21,6 % de la superficie de la metrópolis). Debido a su lejanía del continente, son gobernadas por entidades aisladas dependientes del Gobierno Metropolitano de Tokio, llamados subprefecturas (支庁 shichō?).
Geográficamente esas islas se agrupan claramente en dos cadenas de islas:
- Las islas Izu (伊豆諸島 Izu shotō?), un grupo de catorce islas e islotes volcánicos todos ellos incluidos en el parque nacional Fuji-Hakone-Izu. En orden de cercanía desde el área continental de Tokio, las islas son: Izu Ōshima u Ōshima, Toshima, Niijima, Shikinejima, Kōzushima, Miyakejima, Mikurajima, Hachijōjima, Hachijōjima, Aogashima, rocas Bayonnaise, Isla Smith o Sumisujima, Torishima y Sōfugan. Administrativamente, se organiza en las siguientes tres subprefecturas:
  - Subprefectura de Hachijo
    - Pueblo: Hachijō
    - Villa: Aogashima

  - Subprefectura de Miyake
    - Villas: Miyake y Mikurajima

  - Subprefectura de Ōshima
    - Pueblo: Ōshima
    - Villas: Toshima, Niijima y Kōzushima

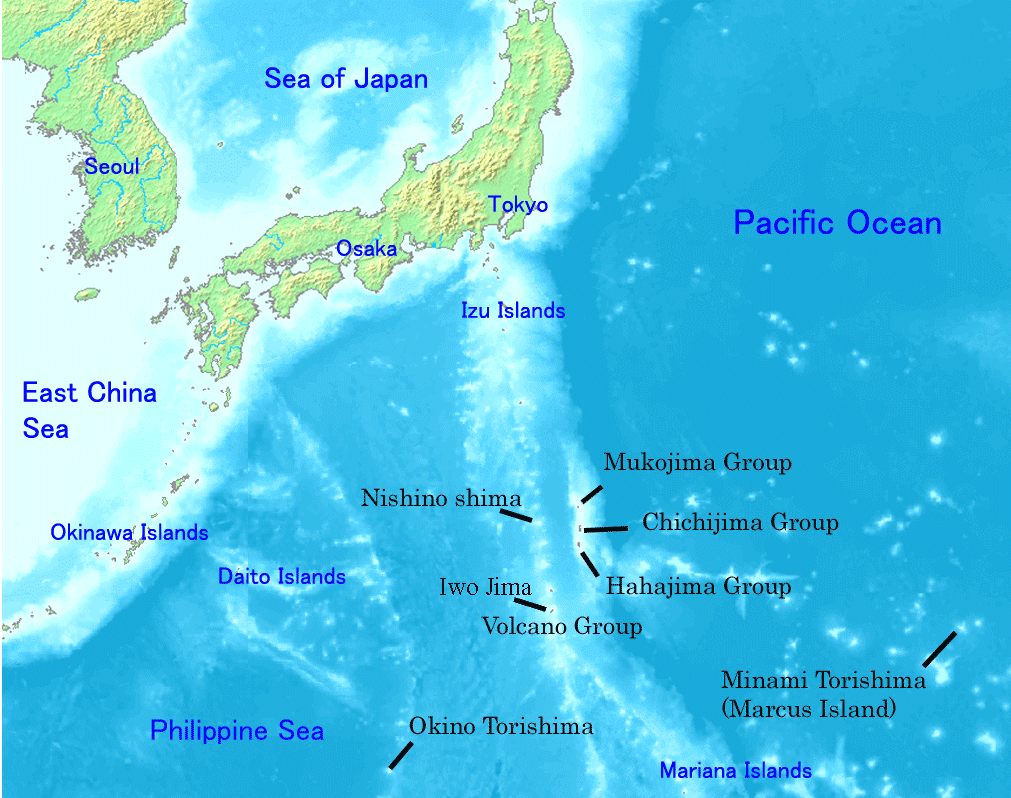
Localización de las islas Ogasawara.

- Las islas Ogasawara (小笠原諸島 Ogasawara shotō?), un grupo de treinta islas e islotes subtropicales parte del parque nacional de Ogasawara, declaradas en 2011 Patrimonio de la Humanidad. Todas las islas son administradas únicamente por la subprefectura de Ogasawara y del cual se divide solamente en una villa, Ogasawara. Debido al clima subtropical de estas islas, son visitadas por los japoneses como sitio de veraneo. Las islas están subdivididos en cuatro pequeños archipiélagos, de norte a sur: 
  - archipiélago Mukojima (聟島列島 Mukojima Rettō?), cuatro islas, entre las que destacan Mukojima y Yomejima;
  - archipiélago Chichijima (父島列島 Chichijima Rettō?), seis islas, destacando las islas de Chichijima, Anijima y Otōtojima;
  - Hahajima (母島列島 Hahajima Rettō?), seis islas, sobresaliendo las islas de Hahajima, Anejima y Imōtojima;
  - Islas de Los Volcanes (火山列島 Kazan Rettō?), tres islas: Iōtō o Iwo Jima, Kita Iōtō y Minami Iōtō).

- Además, una isla solitaria, Nishinoshima, que no pertenece a ningún grupo, y también dos pequeñas islas que no se encuentran en la cadena de islas: Minami Torishima (el punto más oriental de Japón, a 1850 km del centro de Tokio), y Okino Torishima (el punto más austral del archipiélago japonés, a 1740 km del centro de Tokio).

Vistas de las islas Ogasawara (parque nacional de Ogasawara, Patrimonio de la Humanidad)
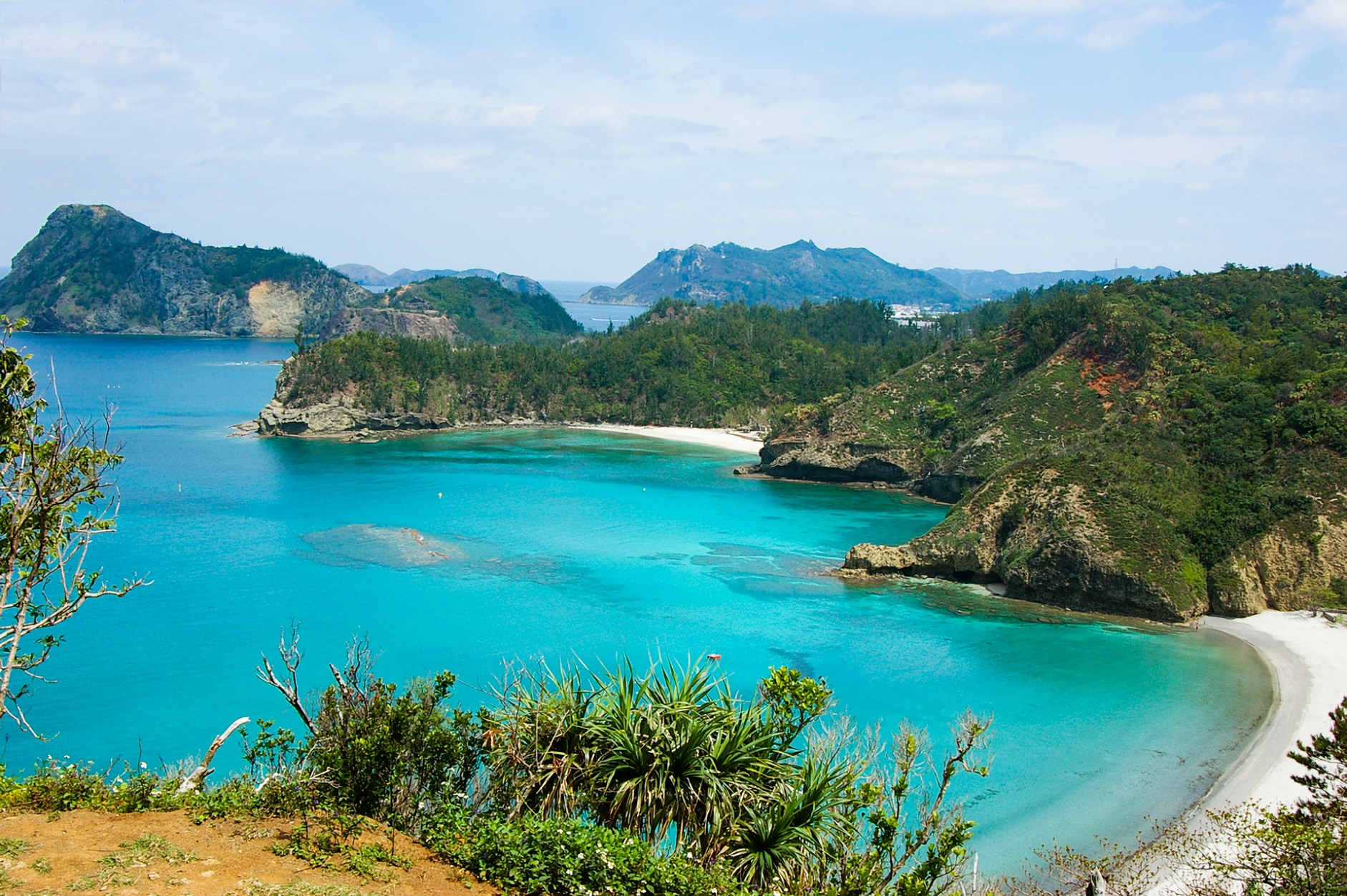
Las playas de Kominato y Kopepe en la isla de Chichijima
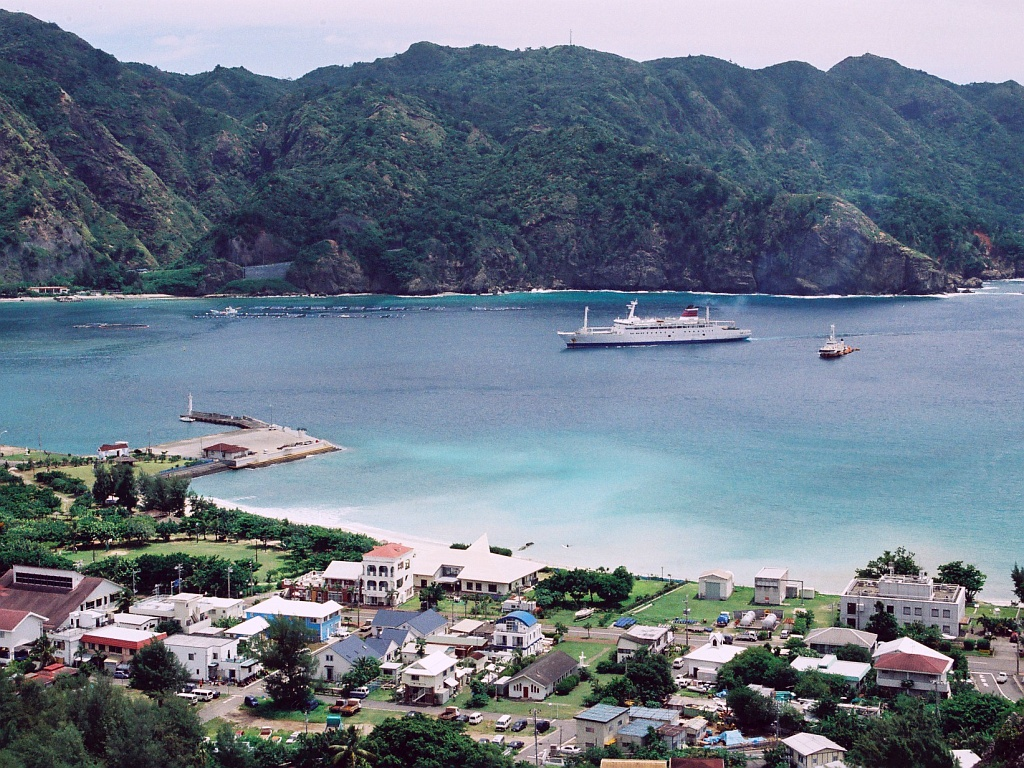
El puerto de Futami, en la villa de Ogasawara Village, en Chichijima
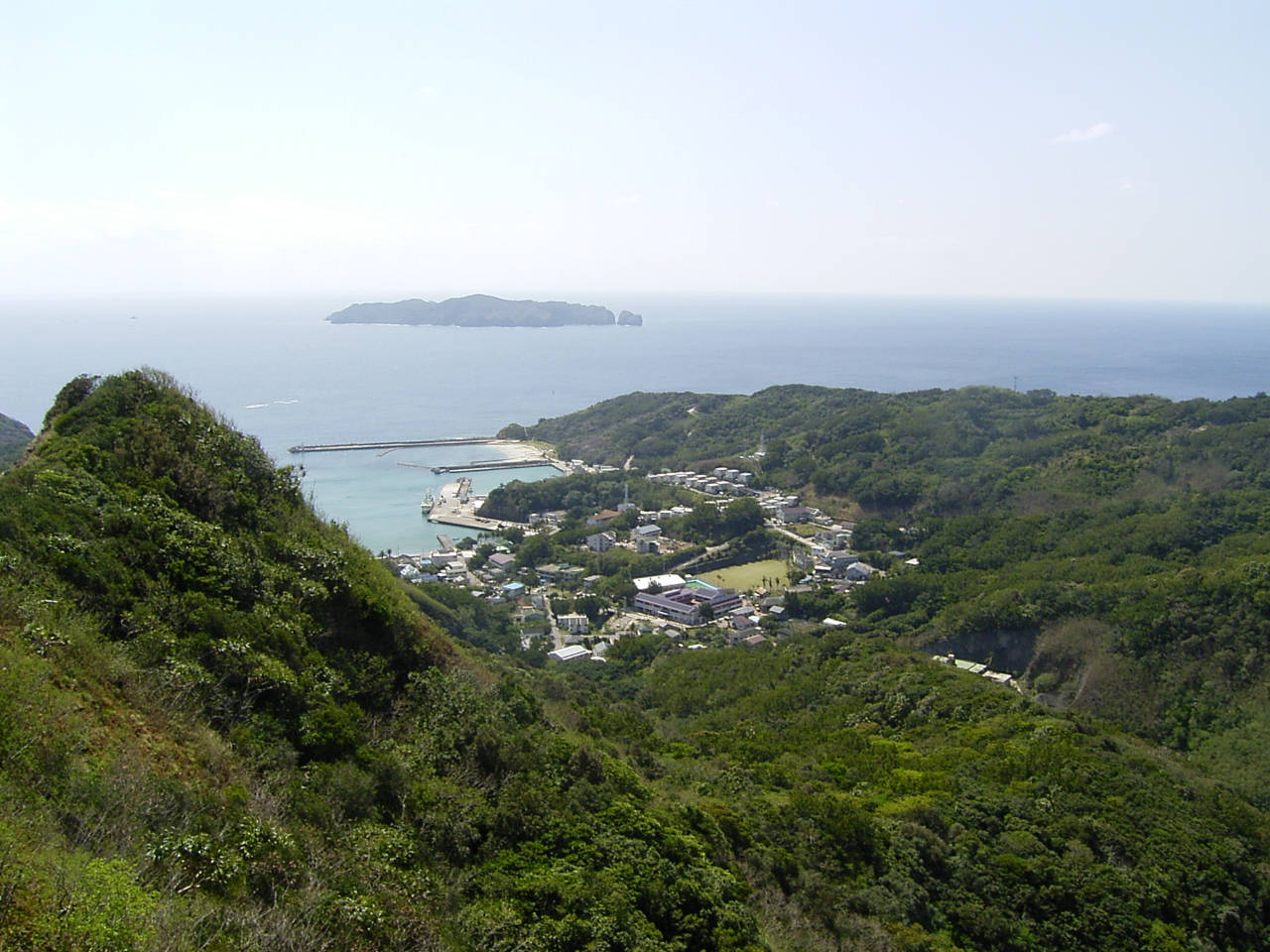
El pueblo de Oki, Mukō-jima, en la distancia  (Haha-jima)
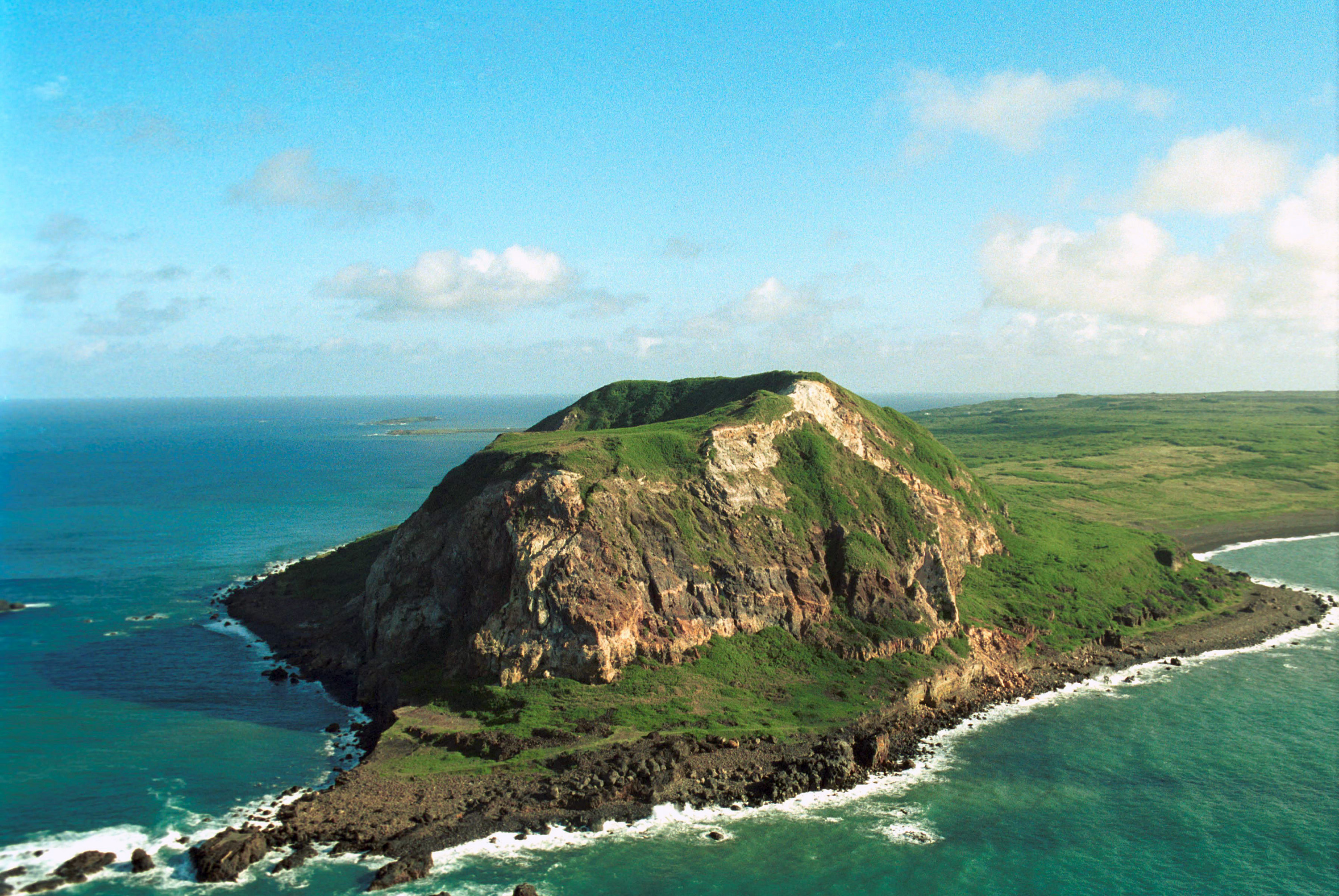
Iwo Jima, ahora una base aérea de las SDF
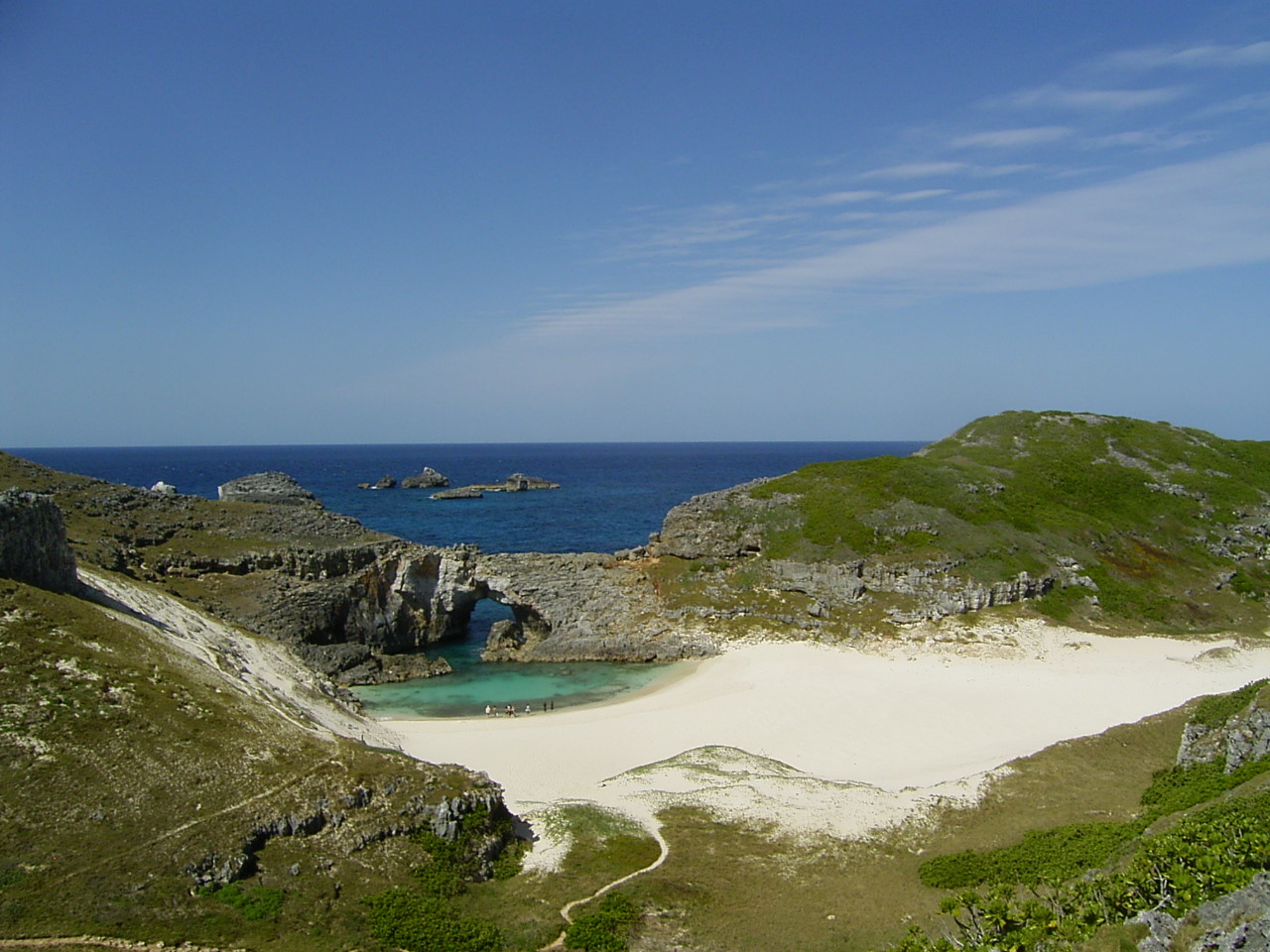
Minami-jima, una pequeña isla en el grupo de Chichijima

### Clima
Tokio disfruta de un clima templado, de tipo subtropical húmedo (Cfa), con una humedad relativa del 65 %. Aproximadamente el 35 % del año es de días lluviosos, el 40 % de días nublados, el 10 % de días despejados, y el resto de días nevados. La temperatura media en invierno se acerca a los 5 °C con nevadas ocasionales, y en verano llega hasta los 27 °C. La temperatura media anual es 15,8 °C. La precipitación anual suele ser en forma de lluvia y alcanza 160 centímetros anuales. La precipitación máxima registrada en un día fue en 2003, con 171 mm. Las horas de sol promedian 1927 por año.
| Parámetros climáticos promedio de Parque Kitanomaru, Chiyoda, Tokio (normales 1991–2020, extremos 1875–presente) | Parámetros climáticos promedio de Parque Kitanomaru, Chiyoda, Tokio (normales 1991–2020, extremos 1875–presente) | Parámetros climáticos promedio de Parque Kitanomaru, Chiyoda, Tokio (normales 1991–2020, extremos 1875–presente) | Parámetros climáticos promedio de Parque Kitanomaru, Chiyoda, Tokio (normales 1991–2020, extremos 1875–presente) | Parámetros climáticos promedio de Parque Kitanomaru, Chiyoda, Tokio (normales 1991–2020, extremos 1875–presente) | Parámetros climáticos promedio de Parque Kitanomaru, Chiyoda, Tokio (normales 1991–2020, extremos 1875–presente) | Parámetros climáticos promedio de Parque Kitanomaru, Chiyoda, Tokio (normales 1991–2020, extremos 1875–presente) | Parámetros climáticos promedio de Parque Kitanomaru, Chiyoda, Tokio (normales 1991–2020, extremos 1875–presente) | Parámetros climáticos promedio de Parque Kitanomaru, Chiyoda, Tokio (normales 1991–2020, extremos 1875–presente) | Parámetros climáticos promedio de Parque Kitanomaru, Chiyoda, Tokio (normales 1991–2020, extremos 1875–presente) | Parámetros climáticos promedio de Parque Kitanomaru, Chiyoda, Tokio (normales 1991–2020, extremos 1875–presente) | Parámetros climáticos promedio de Parque Kitanomaru, Chiyoda, Tokio (normales 1991–2020, extremos 1875–presente) | Parámetros climáticos promedio de Parque Kitanomaru, Chiyoda, Tokio (normales 1991–2020, extremos 1875–presente) | Parámetros climáticos promedio de Parque Kitanomaru, Chiyoda, Tokio (normales 1991–2020, extremos 1875–presente) |
| Mes | Ene. | Feb. | Mar. | Abr. | May. | Jun. | Jul. | Ago. | Sep. | Oct. | Nov. | Dic. | Anual |
| --- | --- | --- | --- | --- | --- | --- | --- | --- | --- | --- | --- | --- | --- |
| Temp. máx. abs. (°C)                                                                                             | 22.6 | 24.9 | 25.3 | 29.2 | 32.6 | 36.4 | 39.5 | 39.1 | 38.1 | 32.6 | 27.3 | 24.8 | 39.5 |
| Temp. máx. media (°C)                                                                                            | 9.8 | 10.9 | 14.2 | 19.4 | 23.6 | 26.1 | 29.9 | 31.3 | 27.5 | 22.0 | 16.7 | 12.0 | 20.3 |
| Temp. media (°C)                                                                                                 | 5.4 | 6.1 | 9.4 | 14.3 | 18.8 | 21.9 | 25.7 | 26.9 | 23.3 | 18.0 | 12.5 | 7.7 | 15.8 |
| Temp. mín. media (°C)                                                                                            | 1.2 | 2.1 | 5.0 | 9.8 | 14.6 | 18.5 | 22.4 | 23.5 | 20.3 | 14.8 | 8.8 | 3.8 | 12.1 |
| Temp. mín. abs. (°C)                                                                                             | -9.2 | -7.9 | -5.6 | -3.1 | 2.2 | 8.5 | 13.0 | 15.4 | 10.5 | -0.5 | -3.1 | -6.8 | -9.2 |
| Precipitación total (mm)                                                                                         | 59.7 | 56.5 | 116.0 | 133.7 | 139.7 | 167.8 | 156.2 | 154.7 | 224.9 | 234.8 | 96.3 | 57.9 | 1598.2 |
| Nevadas (cm) | 4 | 4 | 0 | 0 | 0 | 0 | 0 | 0 | 0 | 0 | 0 | 0 | 8 |
| Días de precipitaciones (≥ 0.5 mm)                                                                               | 5.3 | 6.1 | 10.3 | 10.9 | 11.1 | 12.8 | 12.0 | 9.4 | 12.3 | 11.8 | 8.2 | 5.8 | 116.0 |
| Horas de sol | 192.6 | 170.4 | 175.3 | 178.8 | 179.6 | 124.2 | 151.4 | 174.2 | 126.7 | 129.4 | 149.8 | 174.4 | 1926.7 |
| Humedad relativa (%)                                                                                             | 51 | 52 | 57 | 62 | 68 | 75 | 76 | 74 | 75 | 71 | 64 | 56 | 65 |
| Fuente: Japan Meteorological Agency                                                                              | | | | | | | | | | | | | |

## Demografía
Tokio provee de más puestos de trabajo y lugares de recreación cultural que cualquier otra ciudad de Japón, lo que atrae a muchas personas del resto del país (especialmente jóvenes). Su densidad de población es extremadamente alta: 14 000 personas por kilómetro cuadrado, casi dos veces más que Nueva York, al ser la ciudad más poblada del mundo.
El 97 % de la población de la prefectura es descendiente de japoneses. Los dos principales grupos étnicos minoritarios de Tokio son los chinos y coreanos.
La religión en Tokio presenta patrones similares al resto del país, donde conviven el budismo, el sintoísmo y otras religiones. Existe un sincretismo constante, donde es frecuente que la población integre dos o más religiones a sus prácticas cotidianas. De las más de nueve mil organizaciones religiosas de la prefectura, el 38 % es budista, el 21 % es sintoísta, y el cristianismo ocupa el 13 %.
| Gráfica de evolución demográfica de Tokio entre 1872 y |
|                                                        |

### Vivienda
La inmensa población de Tokio ha creado una altísima demanda de residencias. En el pasado, la mayoría de los habitantes de la ciudad vivía en casas de uno o dos pisos, hechas de madera, cada una con su propio jardín, patio y capilla religiosa (llamada Butsudan en los hogares budistas). A medida que la población de Tokio creció, esas casas se demolieron y en su lugar, se construyeron edificios de apartamentos. Dada la inmensa densidad de población de la región, la mayor parte de los apartamentos y casas de la ciudad son pequeñas, y están diseñadas para una familia de dos adultos y dos o tres niños.
A pesar de la intensa actividad en la construcción de edificios, la demanda de residencias continuó siendo más alta que la oferta, lo que aumentó los precios del terreno y del alquiler, especialmente dentro de los 23 Barrios Especiales. Como resultado, a partir de la década de 1970, muchas personas abandonaron la región de los 23 Barrios Especiales, mudándose a Tama (parte de la prefectura de Tokio), o incluso a otras ciudades vecinas más distantes. En Tama, el Gobierno Metropolitano de Tokio creó un proyecto de viviendas baratas para familias de bajos ingresos. Sin embargo, estas residencias están localizadas muy lejos de los principales centros comerciales e industriales, y muchos de estos trabajadores pasan más de cuatro horas diarias solamente dentro de algún medio de transporte público.

### Población
Por área (datos del 1 de octubre de 2003)
- Tokio: 12,36 millones (población fija)
- Tokio: 14 667 millones (de día, cuando las personas de otras ciudades vecinas van a Tokio a trabajar o a estudiar)
- Gran Tokio (Tokio y alrededores) 36 millones de habitantes
- 23 distritos: 8,34 millones
- Región urbana de Tama: 4 millones
- Islas del Pacífico: 27 000

Composición por edades
Cantidad de población en rangos de edad de 5 años

Población estimada al 1 de octubre de 2003

Total (en miles de personas)
| Rango         | Población |
| ------------- | --------- |
| 0 - 4 años    | 490       |
| 5 - 9         | 473       |
| 10 - 14       | 513       |
| 15 - 19       | 651       |
| 20 - 24       | 860       |
| 25 - 29       | 1045      |
| 30 - 34       | 1116      |
| 35 - 39       | 968       |
| 40 - 44       | 800       |
| 45 - 49       | 710       |
| 50 - 54       | 871       |
| 55 - 59       | 858       |
| 60 - 64       | 794       |
| 65 - 69       | 699       |
| 70 - 74       | 569       |
| 75 - 79       | 417       |
| 80 años y más | 476       |

Cantidad de población en rangos de edad de 5 años

Población estimada al 1 de octubre de 2003 

Comparación entre hombres y mujeres (en miles de personas)
| Hombres | Rango         | Mujeres |
| ------- | ------------- | ------- |
| 251     | 0 - 4 años    | 299     |
| 242     | 5 - 9         | 244     |
| 260     | 10 - 14       | 299     |
| 334     | 15 - 19       | 344     |
| 446     | 20 - 24       | 466     |
| 545     | 25 - 29       | 556     |
| 573     | 30 - 34       | 579     |
| 504     | 35 - 39       | 511     |
| 415     | 40 - 44       | 455     |
| 364     | 45 - 49       | 377     |
| 442     | 50 - 54       | 478     |
| 426     | 55 - 59       | 466     |
| 383     | 60 - 64       | 524     |
| 330     | 65 - 69       | 599     |
| 261     | 70 - 74       | 603     |
| 180     | 75 - 79       | 644     |
| 163     | 80 años y más | 799     |

Por nacionalidad
- Extranjeros: 353  826 (datos del 1 de enero de 2005)
- Cinco mayores grupos extranjeros en Tokio: chinos (120 331), coreanos (103 191), brasileños (100 102), peruanos (52 370), filipinos (31 505), estadounidenses (18 043), ingleses (7585) y mexicanos (6376).

### Educación
La información correspondiente a esta sección corresponde al año 2004, salvo que se mencione lo contrario. En el año 2002, la prefectura de Tokio representaba el 8 % del gasto educacional de Japón. A continuación se listan las diferentes etapas de la educación formal japonesa, con la descripción de la infraestructura de la prefectura de Tokio. El año escolar comienza en abril para todos los niveles. A lo largo del espectro educativo, se observa una relación aproximada de 50 % ± 2 % de estudiantes de cada sexo.
El primer paso de la educación formal infantil se da en los parvularios, los cuales suman 1108 en la prefectura de Tokio (2004), con 179 000 infantes matriculados. Los infantes ingresan a partir de los tres años de edad, y permanecen en el parvulario hasta entrar a la escuela primaria.
En 2004 existían alrededor de 1400 escuelas primarias (小学校 shōgakkō) en Tokio, con 573 000 estudiantes registrados. Las autoridades locales de cada barrio administran el sistema de escuelas primarias públicas. El curso normal por una escuela primaria dura seis años, y los niños ingresan con seis años de edad.
La escuela secundaria se divide en "Secundaria Básica" (中学校 chūgakkō) y "Secundaria Superior" (高校 kōkō); cada una dura tres años. Todas las escuelas de educación secundaria básica y superior, son administradas de forma centralizada por la Junta de Educación del Gobierno Metropolitano de Tokio (東京都教育委員会 'Tōkyō-to kyōiku iinkai'?). En 2004, Tokio tenía registrado 836 escuelas Secundarias Básicas, con 295 000 estudiantes; y 445 escuelas de enseñanza Secundaria Superior, con 325 000 estudiantes matriculados. Es obligatorio ingresar de la Escuela Secundaria Básica.

En todo el país, el porcentaje de egresados que avanza hacia una escuela superior, ha ido creciendo con los años. En la prefectura de Tokio, el 97,5 % de los ingresados de las escuelas secundarias básicas avanzó hacia escuelas secundarias superiores o algún otro tipo de entrenamiento formal; mientras que el 0,6 % se asimiló en la fuerza laboral tras su graduación, y el resto (1,9 %) se dedicó a otras actividades. En contraste, solamente el 49 % de los hombres y el 57 % de las mujeres que ingresaron de la enseñanza secundaria superior avanzaron hacia niveles más altos de educación. El resto, encontraron inmediatamente empleo (8 y 5 % respectivamente), o se dedicaron a otras actividades (43 % y 38 % respectivamente).

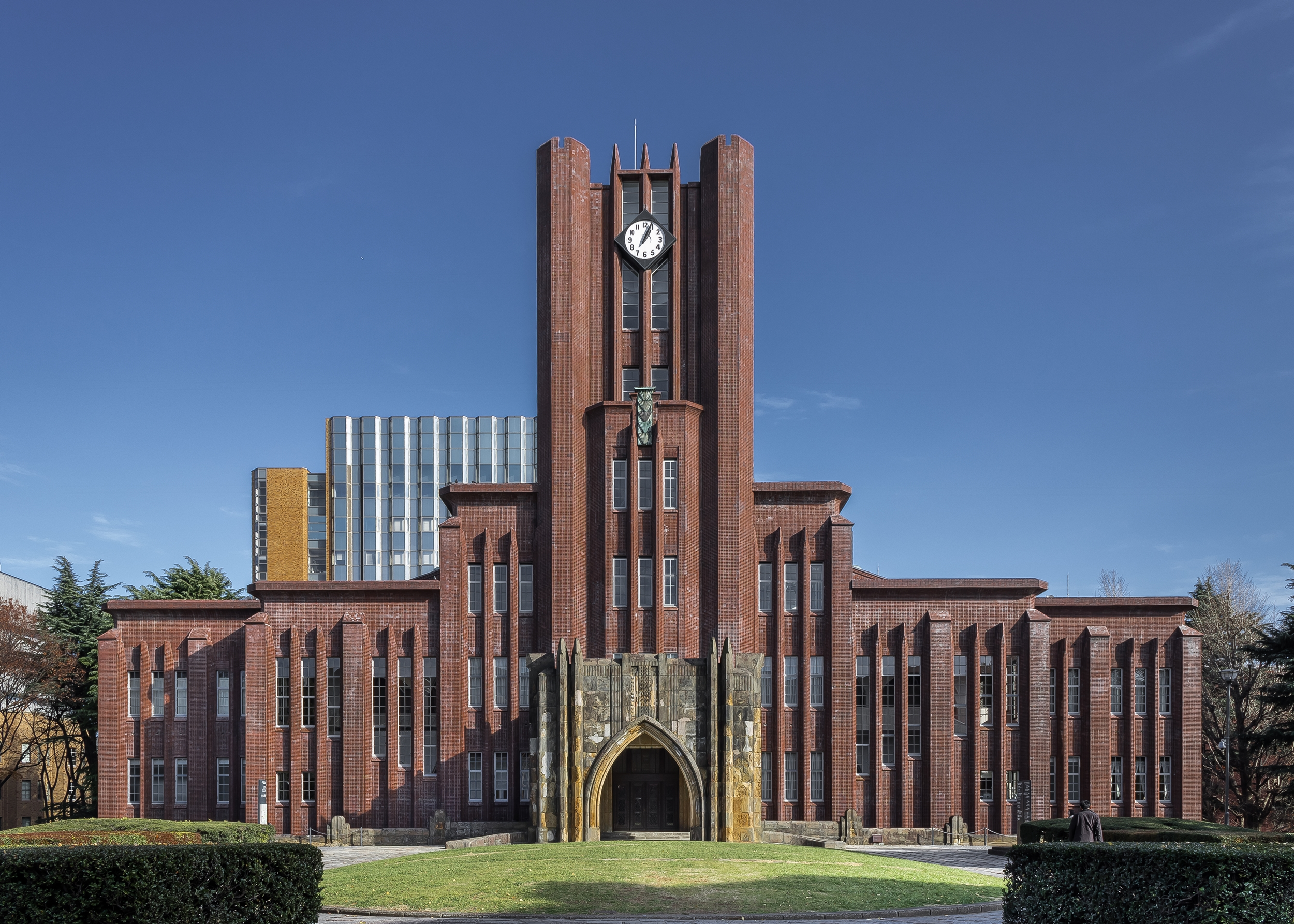
Auditorio Yasuda en la Universidad de Tokio en Bunkyō

Con más de 150 universidades, Tokio tiene la más alta concentración de universidades de todo el país, y sus matriculados suman el 30 % de la población estudiantil de nivel superior de Japón. La educación pública es menos costosa y más prestigiada en comparación con la educación privada. Sin embargo, es de acceso más difícil. Anualmente, es normal que una familia pague del 20 al 25 % de sus ingresos por la educación de un estudiante en instituciones públicas, mientras que en instituciones privadas la suma llega al 30 % del ingreso anual.
Las seis universidades más prominentes se conocen como Las Seis Universidades de Tokio (東京六大学 'Tōkyō roku daigaku'?): las Universidades de Keiō, Tokio, Waseda, Hosei, Meiji, y Rikkyo. Las Seis suman cerca de cien mil matriculados, y son a menudo comparadas con las universidades del Ivy League, sobre todo por sus estudiantes y egresados. La Universidad de Tokio es la más prestigiosa; en 2005, figuró en la posición 16 entre las mejores 200 universidades del mundo.

## Política y Gobierno

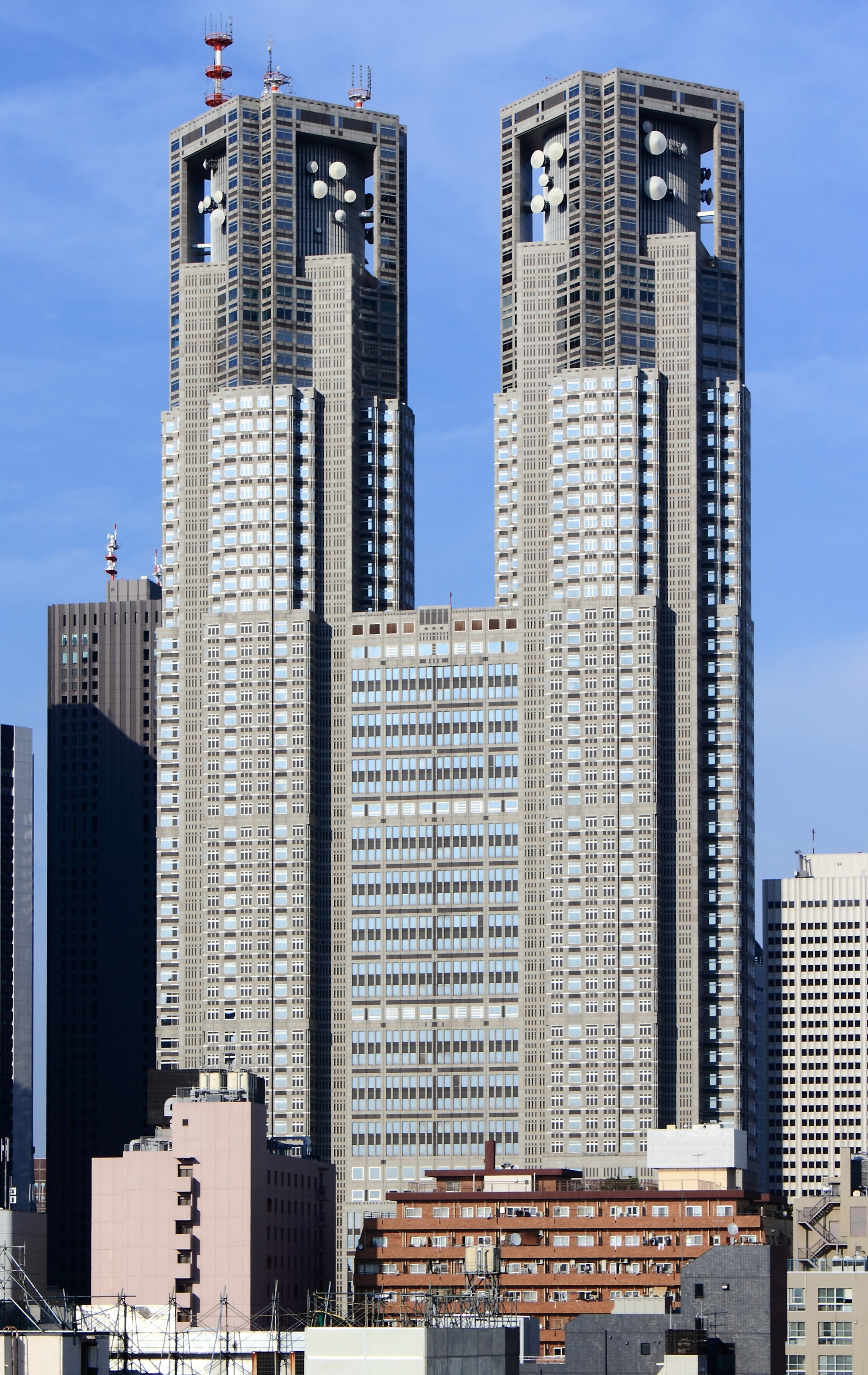
Edificio del Gobierno Metropolitano de Tokio

### Gobierno Local
Según la legislación japonesa, la prefectura de Tokio se designa como to (都), traducido como metrópoli. La prefectura de Tokio es la más poblada y la más densa, con 6.100 habitantes por kilómetro cuadrado; por superficie geográfica es la tercera más pequeña, sólo por encima de Osaka y Kagawa. Su estructura administrativa es similar a la de otras prefecturas japonesas. Los 23 distritos especiales (特別区, tokubetsu-ku), que hasta 1943 constituían la ciudad de Tokio, son municipios autónomos, cada uno con un alcalde, un consejo y el estatus de ciudad.
Además de estos 23 distritos especiales, Tokio también incluye otras 26 ciudades (市 -shi), cinco pueblos (町 -chō o machi) y ocho aldeas (村 -son o -mura), cada una de las cuales tiene un gobierno local. El Gobierno Metropolitano de Tokio administra toda la metrópoli, incluidos los 23 distritos especiales y las ciudades y pueblos que constituyen la prefectura. Está dirigido por un gobernador elegido públicamente y una asamblea metropolitana. Su sede está en el distrito de Shinjuku.

El gobernador de Tokio es elegido cada cuatro años. La actual gobernadora, Yuriko Koike, fue elegida en 2016, tras la dimisión de su predecesor, Yoichi Masuzoe. Fue reelegida en 2020 y 2024. La asamblea legislativa de la metrópolis se llama Asamblea Metropolitana, y tiene una cámara con 127 escaños. La asamblea es responsable de promulgar y modificar las ordenanzas prefecturales, aprobar el presupuesto (8,5 billones de yenes en el año fiscal 2024), y votar los nombramientos administrativos importantes realizados por el gobernador, incluidos los vicegobernadores. Sus miembros también son elegidos cada cuatro años.

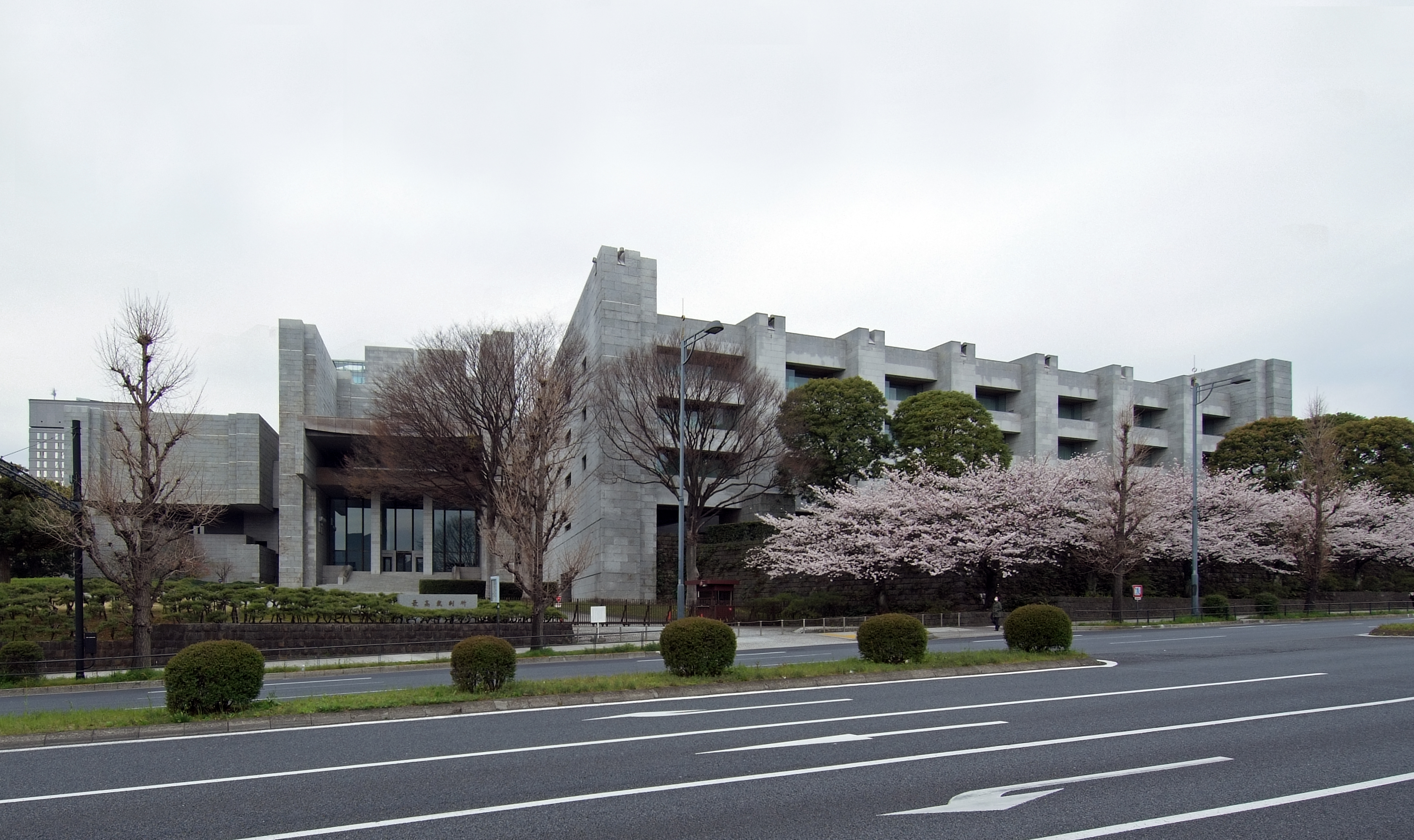
Corte Suprema de Justicia de Japón

### Policía
La policía en Tokio es administrada por el Departamento Metropolitano de Policía de Tokio, el cual se encarga de mantener el orden ciudadano dentro de toda la urbe, resguardando la seguridad de 12 millones de personas por día. Aparte de apresar a los delincuentes, mantener la paz y el orden dentro de la ciudad, son un agente preventivo dentro de la seguridad en caso de desastres naturales como tifones y terremotos, los cuales son muy frecuentes en Japón.
En toda el área comercial y residencial de Tokio, las fuerzas policiales poseen 101 estaciones de policías repartidos por los 23 barrios de Tokio, contando con una fuerza uniformada de 42 101 personas.
El Departamento Metropolitano de Policía de Tokio dispone de los siguientes recursos:
- 42 101 oficiales uniformados
- 2861 civiles, que trabajan en las oficinas y dependencias
- 943 puestos (koban)
- 251 puestos residenciales
- 1103 coches y patrullas de policía
- 951 motocicletas
- 26 botes y lanchas de policía
- 14 helicópteros patrulleros
- 33 perros policiales adiestrados
- 13 caballos

### Accidentes de tránsito
En el año 2004, el parque automotriz que estimó el Departamento Metropolitano de Policía de Tokio en la ciudad fue de 4 656 111 vehículos. Debido a este gran parque automotriz, se registraron 91 380 accidentes, de los cuales resultaron 105 073 personas con lesiones de diversa consideración y tan sólo 413 personas murieron a causa de los accidentes de tránsito.
Los accidentes registrados se produjeron con una mayor frecuencia entre las 8 y 10 de la mañana, 2 y 6 de la tarde, sin considerar el día de la semana en que se registre.

### Crímenes
La delincuencia en Tokio puede ser catalogada bajo dos directrices históricas: la delincuencia común y el terrorismo.
La delincuencia común sin penas aflictivas, en Tokio tuvo 251 517 causas informadas a la policía en el año 2003, las cuales se desglosan a continuación:
| Causa                | N.º de casos | % del país (2003) | Posición                                       |
| -------------------- | ------------ | ----------------- | ---------------------------------------------- |
| Robos                | 1187         | 15,4              | 1.º                                            |
| Piromanía            | 167          | 8,1               | 2.º (solo superado por la prefectura de Osaka) |
| Violaciones          | 288          | 11,6              | 1.º                                            |
| Manifestaciones      | 9543         | 12,1              | 1.º                                            |
| Hurtos               | 228 732      | 10,2              | 2.º (solo superado por la prefectura de Osaka) |
| Ofensas al intelecto | 9853         | 13,2              | 2.º (solo superado por la prefectura de Osaka) |
| Ofensas morales      | 1747         | 13,4              | 1.º                                            |

Los casos de homicidios informados correspondieron a 154 casos (2003), que representaron el 10,1 % del total de Japón

## Transporte
Tokio es la mayor conexión japonesa de viajes nacionales e internacionales, debido a que cuenta con estaciones de trenes, transporte terrestre y aeropuertos. El transporte en Tokio se ha denominado como una amplia red de control de viajes, que se realizan de forma rápida y eficiente.

### Transporte aéreo

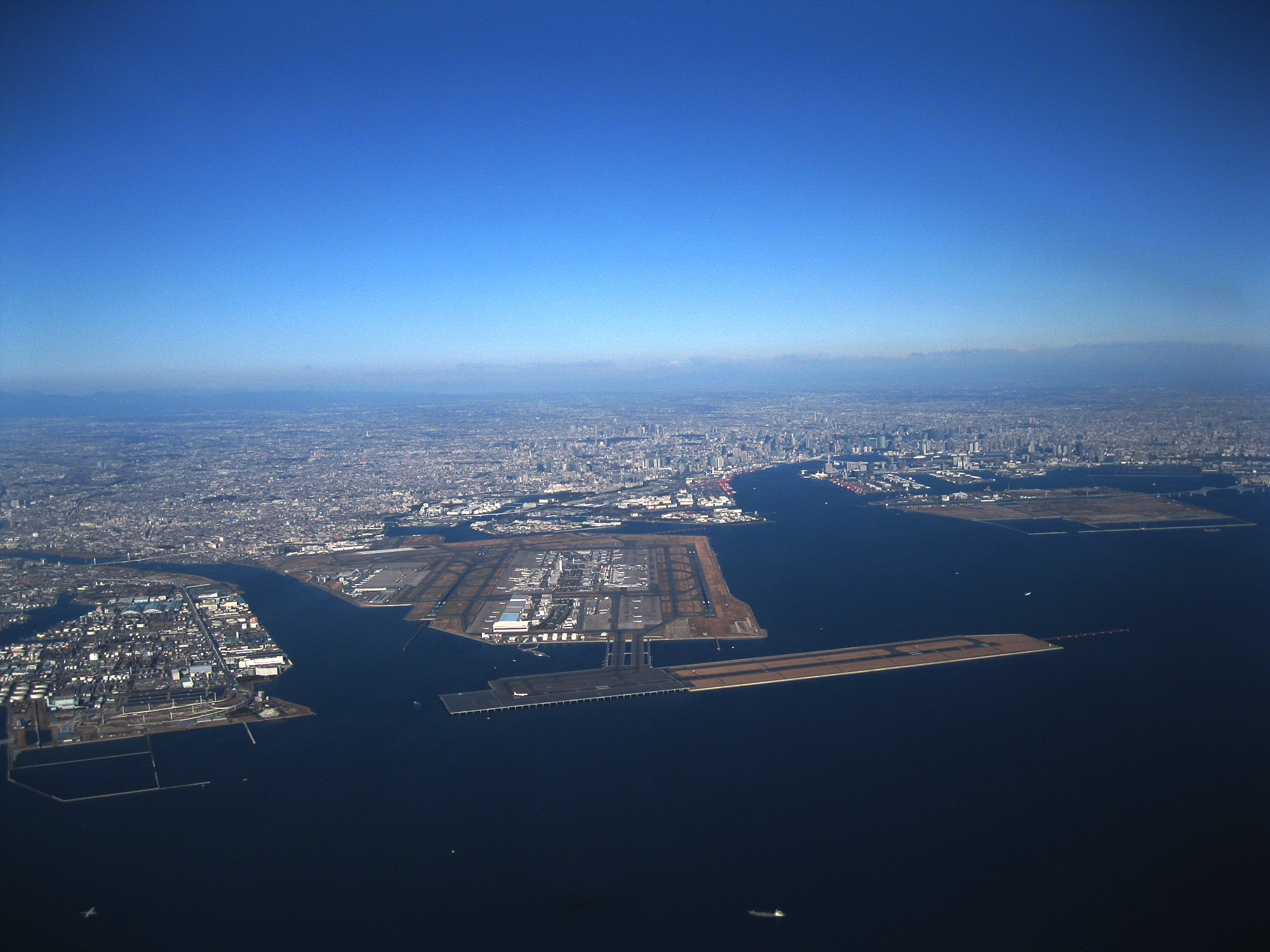
Aeropuerto Internacional de Haneda

Tokio cuenta con dos aeropuertos internacionales:
- El Aeropuerto de Haneda (o Aeropuerto Haneda),es el más concurrido, utilizado y el que tiene mayor tráfico de pasajeros, es el más importante del país a nivel comercial.
- El Aeropuerto Internacional de Narita, en la vecina prefectura de Chiba, es el aeropuerto de carga aérea más importante y el segundo a nivel comercial, conectado con Tokio por el tren Narita Express.

Además, el aeropuerto de Chōfu, localizado en la ciudad de Chōfu, maneja el transporte aéreo con los tres aeropuertos de las islas Izu (Oshima, Hachijojima y Miyakejima). Tokio cuenta con la mayor flota privada de helicópteros, los cuales utilizan el helipuerto de Tokio (東京へリポート) en Kōtō, como su base para abastecimiento y mantenimiento. El helipuerto es utilizado además como base para servicios públicos como policía y bomberos.

### Metro y red ferroviaria

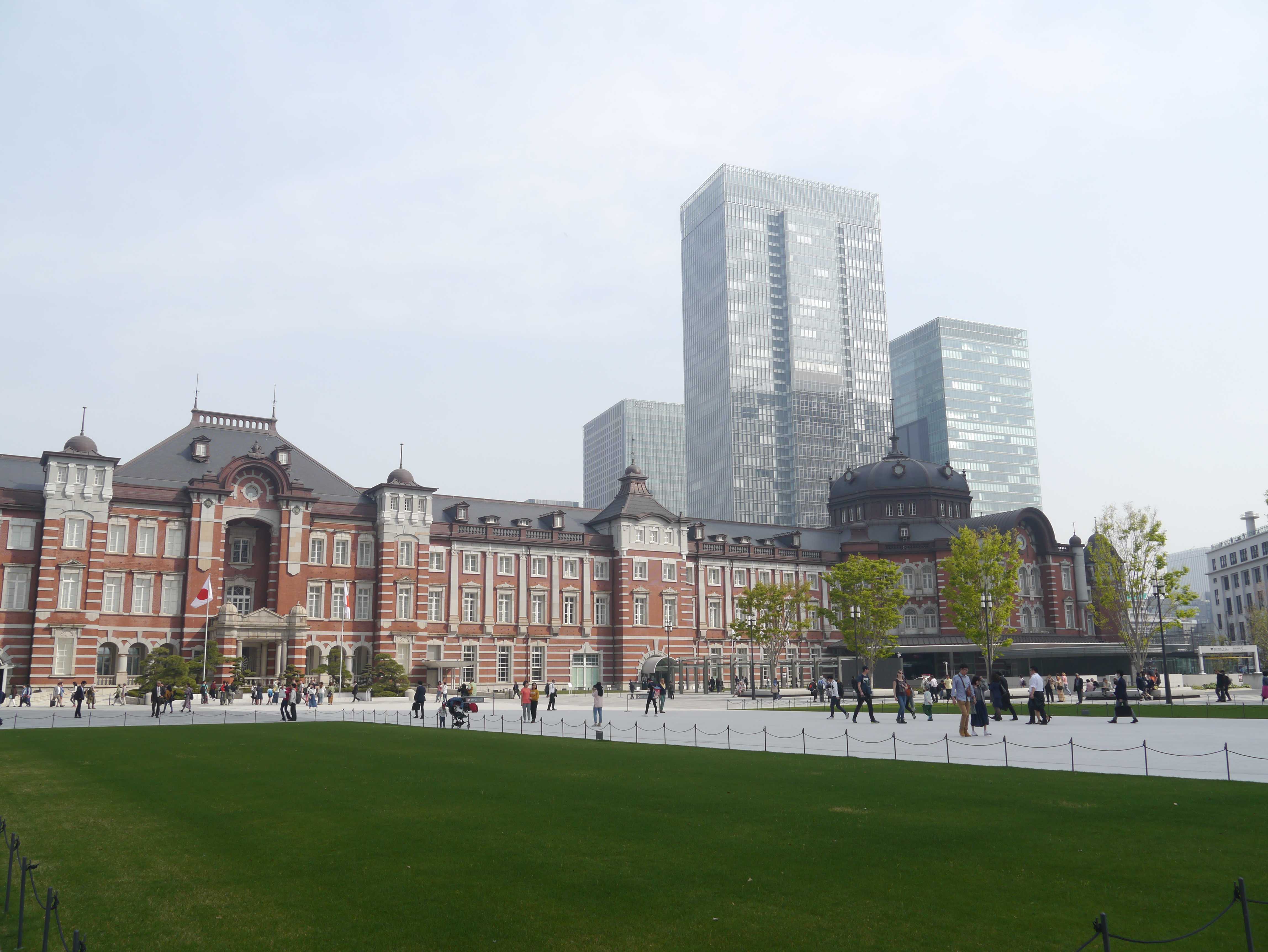
Estación de Tokio es la principal terminal ferroviaria interurbana de Tokio.

El transporte público intraurbano se basa principalmente en la red ferroviaria y de metro. Combinados, reúnen más de setenta líneas, formando la red ferroviaria urbana más extensa del mundo. Esta forma de transporte es la más utilizada por los habitantes de Tokio; con veinte millones de pasajeros diarios estimados, y más de un millar de estaciones.
El Metro de Tokio, el único en el mundo totalmente automatizado, columna vertebral del transporte en la ciudad, es el cuarto más grande del mundo debido a su extensión y al volumen diario de viajes, el más usado, con 2800 millones de usuarios anuales. Delante de Moscú y Nueva York, a nivel nacional va delante del Metro de Osaka. La red es operada casi en su totalidad por Tokyo Metro Co., Ltd. (東京地下鉄株式会社 Tōkyō Chikatetsu Kabushiki-gaisha?). Las excepciones son el Metro Toei y la línea Arakawa de tranvías, cuyo dueño y operador es el Gobierno Metropolitano de Tokio.
Como apoyo al metro, la ciudad dispone de siete estaciones de tren que atienden a millones de personas que se desplazan desde todo Japón hasta la capital, a través de trenes operados por seis compañías privadas. Las estaciones de Akihabara, Ikebukuro, Shibuya, Shinagawa, Shinjuku, Tokio y Ueno están en el área metropolitana de Tokio. La compañía Japan Railways opera la línea Yamanote, tren urbano que conecta estas estaciones entre ellas y con la red de metro. La estación de Tokio es, además, el punto de convergencia de seis de las ocho líneas Shinkansen (trenes de alta velocidad) de Japón: Tokaido, Tohoku, Joetsu, Nagano, Yamagata, y Akita.

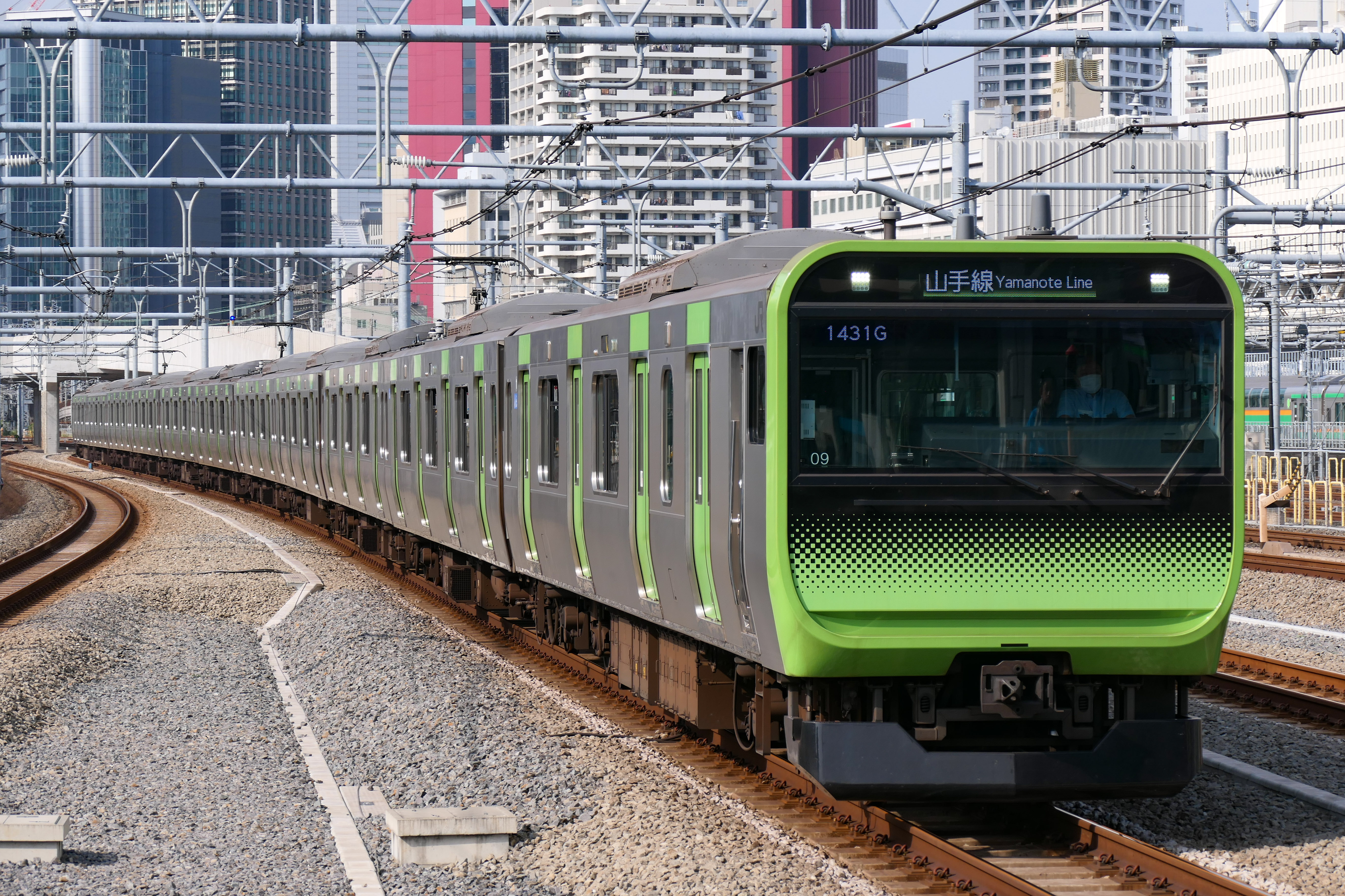
Línea Yamanote de Japan Railways
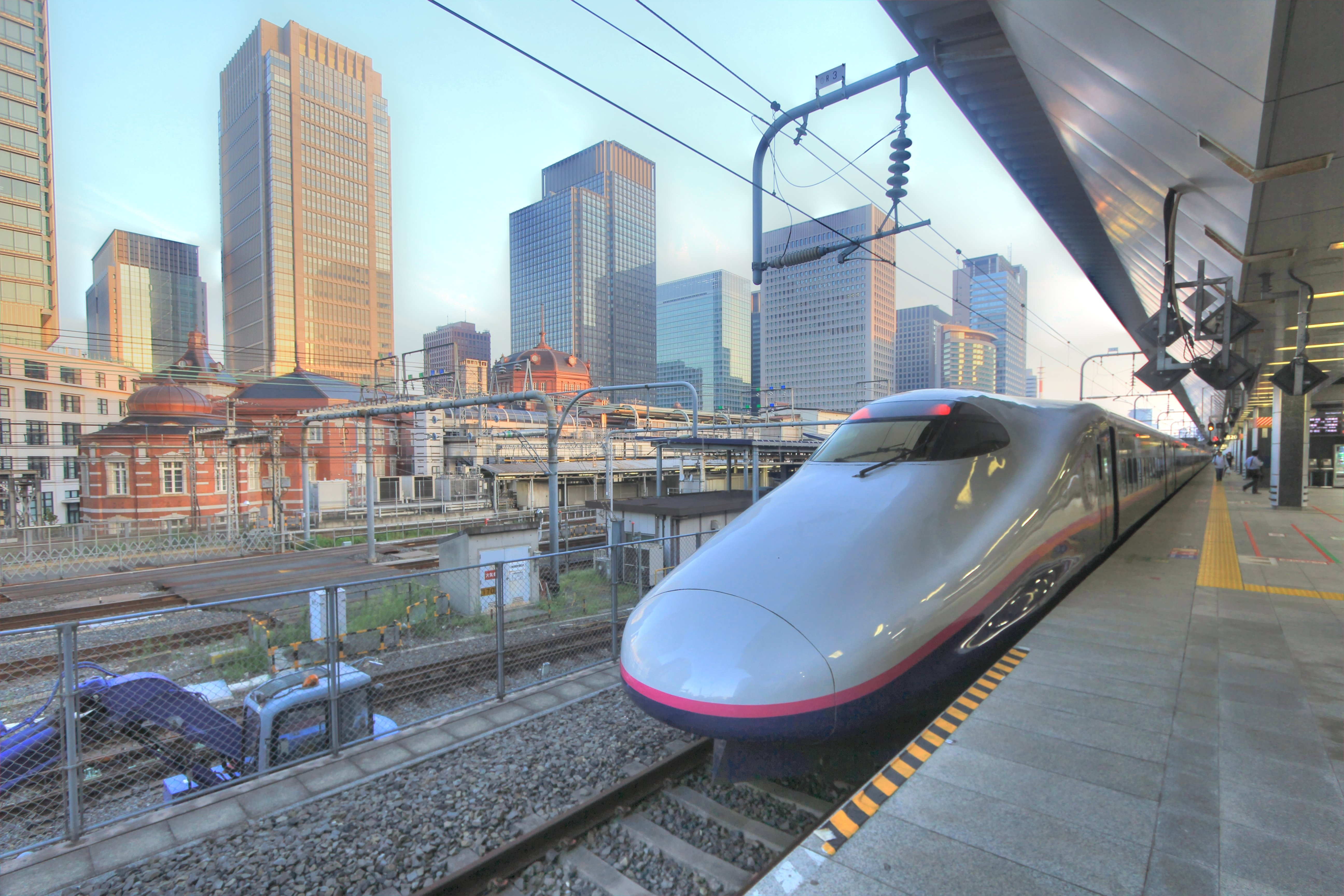
Shinkansen en Estación de Tokio

### Autobuses urbanos

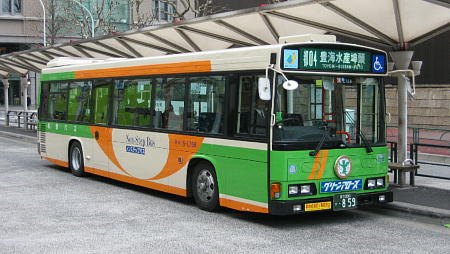
Autobús del sistema Toei

Para viajes de corto alcance y para acceder a la red ferroviaria y de metro, Tokio dispone de un sistema público y privado de transporte terrestre de pasajeros.
El Gobierno Metropolitano de Tokio opera el sistema Toei de autobuses, principalmente dentro de los 23 Barrios Especiales de Tokio. Otras líneas son operadas por compañías privadas. La mayoría de las terminales de autobuses urbanos se encuentran en las estaciones de metro o de tren. Los autobuses del sistema Toei tienen una tarifa fija (200 yenes por adulto en 2005), mientras que las líneas privadas cobran según la distancia recorrida.

### Carreteras

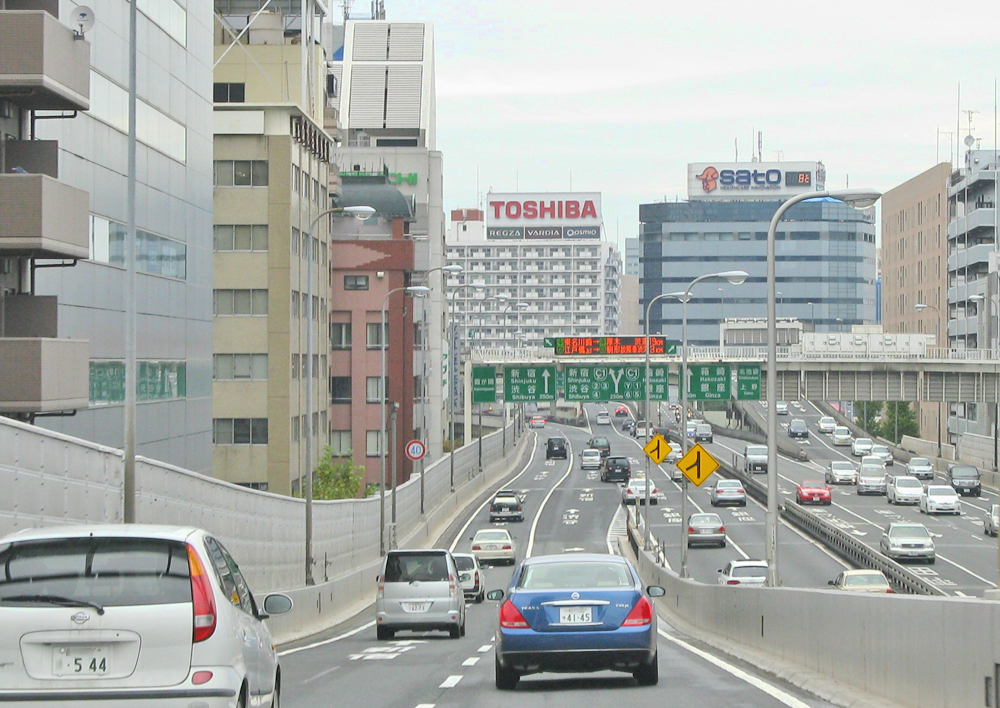
Hamazakibashi JCT en la Autopista Shuto

Tokio es atravesado por rutas metropolitanas, de la prefectura y nacionales. Algunas de las más grandes autopistas japonesas comienzan en Tokio, medidas a partir de Nihonbashi. Destacan la Ruta 1 a Osaka, las Rutas 4 y 6 a Sendai y Aomori, la Ruta 14 a la prefectura de Chiba, y la Ruta 16 que conecta a Tokio con Yokohama, Yokosuka, Chiba y Saitama. La Ruta 17 parte de Tokio hacia la prefectura de Niigata.
En Tokio convergen muchas autopistas expresas. Sobresalen las autopistas expresas de Tomei, Chuo, Kan'etsu y Tōhoku.

## Economía

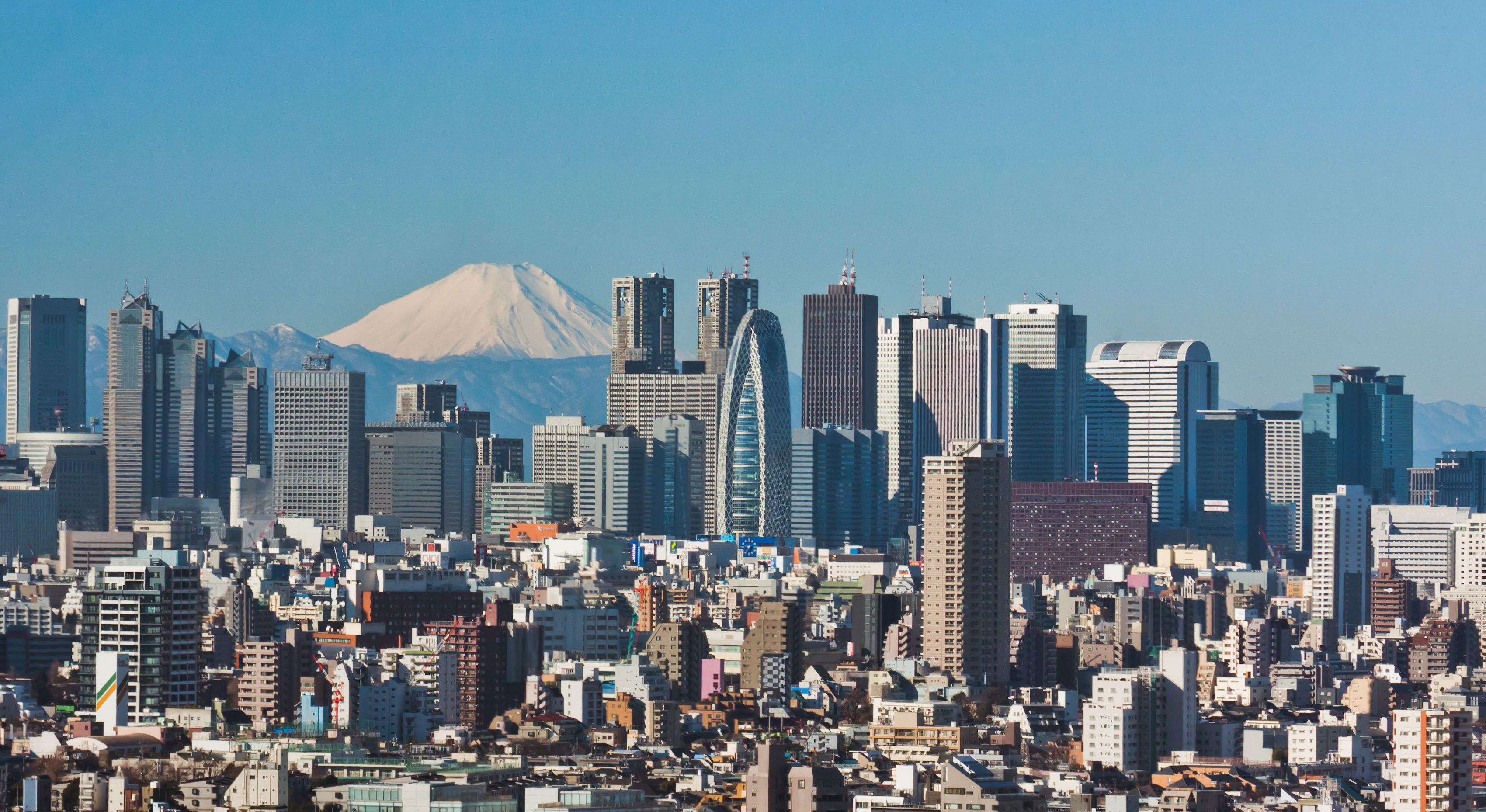
Vista de Shinjuku, uno de los distritos financieros de la ciudad.

Algunas multinacionales japonesas con su sede central en Tokio son Canon, Hitachi, Sony, Toshiba, Fujifilm, Fujitsu, Konami, Konica Minolta, Honda, Isuzu, Mitsubishi, Nikon, Olympus y Sega.

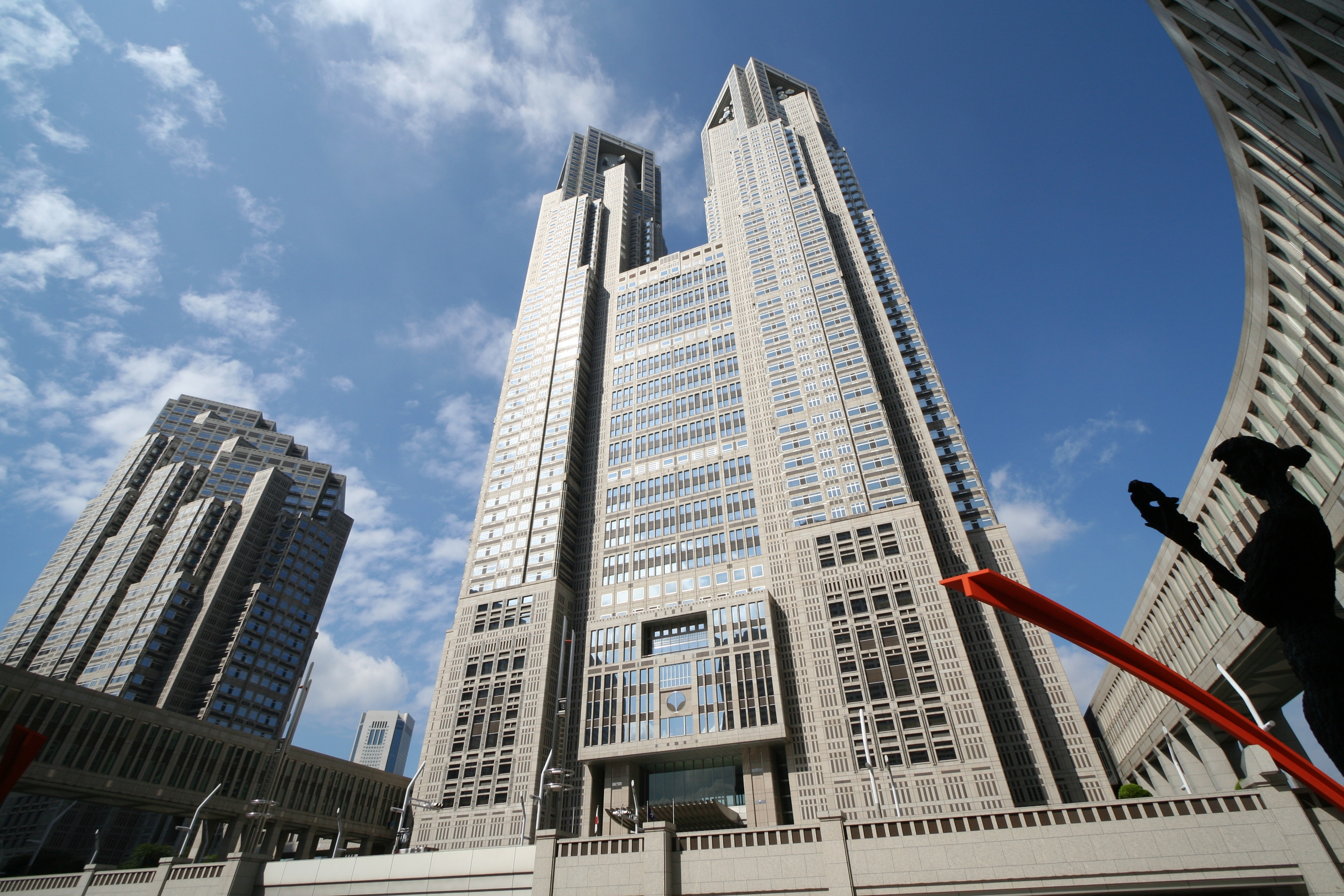
Ayuntamiento de Tokio (Tōchō), apodado «la torre de los impuestos» por su costo de mil millones de dólares.

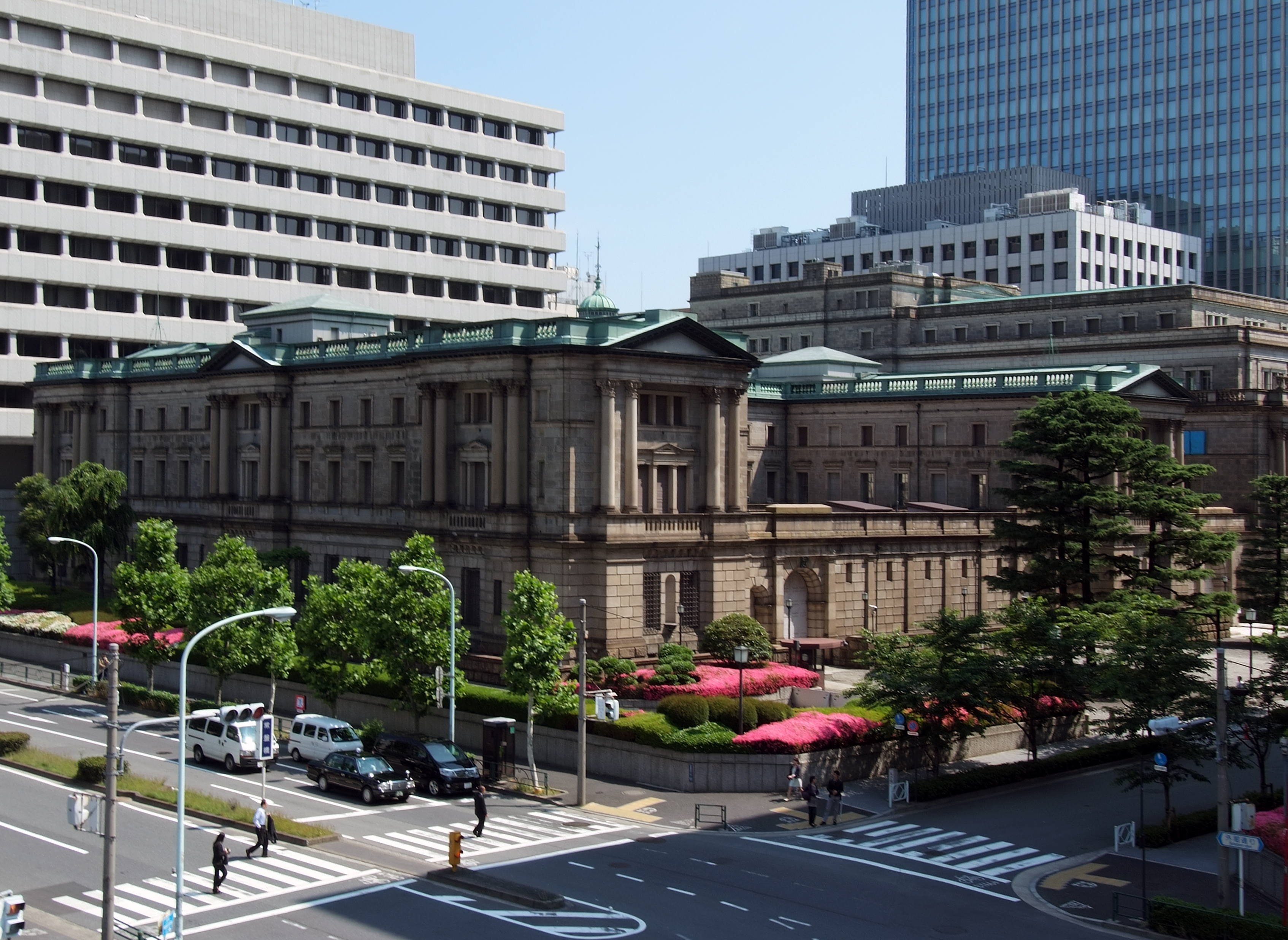
Sede del Banco de Japón en Chuo, Tokio

Tokio tiene la economía metropolitana más grande del mundo. Según un estudio realizado por PricewaterhouseCoopers, el Área del Gran Tokio (Tokio-Yokohama) de 38 millones de personas tenía un PIB total de $ 2 billones en 2012 (en Paridad de poder adquisitivo), que encabezó esa lista.
Tokio es un importante centro financiero internacional; alberga la sede de varios de los Banca de inversión y compañías de seguros más grandes del mundo, y sirve como un centro para las industrias de transporte, publicación, electrónica y radiodifusión de Japón. Durante el crecimiento centralizado de la economía de Japón después de la Segunda Guerra Mundial, muchas grandes empresas trasladaron su sede de ciudades como Osaka (la histórica capital comercial) a Tokio, en un intento por aprovechar un mejor acceso al gobierno. Esta tendencia ha comenzado a disminuir debido al continuo crecimiento de la población en Tokio y el alto costo de vida allí.
Tiene un gran centro oficinas centrales de diversas compañías, bancos y aseguradoras, y varios puntos de conexión de compañías de transporte, publicaciones y difusión de Japón.
La Economist Intelligence Unit calificó a Tokio como la ciudad más cara (el costo más alto de vida) del mundo durante 14 años seguidos hasta 2006.
Tokio es el principal centro financiero de Asia. La bolsa de valores de la prefectura es una de las más dinámicas del mundo. La mayoría de las instituciones financieras del país, y también multinacionales, tienen su sede en Tokio.
Muchas de las mayores compañías de electrónica de Japón fabrican sus productos en Tokio, que en su mayoría se exportan a otros países. Entre ellas, destacan Sony, Toshiba, Hitachi, y por supuesto la mayor automotriz mundial, Toyota. La prensa también es una de las principales industrias de la ciudad. La mayoría de las empresas de prensa y publicación de Japón están radicadas en Tokio, así como la mayor parte de las revistas y periódicos publicados en la prefectura. Otras industrias importantes son la petroquímica, fabricación de automóviles, maderera y teléfonos móviles. Otros grandes centros industriales localizados en la región metropolitana de Tokio son Yokohama y Kawasaki, ambas grandes productoras de navíos, productos petroquímicos, automóviles y productos del hierro y del acero.

### Turismo

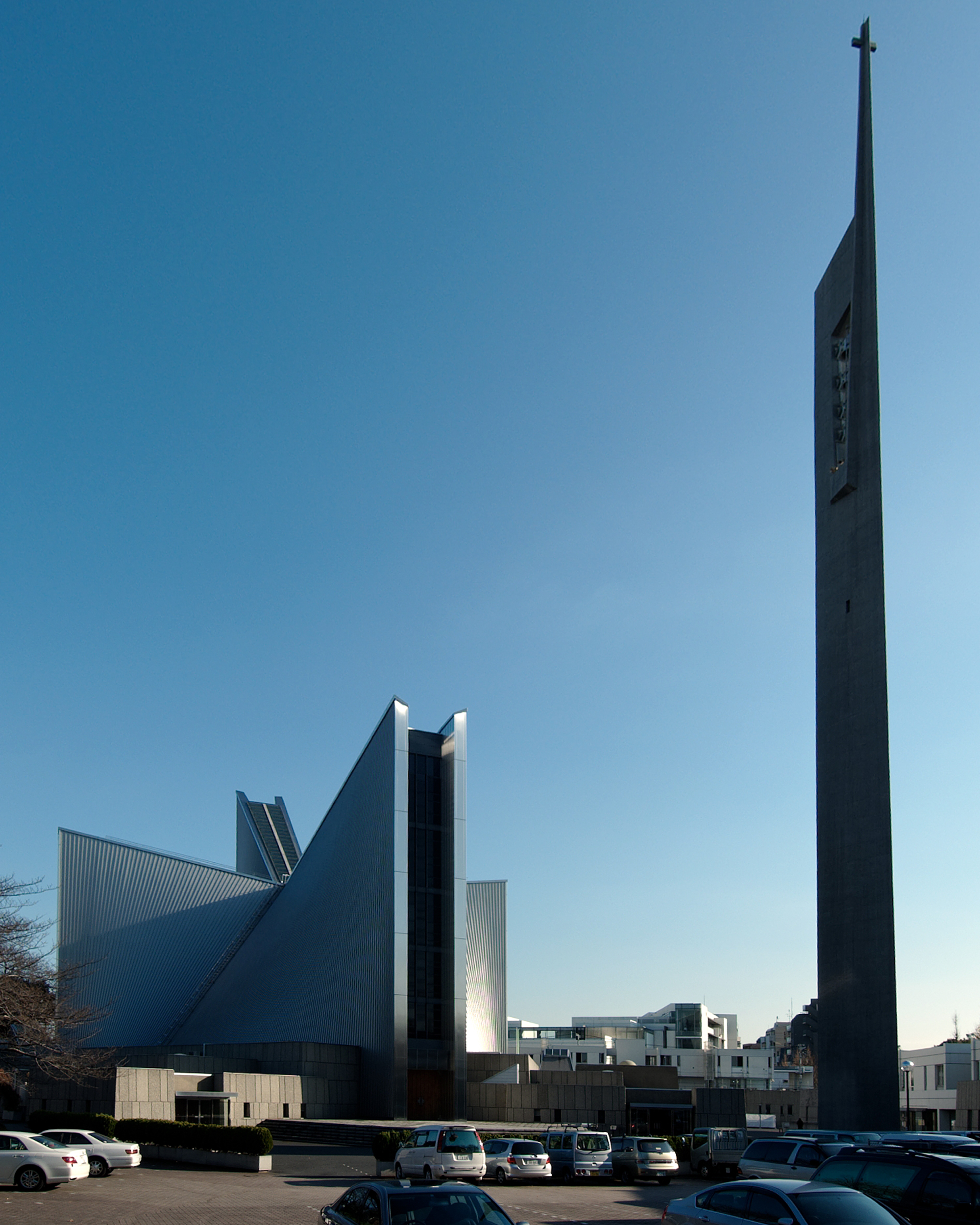
Catedral de Santa María en Tokio

Tokio, la vibrante capital de Japón, se erige como metrópolis global y cautivador destino turístico, atrayendo a millones de visitantes cada año.  Su mezcla única de cultura tradicional y modernidad de vanguardia ofrece una experiencia de viaje inigualable, atractiva para una amplia gama de intereses.  Desde templos serenos y jardines meticulosamente cuidados hasta bulliciosos distritos comerciales e innovadoras maravillas arquitectónicas, Tokio presenta un cautivador contraste que encarna la esencia de Japón.
El turismo histórico desempeña un papel importante a la hora de atraer visitantes a Tokio.  La ciudad cuenta con numerosos lugares históricos y monumentos que ofrecen una visión del rico pasado de Japón.  El Palacio Imperial, antiguo castillo de Edo, se erige como símbolo del poder imperial y ofrece visitas guiadas que muestran su elegante arquitectura y sus serenos jardines.  El templo Senso-ji, el más antiguo de Tokio, atrae a multitudes con su vibrante mercado Nakamise-dori y su impresionante puerta Kaminarimon.  El santuario Meiji Jingu, un oasis de paz dedicado al emperador Meiji y la emperatriz Shoken, ofrece una tranquila escapada del bullicio de la ciudad.
El turismo cultural prospera en Tokio, con una plétora de oportunidades para experimentar las artes y prácticas tradicionales japonesas.  Las representaciones de kabuki, con sus elaborados trajes y su dramática narración, ofrecen una cautivadora experiencia teatral.  Los torneos de lucha de sumo, que se celebran varias veces al año en Tokio, brindan la oportunidad de presenciar las antiguas tradiciones y el atletismo de este deporte único.  Las ceremonias del té, con su preparación ritual y su atmósfera serena, ofrecen una visión de la hospitalidad y la atención japonesas.

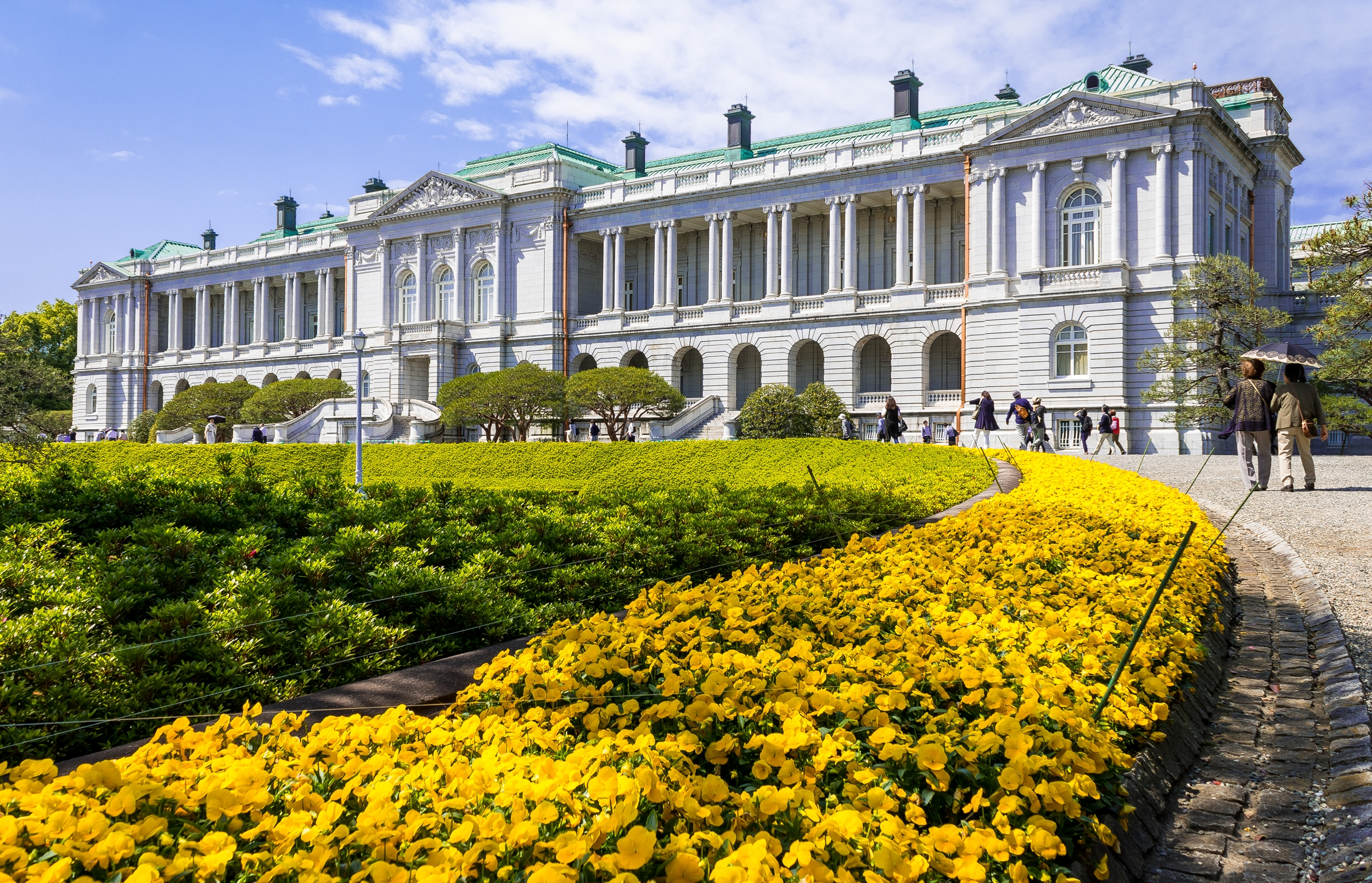
Palacio de Akasaka en Tokio

La escena culinaria de Tokio es un gran atractivo para los turistas, ya que ofrece una variada gama de delicias gastronómicas.  Desde restaurantes con estrellas Michelin que sirven exquisita alta cocina hasta humildes tiendas de ramen que ofrecen reconfortantes tazones de fideos, Tokio satisface todos los gustos y presupuestos.  El Mercado del Pescado de Tsukiji, un bullicioso mercado mayorista, ofrece una sobrecarga sensorial de vistas, sonidos y olores, y ofrece una visión única de la industria marisquera de la ciudad.  Explorar el paisaje culinario de Tokio es una aventura en sí misma, con infinitas oportunidades para descubrir nuevos sabores y tradiciones culinarias.
El turismo de compras es una de las principales atracciones de Tokio, con numerosos distritos que ofrecen una amplia gama de bienes y servicios.  Ginza, conocida por sus exclusivas boutiques y grandes almacenes, está dirigida a los compradores de lujo.  Shibuya, centro neurálgico de la moda y las tendencias juveniles, atrae a los compradores más jóvenes con sus tiendas de ropa de moda y su vibrante estilo callejero.  Akihabara, un paraíso para los entusiastas de la electrónica y los aficionados al anime y el manga, ofrece una vertiginosa variedad de artilugios, objetos de colección y artículos de la cultura pop.

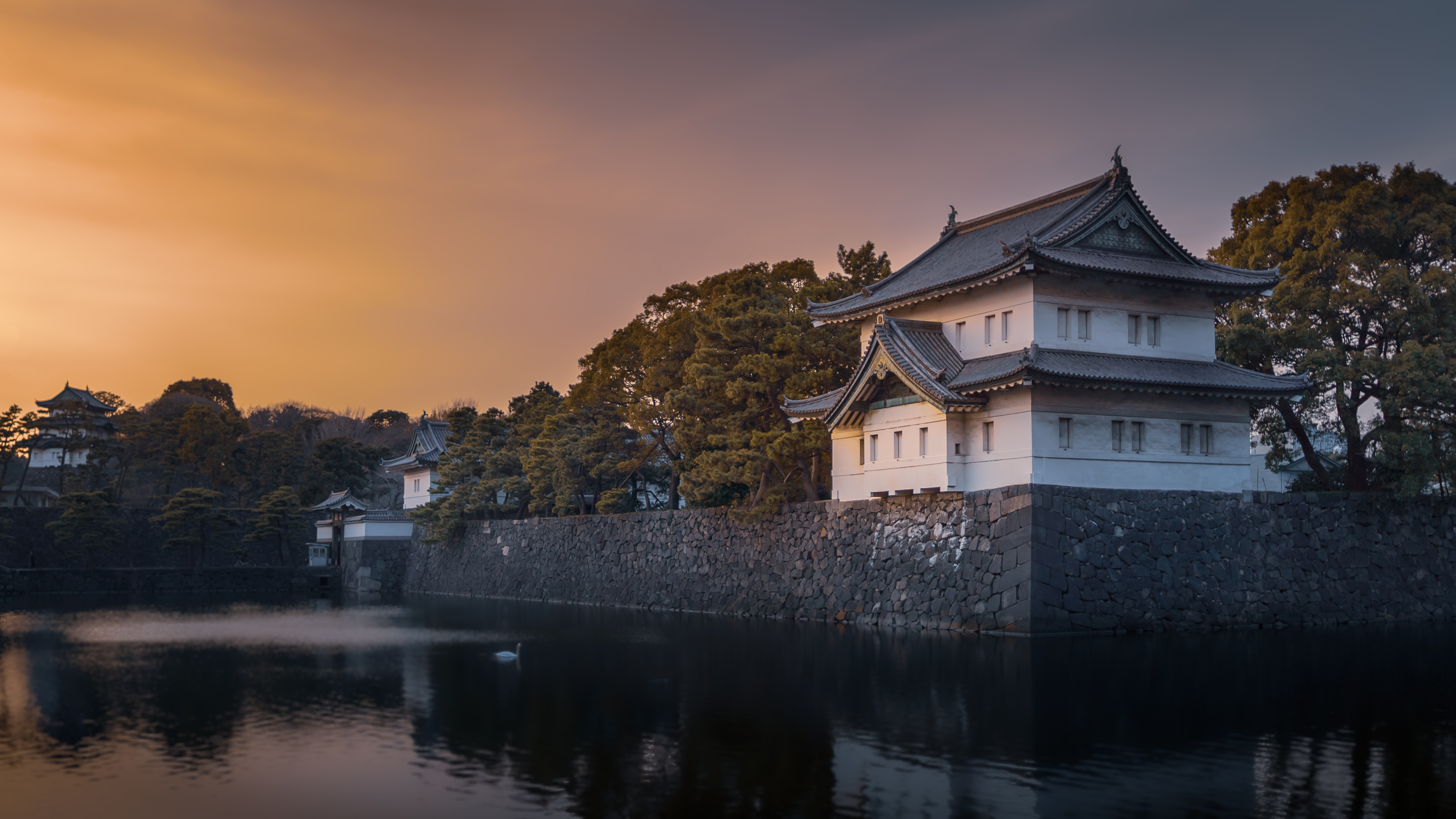
Palacio Imperial de Tokio

La moderna arquitectura y el diseño urbano de Tokio son un importante atractivo para los turistas.  El horizonte de la ciudad está salpicado de rascacielos innovadores, que muestran diseños arquitectónicos de vanguardia.  La Tokyo Skytree, la torre más alta del mundo, ofrece vistas panorámicas de la ciudad y sus alrededores.  Explorar el moderno paisaje arquitectónico de Tokio permite vislumbrar el espíritu innovador de la ciudad.
El sistema de transporte de Tokio, famoso por su eficacia y puntualidad, es una atracción turística en sí mismo.  Viajar en el Shinkansen (tren bala) es una experiencia japonesa por excelencia, que ofrece una forma cómoda y pintoresca de viajar entre ciudades.  Navegar por la extensa red de metro y trenes de Tokio es toda una aventura, y permite echar un vistazo al intrincado entramado urbano de la ciudad.

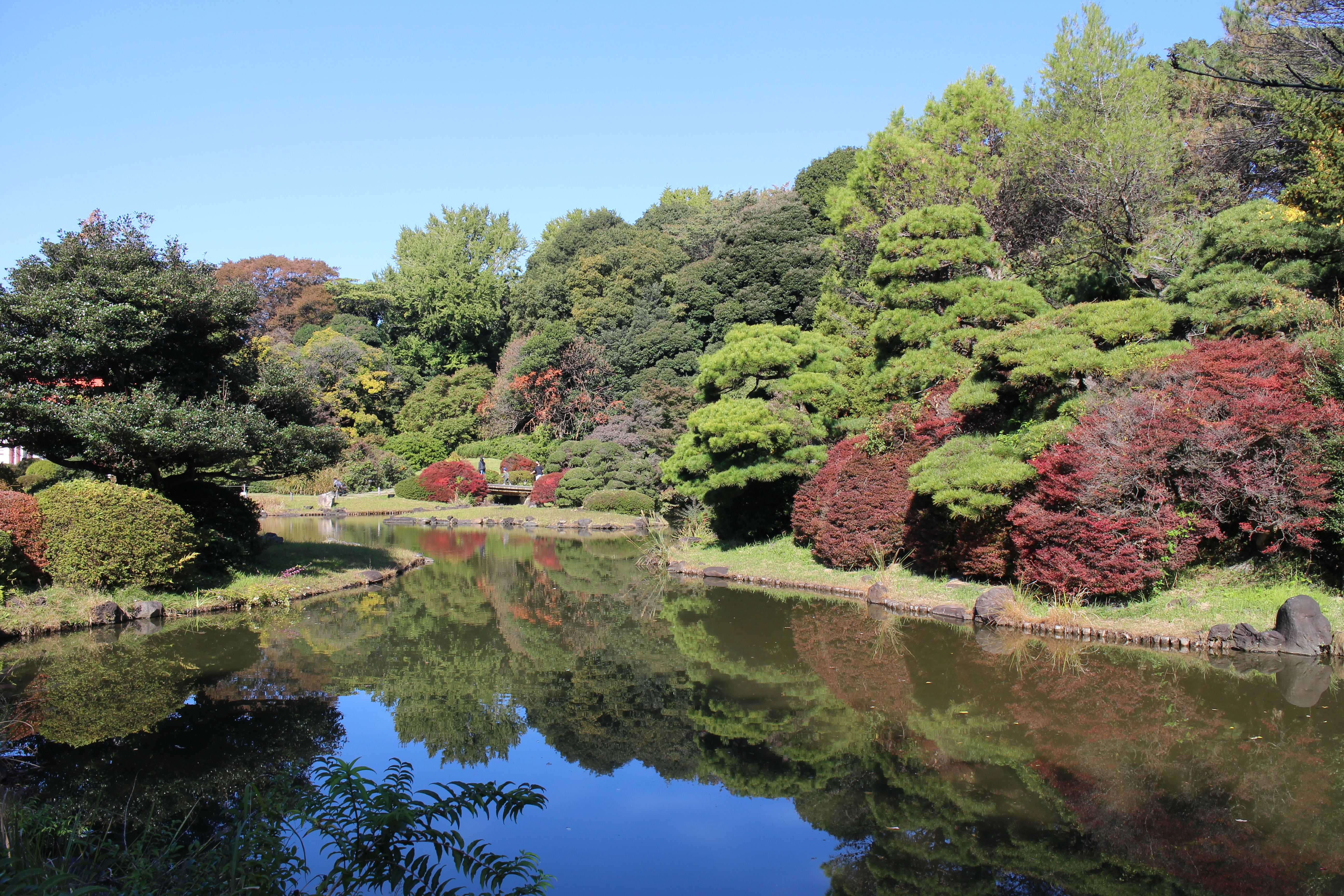
Jardín Botánico de Koishikawa

La oferta de ocio de Tokio abarca una amplia gama de intereses, desde las artes tradicionales a la cultura pop contemporánea.  La ciudad cuenta con numerosos museos, galerías de arte y teatros, que exhiben obras tanto japonesas como internacionales.  Los locales de música en directo y los clubes ofrecen una vibrante vida nocturna, con actuaciones que van desde la música tradicional japonesa hasta el rock y el pop contemporáneos.  Explorar la escena de ocio de Tokio es una oportunidad para sumergirse en la variada oferta cultural de la ciudad.
Los parques y jardines de Tokio ofrecen escapadas tranquilas del bullicioso ambiente de la ciudad.  El Parque Ueno, uno de los mayores de Tokio, alberga varios museos, un zoológico y un estanque, y ofrece una gran variedad de actividades recreativas.  El Jardín Nacional Shinjuku Gyoen, meticulosamente ajardinado, ofrece un oasis de serenidad en el corazón de la ciudad.  Explorar los parques y jardines de Tokio ofrece la oportunidad de conectar con la naturaleza y apreciar la belleza del paisajismo japonés.

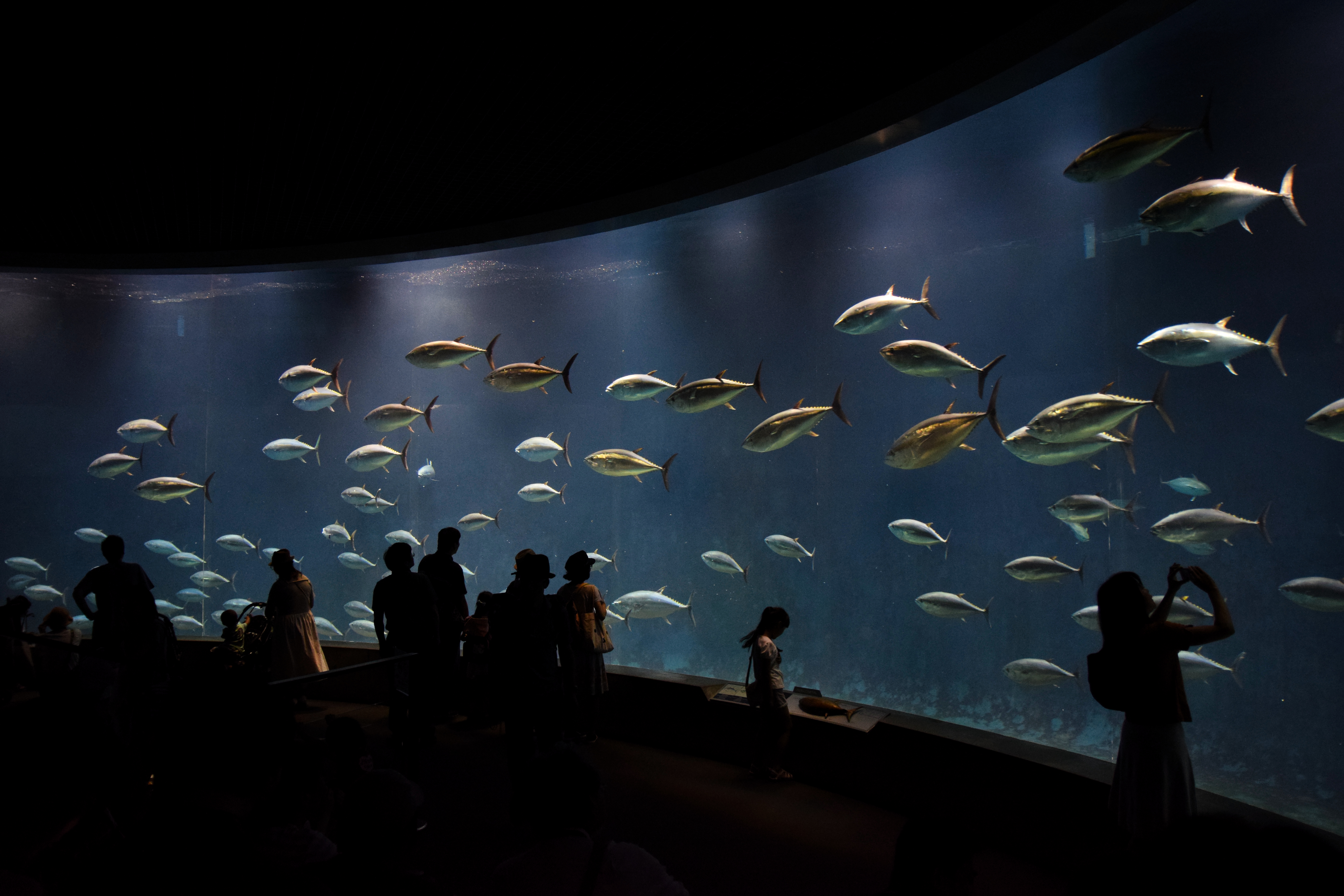
Parque de Vida Marina de Tokio

La mezcla de atracciones tradicionales y modernas de Tokio, su vibrante escena cultural y sus eficientes infraestructuras la convierten en un destino turístico realmente cautivador.  Ya sea explorando templos antiguos, deleitándose con las delicias culinarias o experimentando la modernidad de vanguardia de la ciudad, Tokio ofrece una experiencia de viaje inolvidable.  Desde sus monumentos históricos hasta sus maravillas contemporáneas, Tokio encarna la esencia de Japón, ofreciendo un viaje único y enriquecedor a cada visitante.
Al ser uno de los principales focos de historia y cultura en Japón, la prefectura de Tokio recibe más de la mitad de los turistas internacionales que llegan al país, con el 58,3 %. Anualmente, casi 2,6 millones de personas visitan Tokio, representando un ingreso anual de dos mil millones de dólares. Este flujo de visitantes la convierte en la sexta ciudad del mundo con más visitantes internacionales, detrás de Londres, París, Nueva York, Hong Kong y Singapur. Al ser la principal entrada al país, Tokio es una región de desarrollo crítica para el fomento del turismo internacional. Entre los visitantes que llegan a la ciudad, el 63,8 % proviene de países asiáticos, el 18,5 % de América del Norte, el 12,7 % de Europa, y el restante 5 % proviene de otros países.
Las atracciones turísticas en la prefectura son numerosas, y están administradas o supervisadas por el Gobierno Metropolitano de Tokio.

## Cultura
La mayor parte de la población de Tokio es budista. Centenares de templos budistas pueblan la provincia, aunque muchos de los habitantes de Tokio van a estos templos solo en ceremonias muy especiales como bodas y funerales, y prefieren practicar sus actos religiosos en casa. Muchas de las residencias están amuebladas al estilo japonés, aunque otras siguen un patrón más occidental. La mayor parte de la gente usa vestimentas occidentales en su vida cotidiana. Algunas personas más ancianas —especialmente mujeres— usan el kimono, una ropa tradicional japonesa. Los vestidos tradicionales japoneses solo se usan, generalmente, en días o eventos especiales.
Muchos de los artistas japoneses más prestigiosos trabajan en Tokio. Algunos aún usan métodos y técnicas japonesas de sus antecesores, que han pasado de generación en generación. Otros artistas prefieren usar métodos y técnicas occidentales. Tokio es el centro nacional de la música, drama y del teatro japonés.
El Festival Internacional de Cine de Tokio (conocido como TIFF: Tokyo International Film Festival), se lleva a cabo cada octubre o noviembre desde 1985. En él se proyectan más de trescientas películas, siendo el mayor entre los festivales asiáticos de cine, y, junto con el Festival de Shanghái, en China, es uno de los dos festivales de Asia acreditados por la Federación Internacional de Productores de Cine (FIAPF).

### Teatro, música y danza

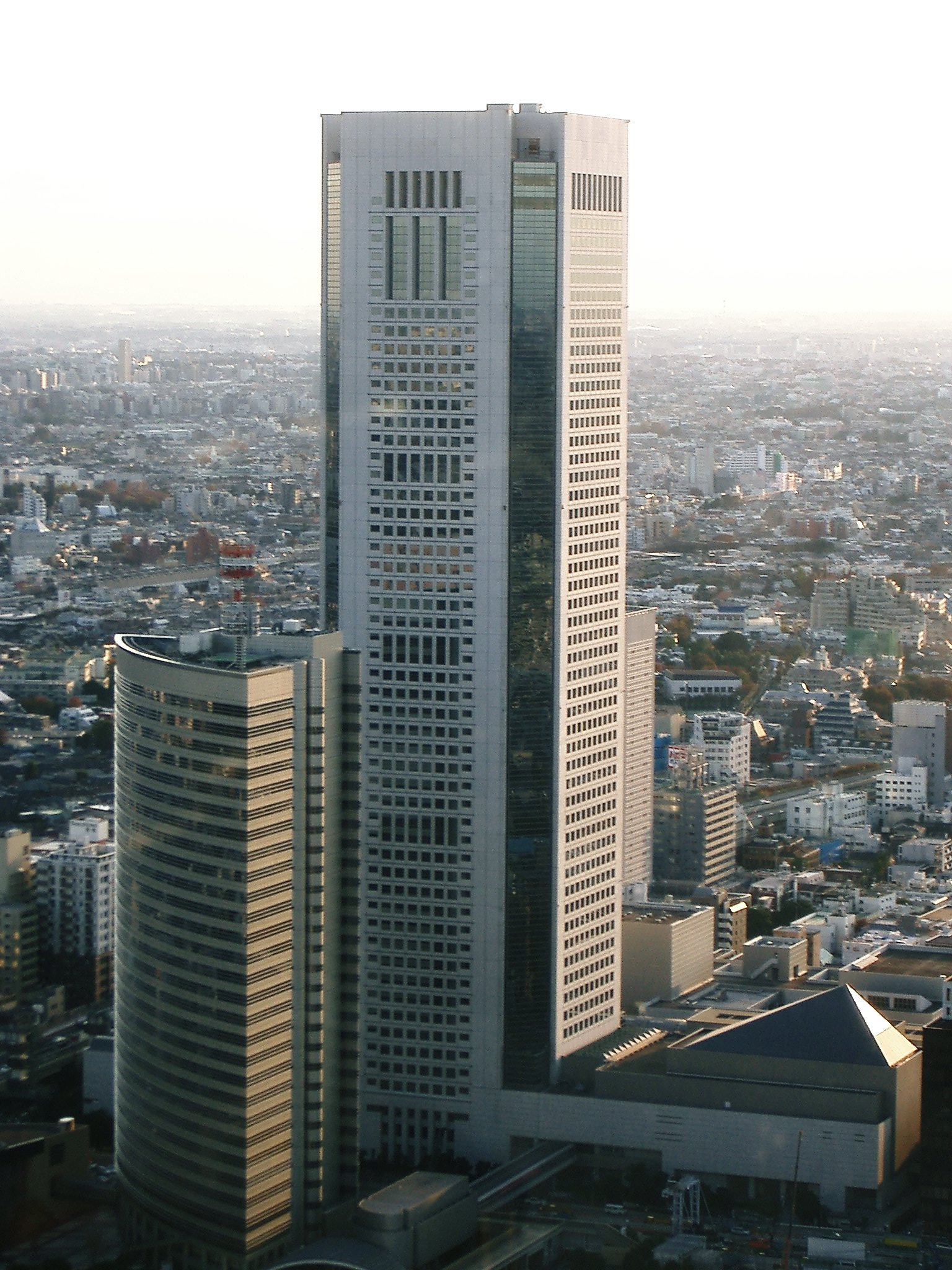
Ciudad de la Ópera de Tokio.

Dos formas de drama japonesas, el nō y el kabuki, son las formas favoritas de entretenimiento de la población de la provincia. El Teatro Nacional nō, ubicado cerca de la estación de trenes Sendagaya tiene funciones todos los fines de semana. Existen múltiples escuelas de nō, entre ellas la escuela Kanze nō-gakudo. El teatro Kabuki-za tiene funciones diarias de kabuki. Esta forma artística también tiene representaciones en enero, marzo, y de octubre a diciembre en el Teatro Nacional.
El Teatro Nacional tiene representaciones de bunraku, un espectáculo teatral con títeres de madera de 1,2 metros, apoyado en música de shamisen. El teatro Takarazuka es una compañía especializada en hacer adaptaciones de obras occidentales, con la peculiaridad de que la totalidad de la compañía está formada exclusivamente por mujeres.

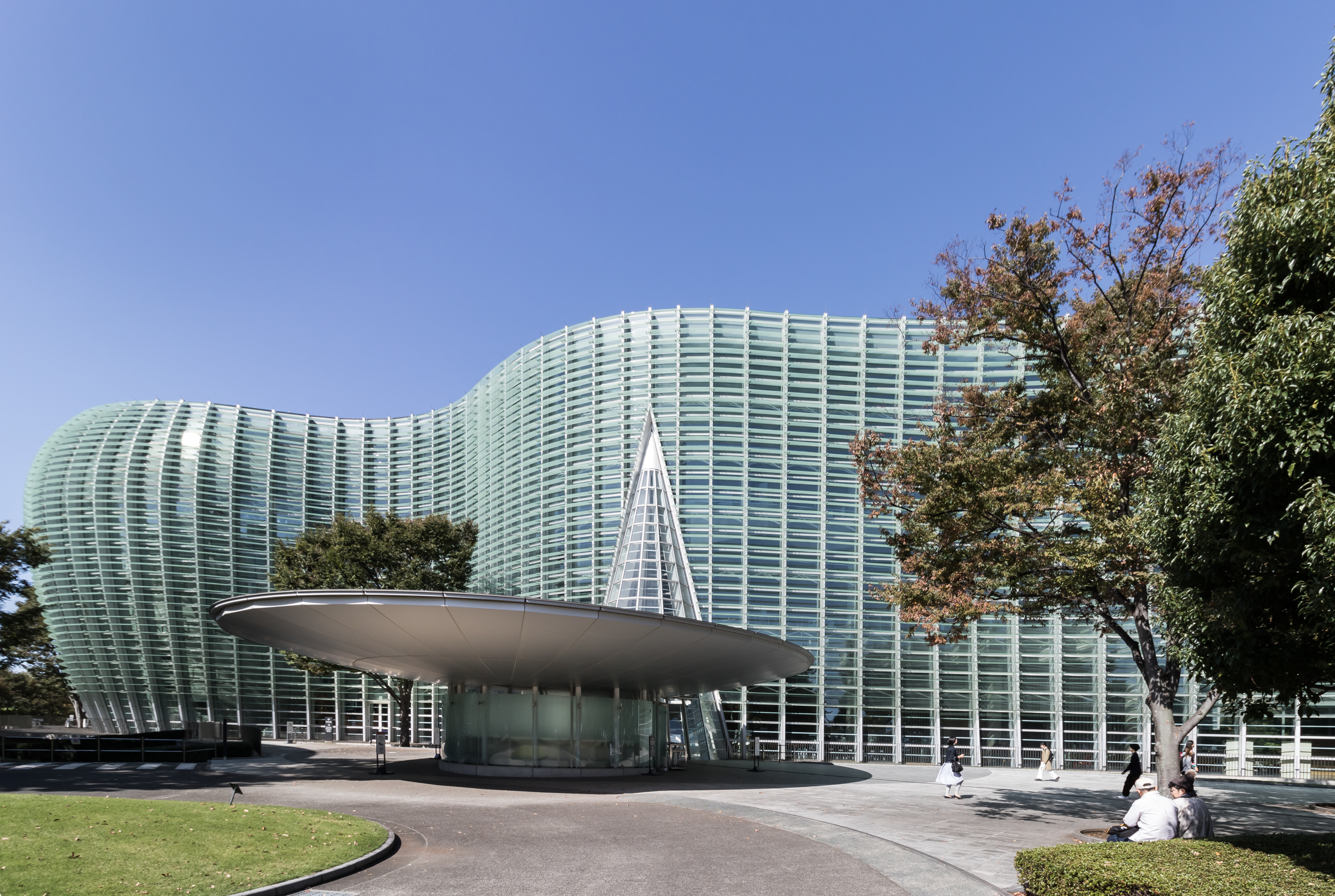
Centro de Arte Nacional en Tokio

Adicionalmente, durante todo el año se representan obras de teatro occidental.
La Ciudad de la Ópera de Tokio (東京オペラシティ Tōkyō Opera Shiti?) es el más nuevo recinto dedicado a la música y al teatro en Tokio. Se encuentra dentro de un rascacielos localizado en Shinjuku. Fue completado en 1997. Con sus 54 pisos y 234 metros de altura, es el sexto edificio más alto de Tokio. En los primeros tres, existen una galería de arte, tiendas y restaurantes. El cuarto piso alberga al Centro de Comunicaciones de NTT.
La mayor expresión musical de la ciudad tiene lugar anualmente, cuando se lleva a cabo el Festival de Verano de Tokio durante junio y julio. En el festival se ejecuta música clásica, folclórica, de rock y de jazz. A lo largo del año, hay espectáculos en vivo en foros diversos, donde destacan el Foro Internacional de Tokio, la Sala Suntory, la Sala NHK, y la Ciudad de la Ópera de Tokio.
La Danza tiene un lugar especial en las actividades culturales de Tokio; los espectáculos de danza tradicional y de danza occidental son frecuentes todo el año. Destaca el evento de danza, música y teatro Azuma Odori, que a finales de mayo cada año, se lleva a cabo en el teatro Shinbashi Enbujo. Un tipo de danza moderna que mezcla elementos de varias expresiones artísticas es la danza Buto, creada en la década de 1960, y ejecutada por bailarines casi desnudos cubiertos de maquillaje. Aunque se practica en varias regiones del país, Tokio concentra la mayor cantidad de compañías de Buto.

### Festivales

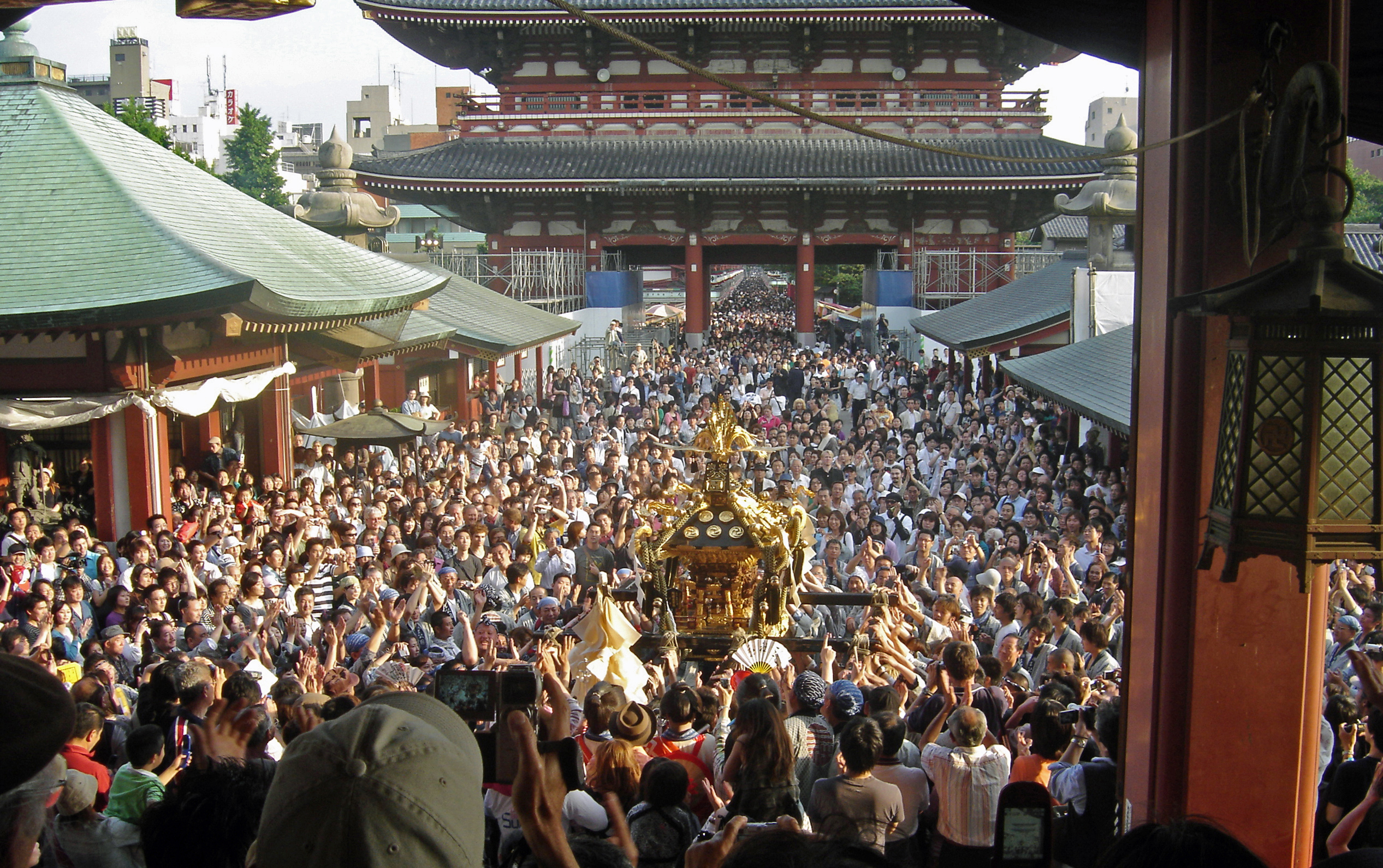
Sanja "matsuri" en Asakusa.

Los matsuri (祭り, a veces simplemente 祭) son festivales populares japoneses, generalmente de origen sintoísta y auspiciados por algún templo o santuario; aunque a veces pueden tener un origen secular o hasta cristiano. A lo largo de todo el año se efectúan matsuri en la prefectura de Tokio, y algunos son especialmente atractivos para la población del resto del país. Los más notorios son:
1. Dezomeshiki (desfile de año nuevo, 6 de enero), desfile del cuerpo de bomberos.
2. Hinamatsuri (3 de marzo), festival nacional de las muñecas.
3. Kanda Matsuri (efectuado el fin de semana anterior al 15 de mayo, cada año impar), donde se transportan santuarios portátiles al santuario Kanda Myojin.
4. Hana Matsuri (8 de abril). Es un festival nacional que conmemora el nacimiento de Buda.
5. Sanja Matsuri (tercer fin de semana de mayo), auspiciado por el santuario Asakusa Jinja.
6. Sanno Matsuri (16 de junio), auspiciado por el santuario Hie en Akasaka.
7. Hanabi Taikai (último sábado de julio), fuegos artificiales en el río Sumida.
8. Tori-no-ichi o feria del rastrillo (mediados de noviembre), en el santuario Otori, en Asakusa.

### Templos

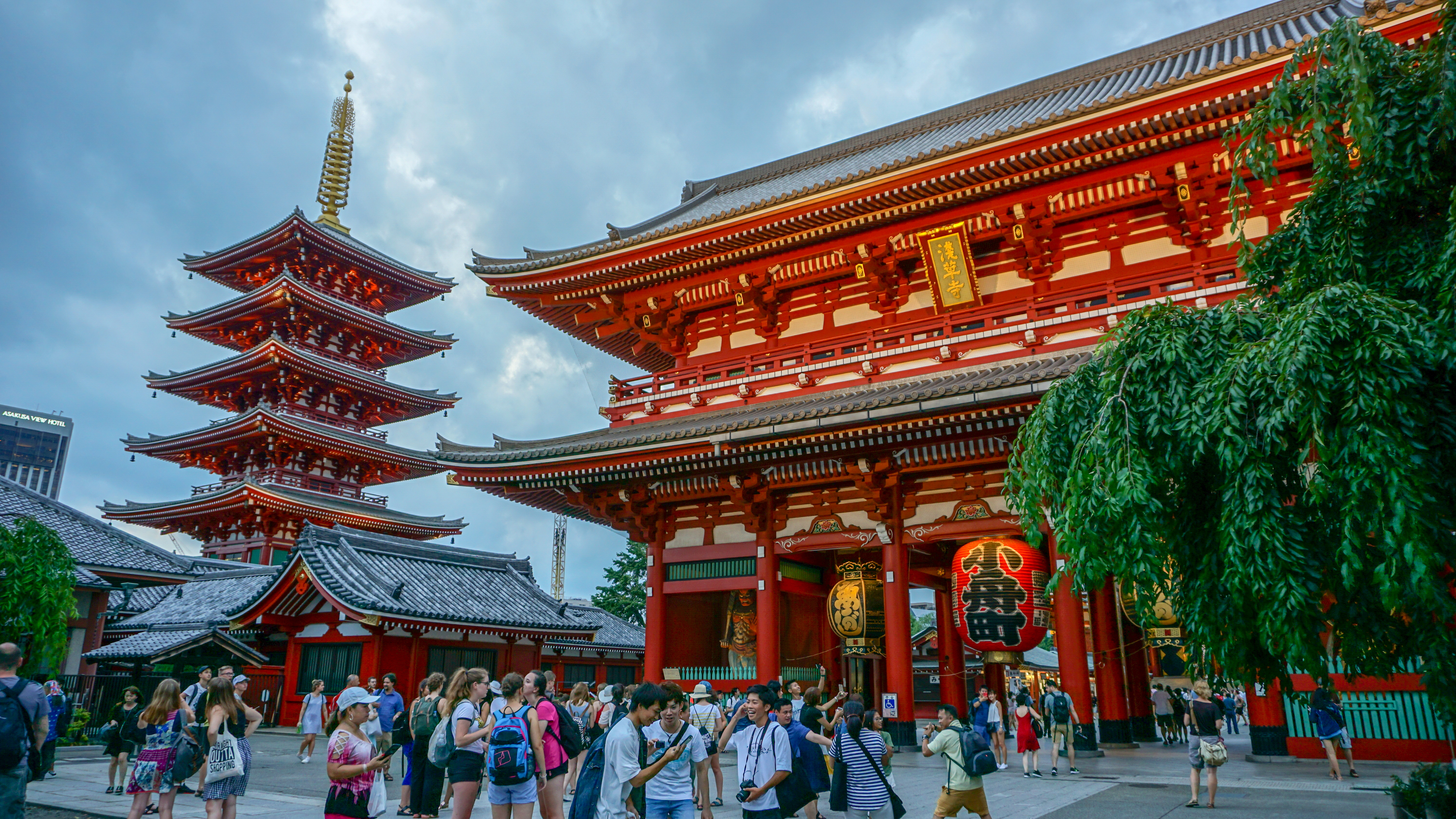
Sensō-ji

Hay más templos y santuarios más antiguos.
- Gokoku-ji
- Kan'ei-ji
- Santuario Kanda
- Sensō-ji
- Santuario Yasukuni
- Zōjō-ji
- Kuhonbutsu (Jōshin-ji)

### Museos

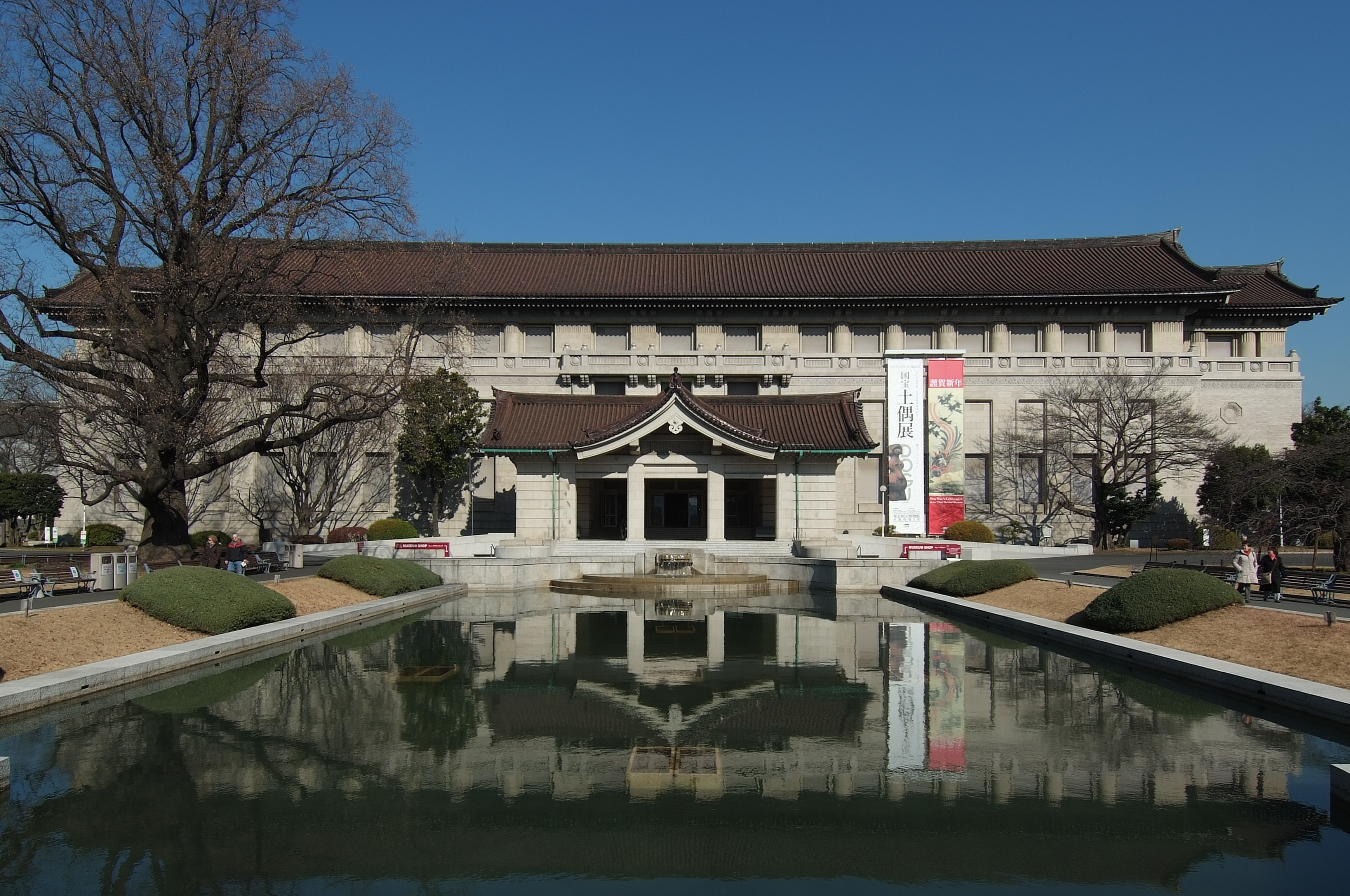
El Museo Nacional de Tokio

Tokio tiene decenas de museos de arte, historia, ciencia y tecnología. Se mencionan algunos de los más destacados.
El museo más importante de Japón es el Museo Nacional de Tokio, el cual se encuentra en la parte noreste del parque Ueno. Este museo es administrado por el gobierno del país, a través de la Agencia de Asuntos Culturales. El conjunto de edificios que conforman el museo, contiene la mayor colección de arte japonés en el mundo (90 000 piezas). El alcance museográfico abarca la historia de Japón, desde tiempos prehistóricos hasta la era moderna.
El Museo Metropolitano de Arte, fundado en 1926, está dividido en una galería que expone los trabajos de artistas nacionales contemporáneos; y una destinada a trabajos de artistas extranjeros. También destaca el Museo Nacional de Arte Moderno, que reúne un gran número de obras de artistas contemporáneos. El museo Shitamachi, localizado en la esquina sureste del parque Ueno, está dedicado a preservar la cultura tokiota de la era Edo. El Mingeikan es un museo fundado por Yanagi Muneyoshi en 1931, consagrado a la artesanía popular de todo el país. El museo Goto muestra la colección privada de arte budista, propiedad de Goto Keita, presidente de Tokyu Corporation. En este museo se encuentran rollos pertenecientes al siglo XII, que cuentan la leyenda de Genji en pinturas de Fujiwara Takayoshi. En el Museo de la Espada Japonesa, o Token Hakubutsunkan, regido por la Asociación para la Conservación del Arte de la Espada Japonesa, se encuentran más de seis mil piezas, treinta de las cuales están catalogadas como tesoro nacional. El Museo Metropolitano de Fotografía de Tokio, en el barrio de Meguro y cerca de la estación de Ebisu, tiene exposiciones permanentes de fotógrafos nacionales y extranjeros.
Entre los museos de ciencia y tecnología más destacados hay dos en la isla artificial de Odaiba: el Museo de Ciencias Marítimas, y el Museo Nacional de Ciencia Emergente e Innovación.
- Centro Nacional de Arte, Tokio;
- Museo Nacional de Arte Occidental
- Museo Nacional de Arte Moderno de Tokio, que contiene varias colecciones de arte moderno japonés y una sección multimedia con más de 40 000 títulos de filmes japoneses y extranjeros;[40]
- Museo Nacional de Ciencia de Japón, también ubicado en el parque Ueno. Cerca hay un zoológico público;
- Museo Nacional de Tokio, ubicada en parque Ueno, es la más grande de Japón y alberga la mejor colección del mundo de arte japonés, así como un gran grupo de obras de arte asiáticas;
- Zoológico de Ueno, el zoológico inaugurado en 1882.

Otros museos son el museo de arte moderno, ubicado cerca del Palacio Imperial de Tokio en el distrito especial de Chiyoda; el Museo Edo-Tokio en el distrito de Sumida, cerca del río Sumida; y el Museo Nezu en Aoyama.

### Bibliotecas

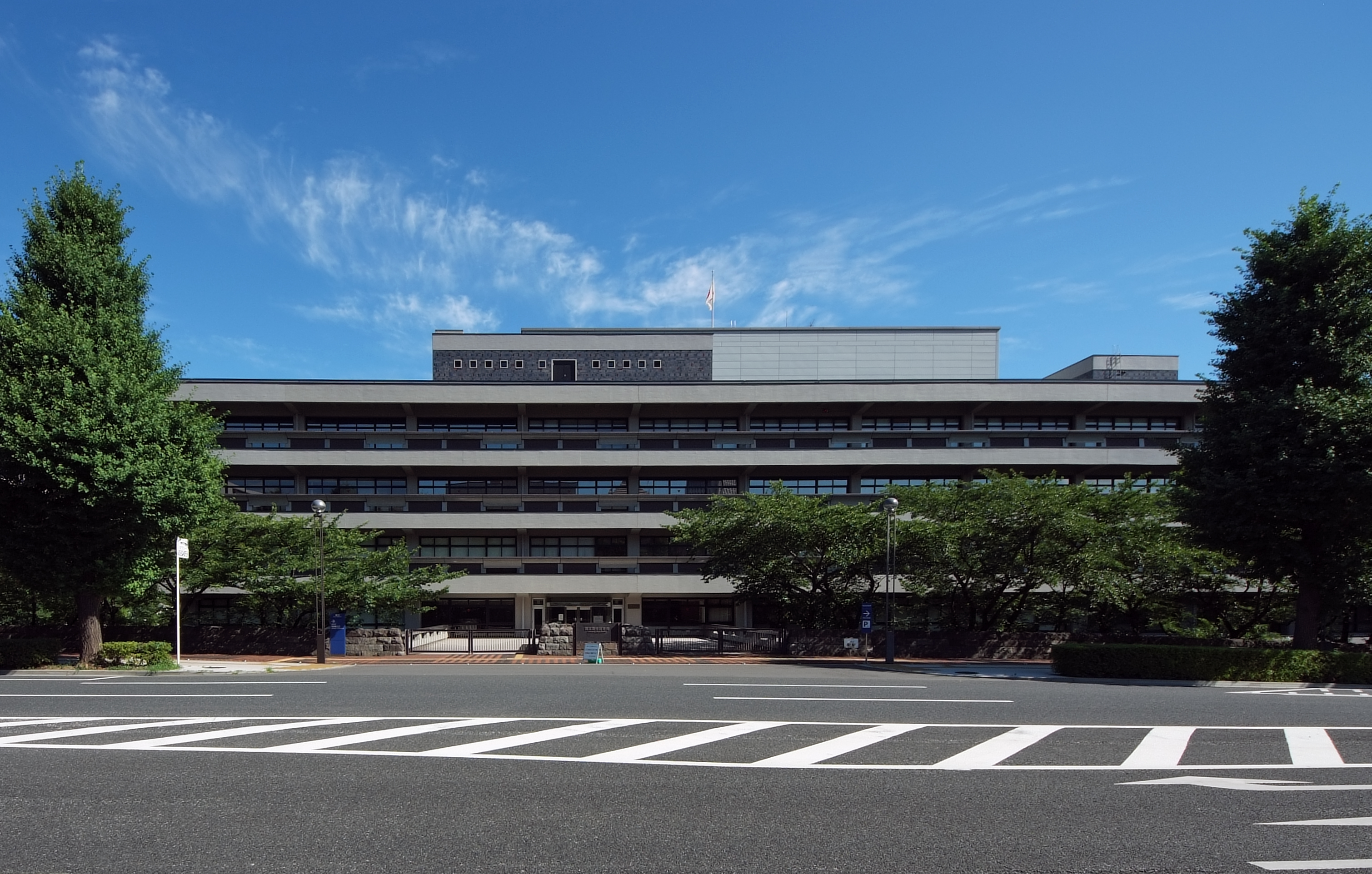
Biblioteca Nacional de la Dieta

Tokio alberga numerosas bibliotecas, algunas de las cuales están entre las más notorias de Japón. La biblioteca más importante del país es la Biblioteca Nacional de la Dieta (国立国会図書館 'Kokuritsu Kokkai Toshokan'?), localizada en el barrio de Chiyoda. Entre sus más de dos millones de libros, 50 000 títulos de revistas y más de 1500 periódicos, reúne la mayor colección de textos del país. Además, tiene la mayor colección de textos en lenguas extranjeras en Japón.[cita requerida] Le sigue en importancia la Biblioteca Metropolitana de Tokio (東京都立図書館 'Tokyo tōritsu toshokan'?), la cual está compuesta por tres bibliotecas:
1. La Biblioteca Central: Localizada en el parque Arisugawa (Minato-ku), Minami-Azabu. Es la principal biblioteca del gobierno de la ciudad, lo que la convierte en la mejor referencia para encontrar información acerca de Tokio.
2. Biblioteca de Hibiya: Otra biblioteca importante del gobierno de la ciudad, también en Chiyoda. A diferencia de las anteriores, en Hibiya se permite el préstamo de libros.
3. Biblioteca de Tama.

La Biblioteca Metropolitana de Tokio ofrece sus servicios a aproximadamente 12 millones de usuarios.[cita requerida] Además de las bibliotecas públicas mencionadas anteriormente, Tokio cuenta con las bibliotecas de los principales centros universitarios de Tokio:
- Biblioteca de la Universidad Metropolitana de Tokio, fundada en 1950.[42]
- Biblioteca de la Universidad de Tokio, fundada en 1877.[43]
- Biblioteca de la Universidad de Tokio para Estudios Extranjeros.[44]
- Biblioteca de la Universidad de Chuo, fundada en 1885.[45]
- Biblioteca de la Universidad de Kokugakuin, fundada en 1882.[46]
- Biblioteca de la Universidad de Hitotsubashi, fundada en 1885.[47]
- Biblioteca de la Universidad de Waseda, fundada en 1882.[cita requerida]
- Centro de Medios Mita de la Universidad de Keio, originalmente la Biblioteca de la Universidad de Keio, fundada en 1912.[48]

Existen además otras numerosas bibliotecas de menor tamaño en el área metropolitana de Tokio.

### Gastronomía

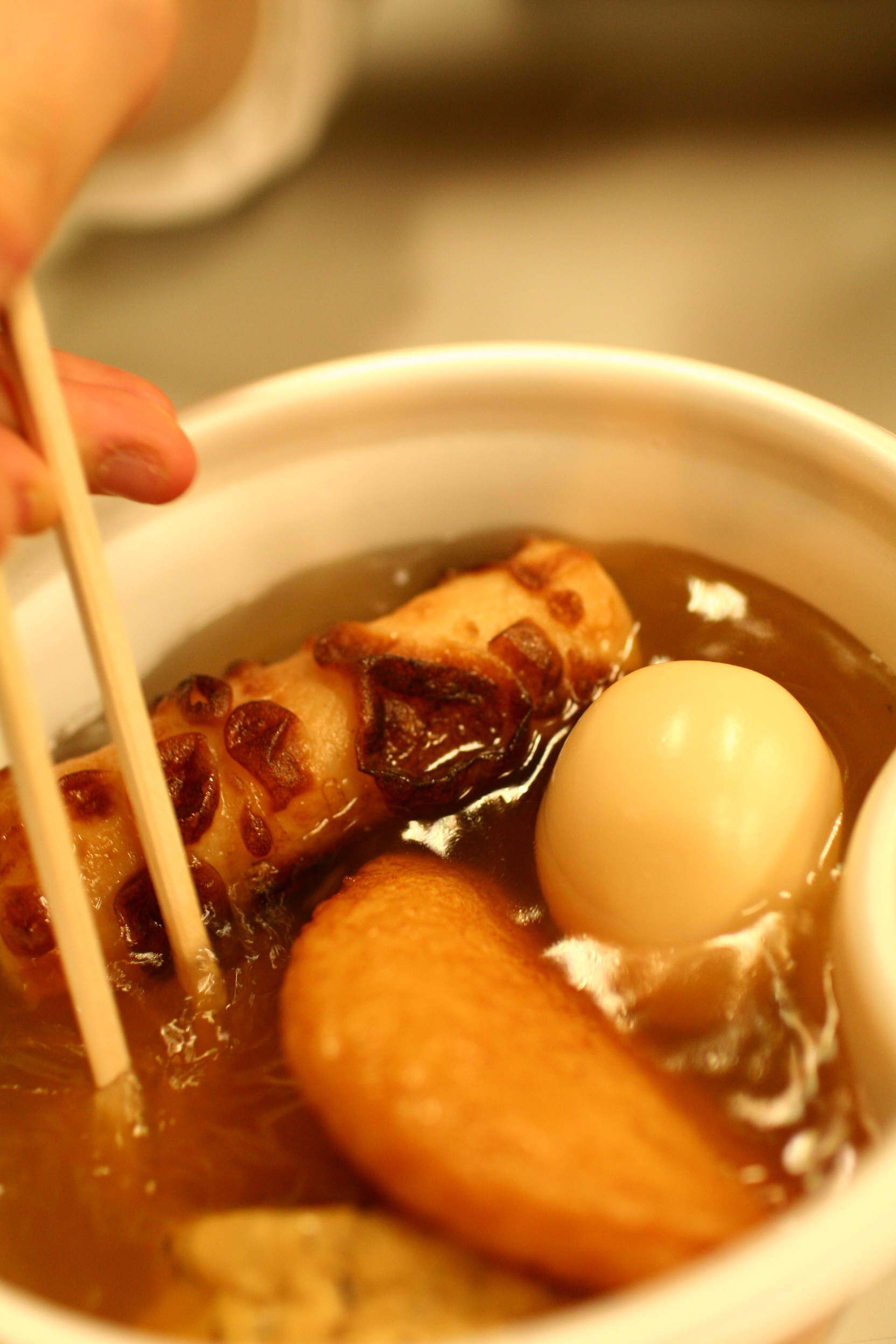
Oden.

La cocina en Tokio es aclamada internacionalmente. En noviembre de 2007, Michelin lanzó su primera guía para cenar en Tokio, otorgando 191 estrellas en total, o aproximadamente el doble que el competidor más cercano de Tokio, París. A partir de 2017, se han otorgado 227 restaurantes en Tokio (92 en París). Doce establecimientos recibieron el máximo de tres estrellas (París tiene 10), 54 recibieron dos estrellas y 161 ganaron una estrella.
La cocina característica de Tokio tiene sus raíces en los tiempos en que el shogunato Tokugawa se estableció en Edo en 1603. En japonés, Edo-mae se refiere a la comida hecha con pescado de la bahía de Tokio, y es un término que actualmente denomina de forma genérica a la cocina tokiota.
El Edo-mae tomó una característica distintiva al irse combinando la cocina de los diferentes barrios de Shitamachi (ciudad baja en Edo). Los platos representativos son soba (蕎麦), tempura (てんぷら o 天麩羅, tenpura), udon, anguila asada (kabayaki); y, por supuesto, el sushi. La versión de sushi originaria de Tokio es conocida como Edo-mae-zushi, y se dice que nació en Honjo Yokoami, actual barrio de Sumida en el siglo XVIII. El oden (おでん) es un estofado de pescado y huevos cocidos, creado en Edo alrededor de 1850.
Además de la bahía de Tokio, la región de Tama es un gran proveedor de ingredientes para la cocina tokiota, especialmente de pescados de agua dulce, como trucha y carpa, así como verduras como el wasabi.
Chanko es la comida consumida por los luchadores de sumo (se cree que la palabra deriva de chan, ayudante de cocina, o de chan kuo, palabra china para un tipo de sartén). Debido al vínculo indisoluble de la ciudad con este arte marcial, el chanko se ha convertido en una comida popular, por lo que hay abundantes restaurantes especializados en chanko. En general, existen dos tipos de chanko: el yose-nabe, que consiste en caldo de pollo con pescado, pollo y vegetales; y el chiri-nabe, que es un cocido de pescado y vegetales, que se consume con salsa de soja y vinagre.
Como toda metrópolis, Tokio es muy receptiva a la cocina de otras regiones y países. La cocina occidental tiene un lugar predominante. Maestros de cocina europeos y norteamericanos han encontrado en Tokio un campo fértil para desarrollar proyectos culinarios que tienen buena acogida. Como ejemplos, los franceses Joël Robuchon ("cocinero del siglo XX" según Gault-Millau) y Alain Ducasse, han emprendido sus proyectos en Tokio en la primera década del siglo XXI.

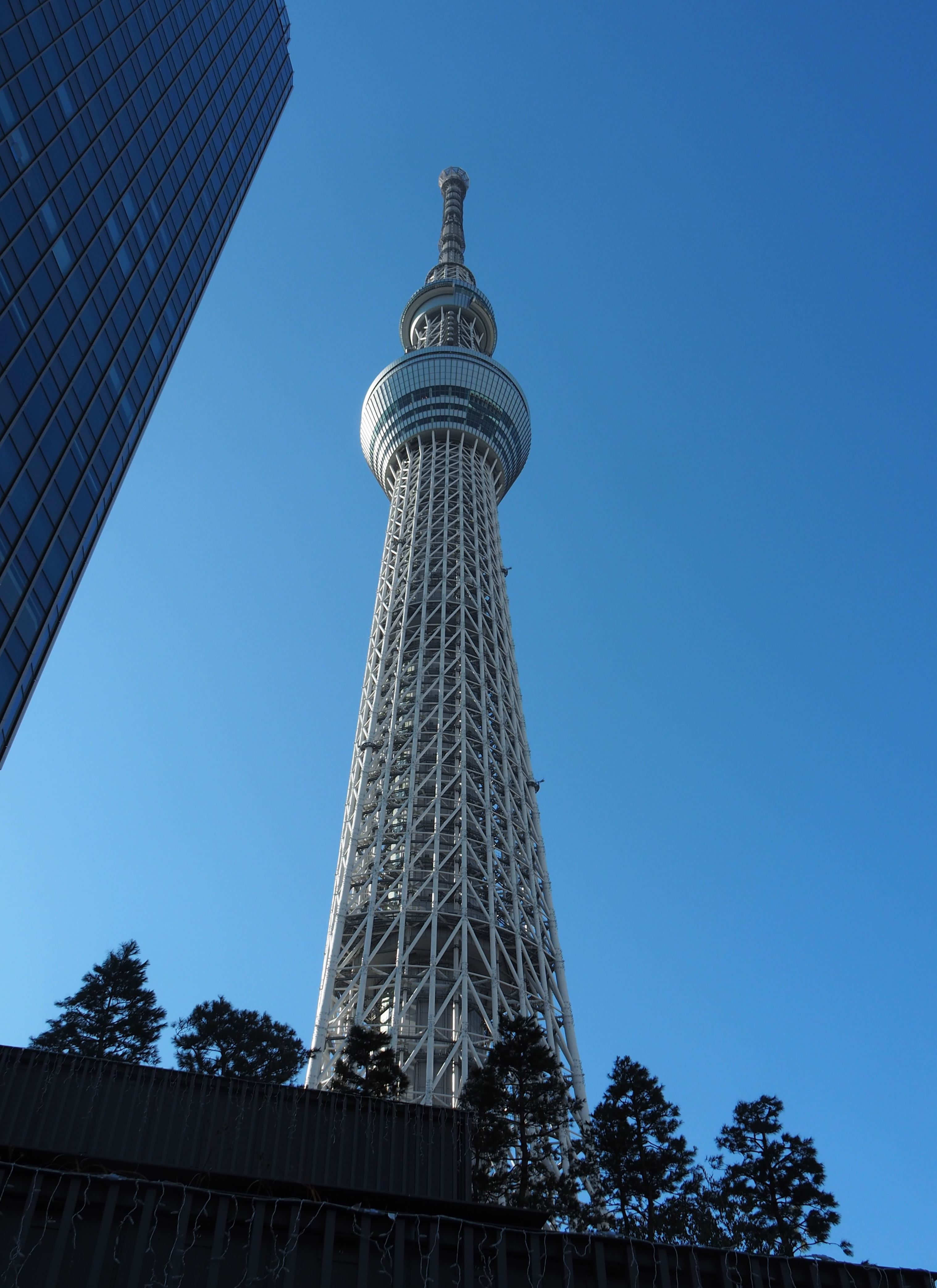
Skytree de Tokio

### Arquitectura
Tokio, metrópolis mundial y cautivadora mezcla de tradición e innovación, presume de un variado paisaje arquitectónico que refleja su rica historia y su espíritu progresista. Desde templos antiguos y jardines serenos hasta rascacielos futuristas y diseños vanguardistas, la arquitectura de Tokio es testimonio de su resistencia, adaptabilidad y visión artística. Explorar el tejido arquitectónico de la ciudad es como hacer un viaje en el tiempo, testigo de la evolución de los estilos y de la armoniosa coexistencia de lo antiguo y lo nuevo.   
La arquitectura tradicional japonesa, con su énfasis en los materiales naturales, la estética minimalista y la armonía con el entorno, ha dejado una huella perdurable en el paisaje urbano de Tokio.  Las estructuras de madera, caracterizadas por su intrincada carpintería y elegante sencillez, son un sello distintivo del diseño tradicional.  Los templos y santuarios, a menudo con tejados graciosamente curvados y colores vibrantes, muestran la artesanía y el significado espiritual de la arquitectura tradicional.  Estas estructuras históricas, cuidadosamente conservadas e integradas en la ciudad moderna, constituyen un vínculo tangible con el pasado de Tokio.   
La Era Meiji (1868-1912) marcó un punto de inflexión en la historia de Japón, cuando el país abrió sus puertas al mundo y abrazó la modernización.  En esta época se introdujeron estilos arquitectónicos occidentales, que se adaptaron e integraron con elementos tradicionales japoneses.  La mezcla resultante de influencias orientales y occidentales creó una estética arquitectónica única, caracterizada por grandes edificios con rasgos clásicos y detalles de inspiración japonesa.  Estas estructuras de la era Meiji son un testimonio de la capacidad de Japón para adaptarse e innovar al tiempo que preserva su identidad cultural.   

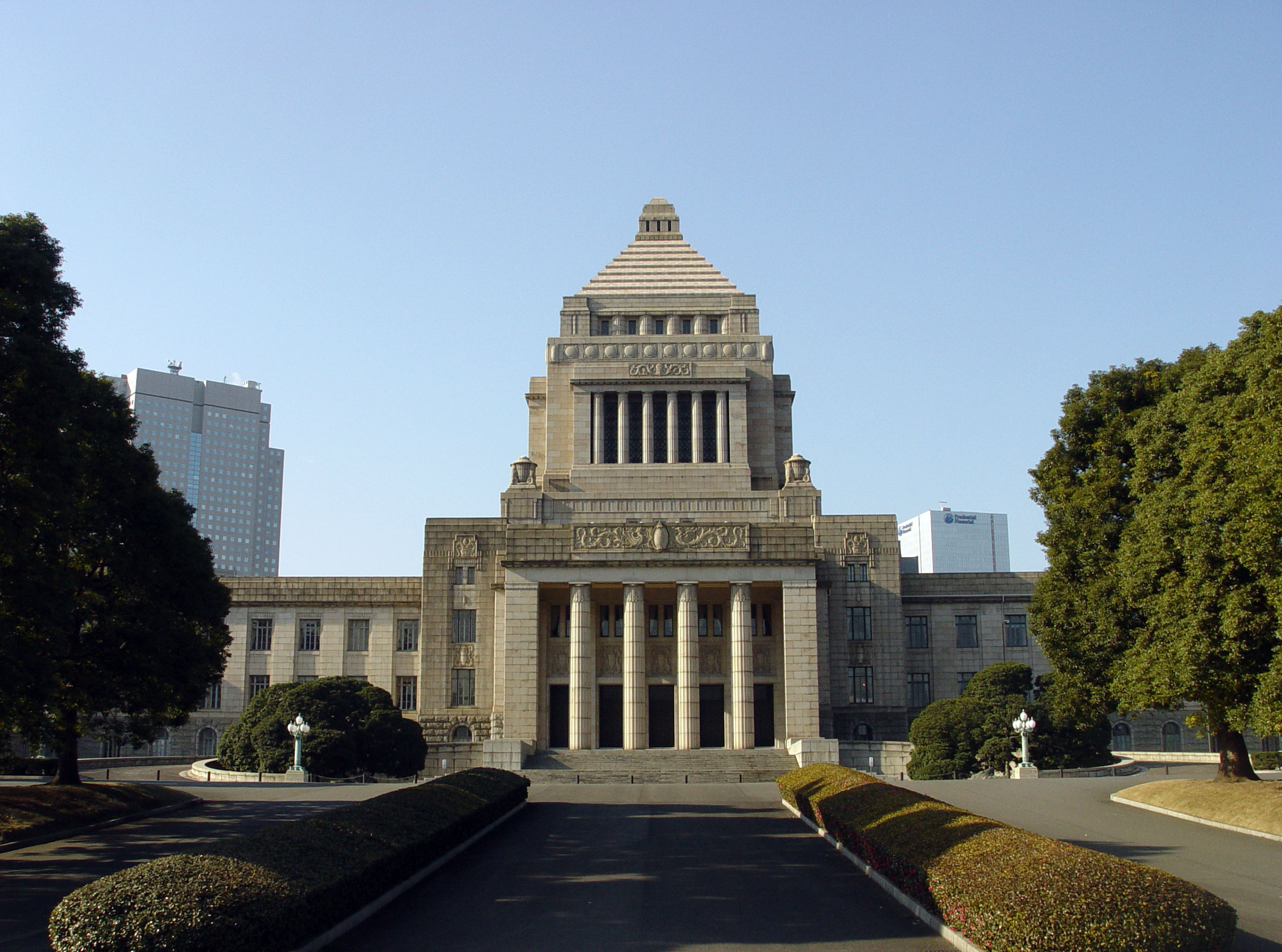
Edificio de la Dieta Nacional

El siglo XX fue testigo de la transformación de Tokio en una potencia económica mundial y un centro de innovación arquitectónica.  La ciudad se convirtió en un patio de recreo para arquitectos visionarios que ampliaron los límites del diseño y la tecnología.  Los rascacielos, que antes eran una rareza, empezaron a dominar el horizonte, mostrando el poderío económico de la ciudad y su adopción de la modernidad.  El hormigón, el acero y el cristal se convirtieron en los materiales preferidos, permitiendo la construcción de estructuras atrevidas e innovadoras.   
La arquitectura contemporánea de Tokio se caracteriza por su diversidad y la adopción de tecnologías de vanguardia.  Los arquitectos japoneses son famosos por su creatividad y su capacidad para combinar la funcionalidad con la expresión artística.  Los edificios suelen incorporar principios de diseño sostenible, con el objetivo de minimizar el impacto ambiental y crear estructuras energéticamente eficientes.  El uso de la luz, el espacio y los materiales innovadores crea una sensación de dinamismo y ligereza en muchos diseños contemporáneos.   

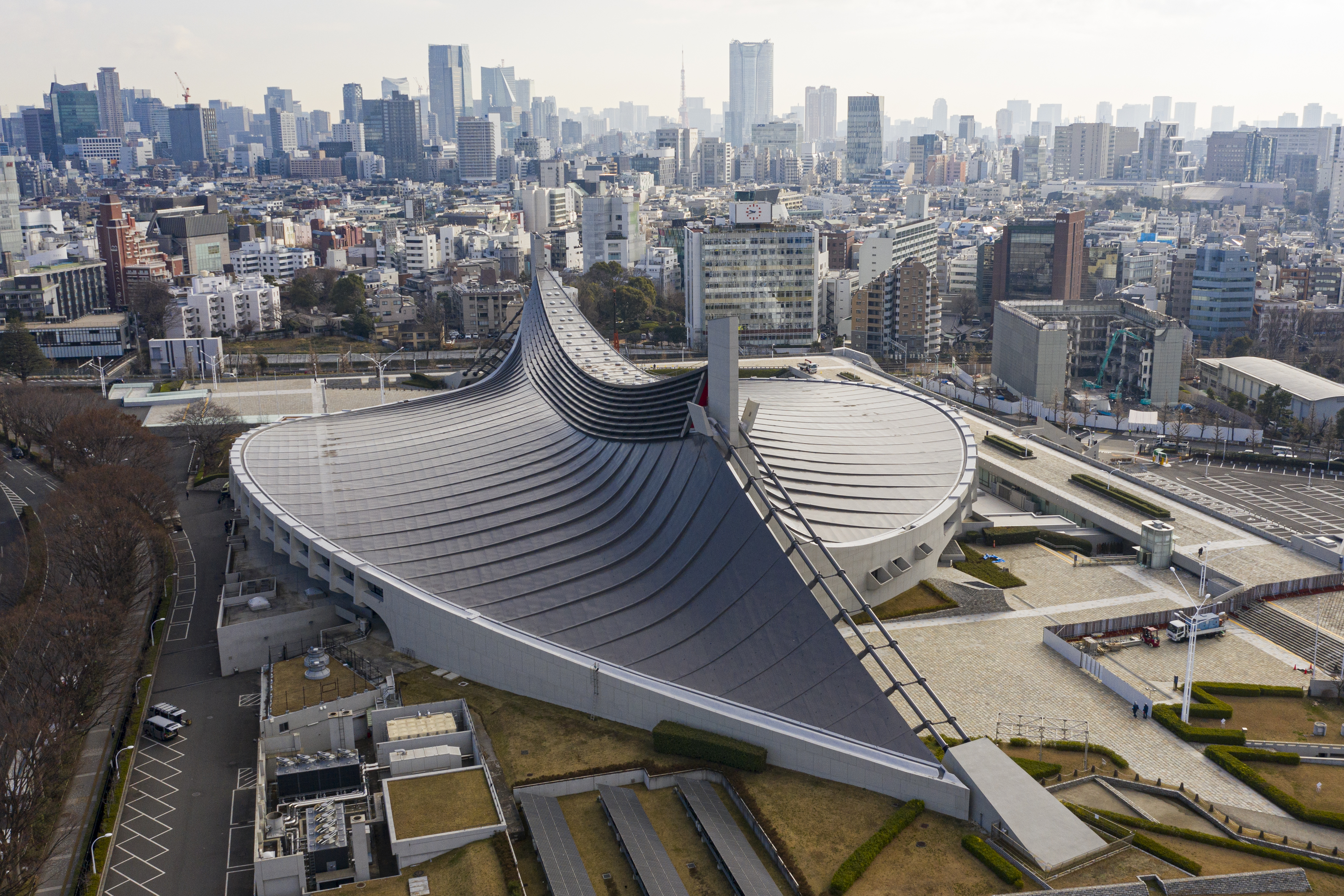
Gimnasio Nacional Yoyogi

El horizonte de Tokio es un panorama de estilos arquitectónicos en constante evolución, reflejo del carácter dinámico de la ciudad.  Desde la emblemática Torre de Tokio, símbolo de la reconstrucción de posguerra, hasta la futurista Tokyo Skytree, la torre más alta del mundo, los hitos de la ciudad muestran su ambición y su apuesta por el futuro.  Explorar el horizonte de Tokio es como ser testigo de la historia visual de la ciudad, en la que cada edificio cuenta una historia de su tiempo.   
Más allá de los grandes monumentos y los emblemáticos rascacielos, la arquitectura de Tokio se expresa también en sus diversos barrios y zonas residenciales.  Las tradicionales casas machiya de madera, con sus estrechas fachadas y patios íntimos, aún se pueden encontrar en algunos distritos antiguos, ofreciendo una visión de la vida urbana premoderna.  Los edificios residenciales modernos, desde rascacielos a casas unifamiliares, reflejan las diversas necesidades de vivienda y preferencias arquitectónicas de la ciudad.

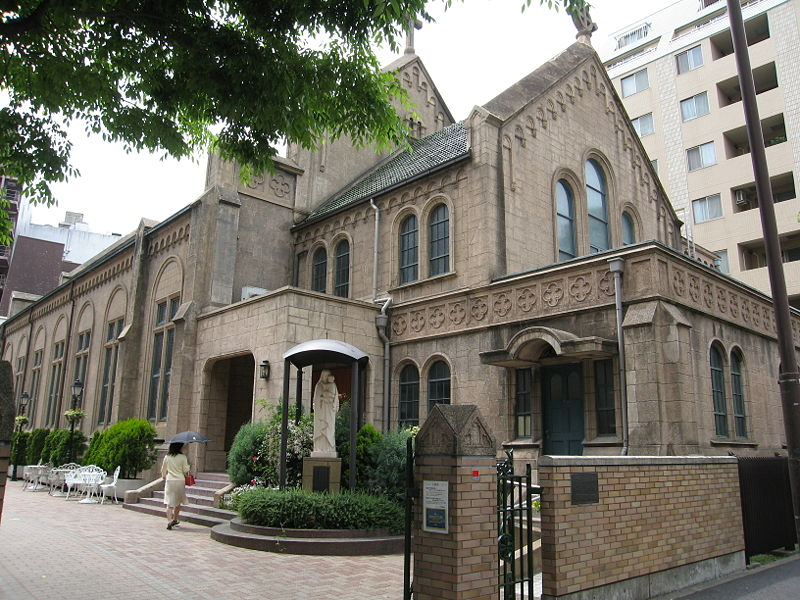
Iglesia de San Francisco Javier en Tokio

La arquitectura de Tokio no es sólo estética; también está profundamente entrelazada con los singulares retos urbanos de la ciudad.  La vulnerabilidad de la ciudad a los terremotos ha llevado al desarrollo de estrictos códigos de construcción e innovadoras tecnologías antisísmicas.  Estas consideraciones han influido en el diseño arquitectónico, dando lugar a estructuras que no sólo son visualmente atractivas, sino también estructuralmente sólidas y resistentes.   
La integración de la naturaleza en el entorno urbano es un aspecto clave de la filosofía arquitectónica de Tokio.  Muchos edificios incorporan espacios verdes, jardines en las azoteas y vegetación vertical, creando una sensación de armonía entre el entorno construido y el mundo natural.  Estos elementos verdes no sólo realzan el atractivo estético de los edificios, sino que también contribuyen a mejorar la calidad del aire y a reducir el efecto isla de calor urbano.   
La arquitectura de Tokio es un reflejo de sus valores culturales, su destreza tecnológica y su compromiso de crear una ciudad sostenible y habitable.  Los edificios de la ciudad no son sólo estructuras; son obras de arte, expresiones de creatividad y testamentos del ingenio humano.  Explorar el paisaje arquitectónico de Tokio es una experiencia enriquecedora que permite comprender el pasado, el presente y el futuro de la ciudad.   

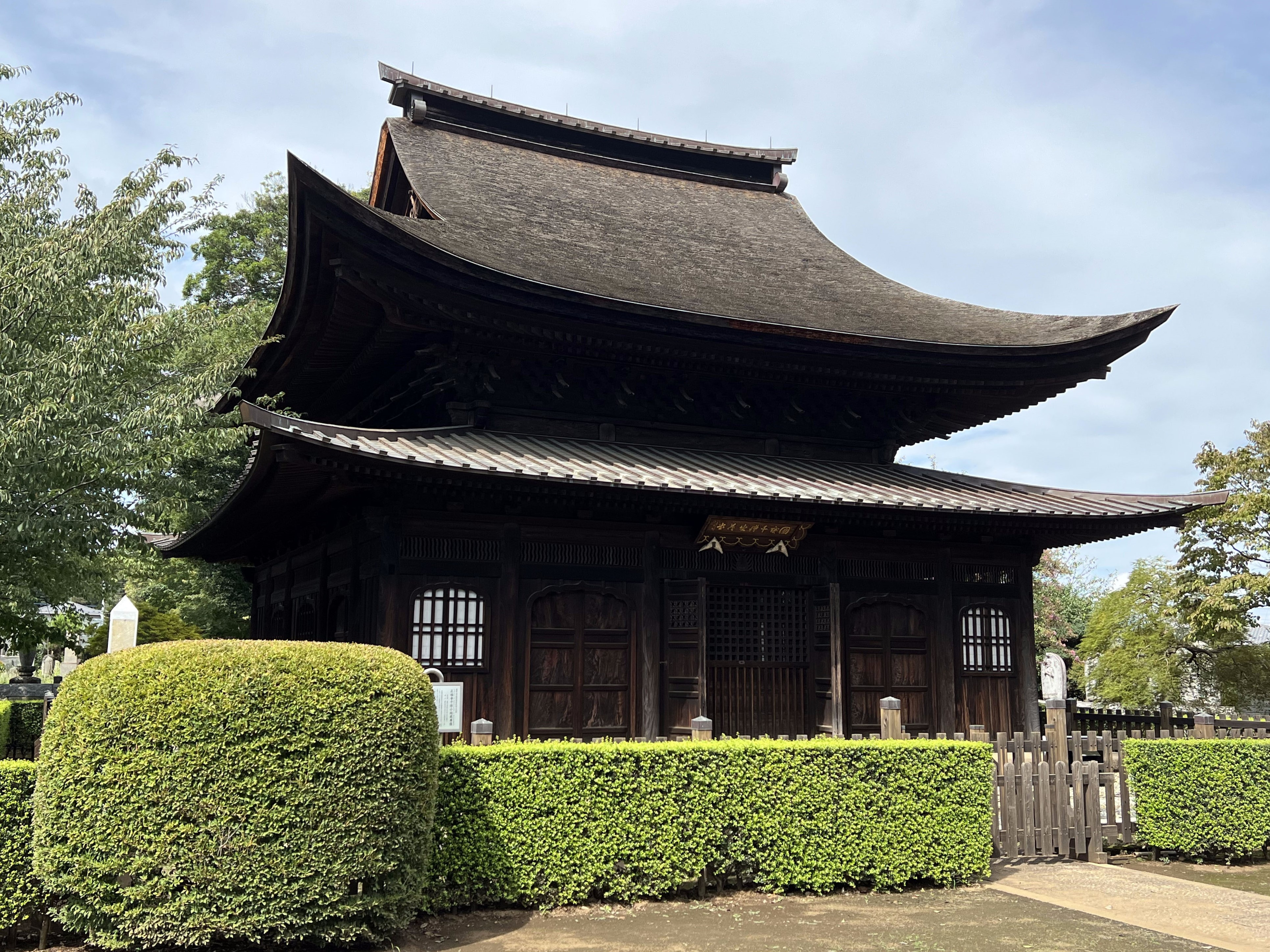
El Templo Shofuku-ji terminado en 1407

La conservación de edificios históricos y la integración de elementos tradicionales en diseños contemporáneos son consideraciones importantes en el discurso arquitectónico de Tokio.  Se están haciendo esfuerzos para proteger el patrimonio arquitectónico de la ciudad, garantizando que las generaciones futuras puedan apreciar la belleza y la artesanía de épocas pasadas.  El reto consiste en equilibrar el deseo de progreso e innovación con la necesidad de preservar la identidad arquitectónica única de la ciudad.   
La arquitectura de Tokio es un tapiz dinámico y en constante evolución, que refleja el espíritu innovador de la ciudad y su compromiso de crear un entorno urbano vibrante y sostenible.  Desde sus raíces tradicionales hasta sus visiones futuristas, la arquitectura de Tokio es un testimonio del poder de la creatividad humana y del atractivo perdurable del diseño japonés.

## Deporte

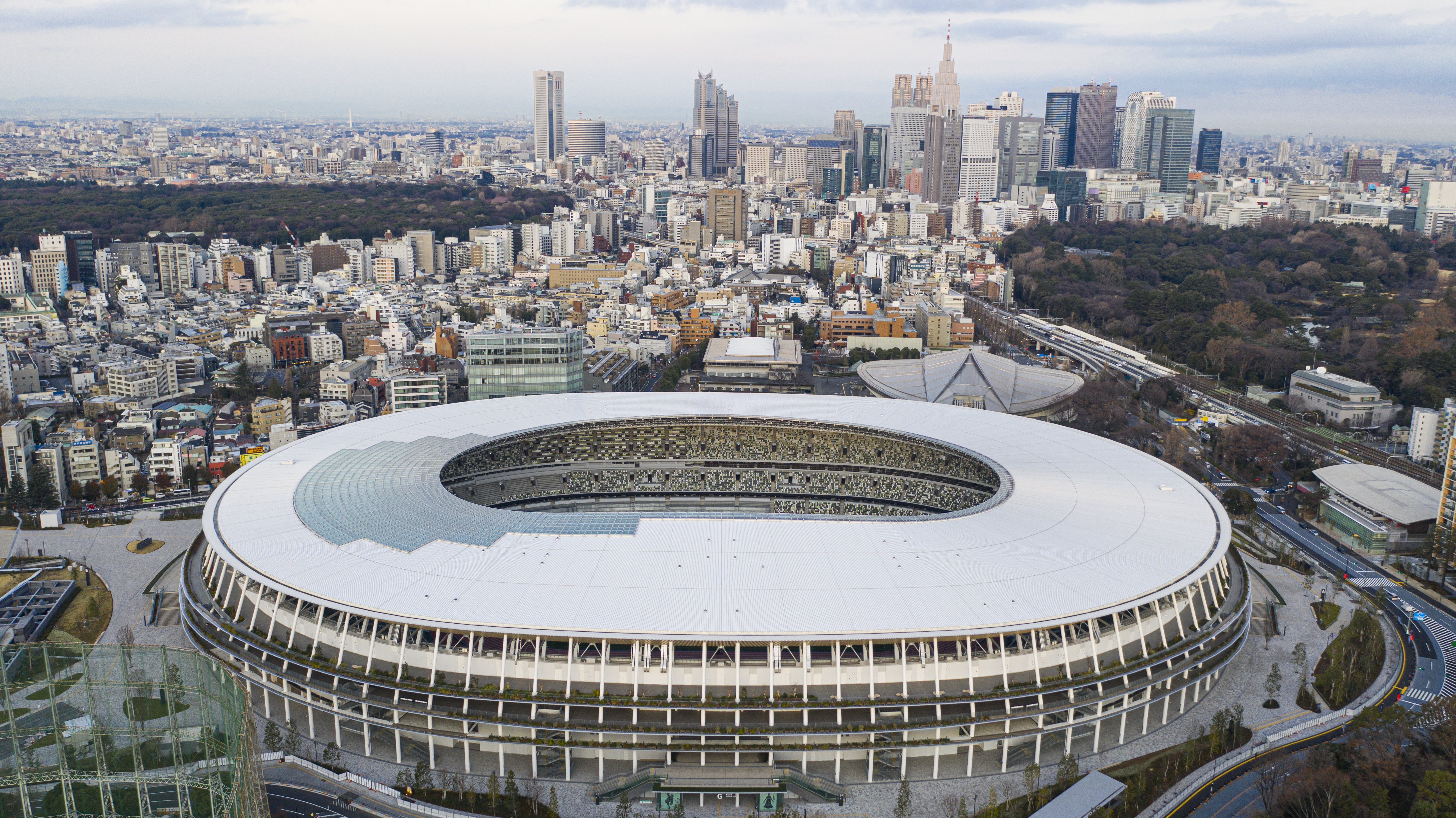
El Nuevo Estadio Nacional

Los Juegos Olímpicos de 1964 tuvieron lugar en Tokio. Tuvieron un gran impacto en el aspecto urbano de Tokio, pues fueron construidas grandes obras de infraestructura deportiva, turística, de comunicaciones y de servicios. La infraestructura deportiva aún se utiliza. Entre otras instalaciones, se encuentran el Estadio Olímpico de Tokio, el Nippon Budokan (arena de artes marciales), el Gimnasio Nacional Yoyogi y el Gimnasio Metropolitano de Tokio. Fue ciudad aspirante a la organización de los Juegos Olímpicos de 2016. Además, Tokio fue la ciudad sede de los Juegos Asiáticos de 1958. El 7 de septiembre de 2013 fue elegida como sede de los Juegos Olímpicos de 2020.

### Sumo

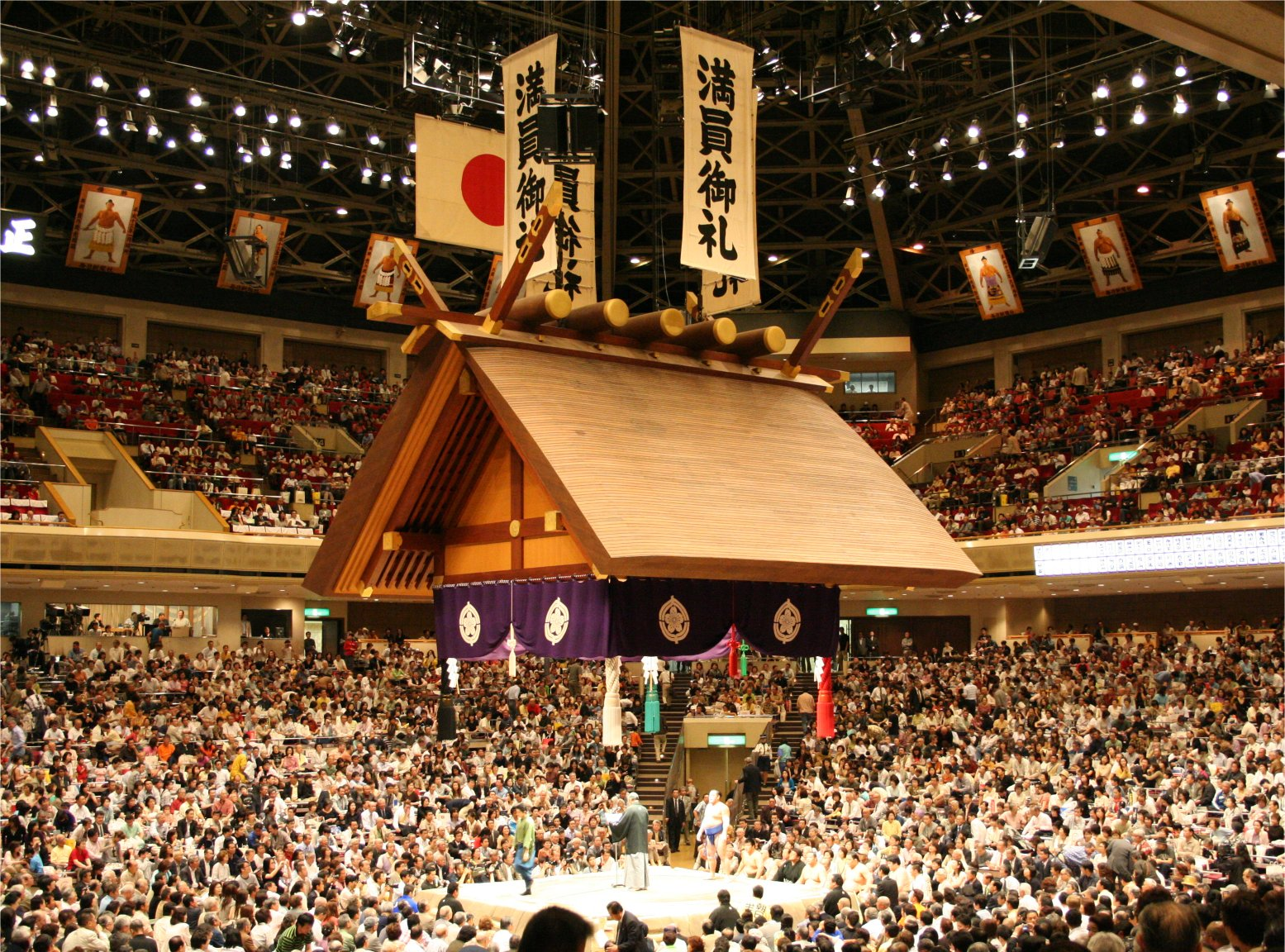
El Estadio Nacional de Sumo durante el torneo de mayo de 2006.

Al igual que en el resto del país, el sumo (相撲, sumō, a veces 大相撲 Ōzumō) tiene un lugar destacado entre los deportes en Tokio. En el Estadio Nacional de Sumo, localizado en Ryogoku, tienen lugar los torneos de enero, mayo y septiembre, que atraen a miles de espectadores. El emperador de Japón asiste personalmente al torneo de mayo.
Los entrenamientos de sumo se llevan a cabo en los establos, o beya, y muchos permiten la entrada de espectadores.

### Otras artes marciales
En la ciudad se practican de manera amateur y profesional otras artes marciales. Especialmente el judo, que fue incluido en 1964 como deporte olímpico; el kendō, el karate, el kyudo y el aikido.

### Béisbol

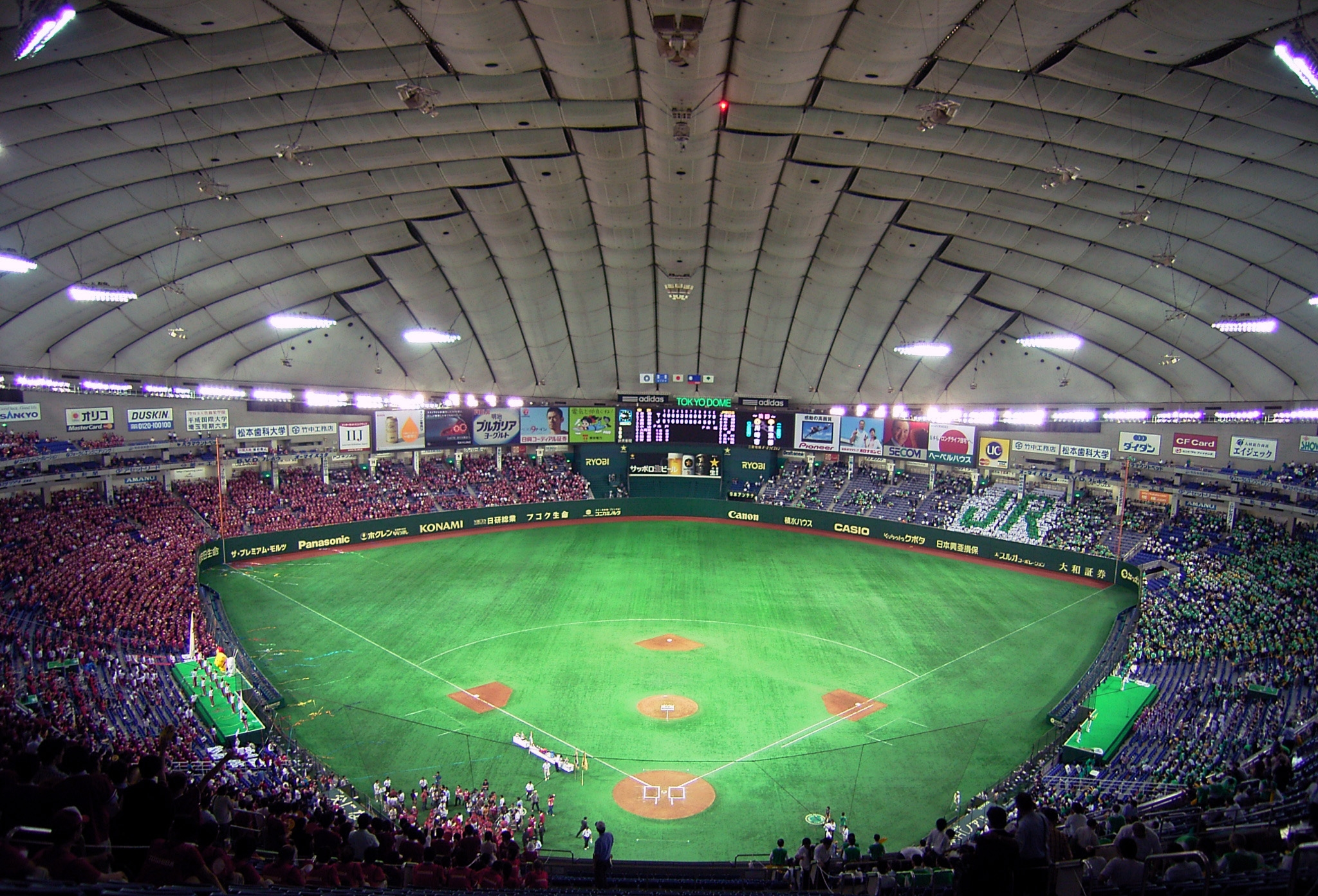
El interior del Tokyo Dome por Béisbol

La Liga Japonesa de Béisbol Profesional tiene en Tokio a uno de los equipos más populares del país, los Yomiuri Giants (読売ジャイアンツ Yomiuri Jaiantsu?), que juegan como locales en el Tokyo Dome (東京ドーム Tōkyō Dōmu) desde 1988.
Tokio también es la sede del equipo Tokyo Yakult Swallows (東京ヤクルトスワローズ Tōkyō Yakuruto Suwarōzu?), que juega en el estadio Meiji-Jingu, en Shinjuku.

### Fútbol
La Liga profesional japonesa de fútbol, conocida como J. League (Jリーグ J Rīgu?), fundada en 1993, tiene en Tokio a dos equipos que juegan en el estadio Ajinomoto y que protagonizan el Derby de Tokio: el F.C. Tokyo (FC東京 Efushī Tōkyō?), y el Tokyo Verdy 1969 (東京ヴェルディ1969) destacando que este último es uno de los clubes con más títulos de Japón, siendo el tercer máximo campeón de la liga con 7 títulos y teniendo en posesión 3 Copas de la Liga y 5 Copas del Emperador y destacando dos títulos internacionales, la Copa Sanwa Bank y la Liga de Campeones de la AFC siendo uno de los 5 clubes japoneses en haberla ganado.
A partir de 1980 la ciudad fue sede fija de la Copa Toyota Europea-Sudamericana, que enfrentaba a los campeones de la Copa de Europa (actual Liga de Campeones) y la Copa Libertadores de América (actual Conmebol Libertadores) en el actualmente demolido Estadio Nacional Olímpico de Tokio en la Copa Intercontinental, hasta el año 2001 en que la sede fue cambiada a Yokohama. A partir de 2005 esta competición dejó de existir dando origen al Campeonato Mundial de Clubes de la FIFA, que se realiza anualmente teniendo como sede anual a un país seleccionado, donde Japón fue designado en numerosas ocasiones. Tokio fue sede de la Copa Mundial de Clubes de la FIFA junto con otras ciudades de Japón en las primeras cuatro ediciones, en 2005, 2006, 2007 y 2008.

### Rugby
Tiene tres equipos en la Top League, que son Ricoh Black Rams, Suntory Sungoliath y Toshiba Brave Lupus, también las universidades de Tokio son muy reconocidas en el rugby universitario con los siguientes equipos de estas universidades: Universidad de Waseda, Universidad de Keiō, Universidad Teikyo y Universidad de Tokai.

### Hípica
En la ciudad de Tokio se celebran algunos de los eventos más importantes de Turf del país nipón, destacando las carreras de caballos de grado 1 y de caballos purasangre. Entre dichos eventos se pueden destacar el Derbi de Tokio (東京ダービー?) y el Haneda Hai (羽田盃?) que se celebran en el Hipódromo de Oi (también conocido como Tokyo City Keiba), ubicado en el barrio de Shinagawa y el Tokyo Yūshun (東京優駿??) también denominado Derbi de Japón (日本ダービー Nippon Dābii?), considerado el homólogo japonés del Derby de Epson y que es la segunda rueda de la Triple Corona de Japón que se celebra en el Hipódromo de Tokio ubicado en Fuchū. En dicho hipódromo también se celebra el Yasuda Kinen, una parte del desafío asiático Mile.[cita requerida]

## Parques nacionales
En Tokio existen cuatro parques nacionales:
- Parque nacional Chichibu-Tama, localizado en Nishitama, se extiende también sobre parte de las prefecturas de Yamanashi y Saitama.
- Parque nacional Meiji no Mori Takao, localizado alrededor del monte Takao, al sur de Hachioji.
- Parque nacional Fuji-Hakone-Izu, que incluye a las islas de Izu.
- Parque nacional Ogasawara, que abarca las islas del mismo nombre, candidatas a ser Patrimonio de la Humanidad.

## Hermanamientos
Tokio tiene 12 hermanamientos.
- Nueva York (Estados Unidos, desde 1960)[53]
- Pekín (China, desde 1979)
- Nueva Gales del Sur (Australia, estado hermanado, desde 1984)
- Seúl (Corea del Sur, desde 1988)[54][55]
- Yakarta (Indonesia, desde 1989)
- El Cairo (Egipto, desde 1990)
- Buenos Aires (Argentina, desde 2018)
- Estado de São Paulo (Brasil, estado hermanado, desde 1990)
- Lima (Perú, desde 1991)
- Berlín (Alemania, desde 1994)
- Roma (Italia, desde 1996)

## Acuerdos de cooperación mutua
- Berlín (Alemania, desde 1994)
- Roma (Italia, desde 1996)
- Madrid (España, desde 1965)
- París (Francia, desde 1982)